# Economía de Chile
La economía de Chile es la quinta mayor economía de América Latina en términos de producto interno bruto (PIB) nominal después de Brasil, México, Argentina y Colombia y en cuanto al PIB a precios de paridad de poder adquisitivo (PIB PPA). Chile posee la segunda mayor renta per cápita  de América Latina (USD 27,058 PIB per cápita PPA y USD 18,592 PIB per cápita a precios nominales) es el tercer país más desarrollado de América tras Estados Unidos y Canadá y pertenece a la categoría de países de ingresos altos según el Banco Mundial.
La economía chilena ostenta índices remarcables en cuanto a competitividad, libertad económica,  desarrollo financiero, y se consagra como la economía más dinámica de América Latina. Además, tiene la calificación de la deuda externa más favorable del continente.
En cuanto a inversión extranjera, en los últimos años Chile fue el mayor país latinoamericano golpeado por esa caída en el precio de los productos básicos y, muy especialmente, del cobre su principal producto de exportación, Chile en esta época pasó de recibir inversiones por 30 000 millones de dólares en inversión extranjera en 2012 a menos de 6500 en 2017.
Su principal sector económico es el de servicios con un 63,9 % del PIB, seguido de la minería, que generó en 2012 el 14,2 % del PIB y el 57 % de las exportaciones con USD 48 827 millones. Chile es el mayor productor mundial de cobre, litio, yodo, y de otros productos como uvas frescas, arándanos azules, ciruelas, manzanas deshidratadas, salmón, truchas y carbonato de litio.

## Historia
La Historia económica de Chile, marcada por los diferentes cambios políticos que ha experimentado el país, desde los tiempos del Imperio Español, el modelo económico ha sido parte fundamental de las políticas internas, sufriendo diversos cambios a lo largo de la historia nacional, especialmente desde la última mitad del siglo XIX, pasando de una economía de sustitución de importaciones, impulsada por los Gobiernos Radicales y de corte centro-derecha a una economía de libre mercado, desarrollada tras el golpe militar de 1973 y que ha sido continuada por los Gobiernos democráticos de la Concertación desde 1990.
Los distintos períodos de la historia económica en Chile se distinguen, en lo fundamental, por la importancia relativa de ciertos recursos en las exportaciones y según el distinto rol del Estado en la economía.
Uno de los principales logros de la historia económica contemporánea de Chile fue su trabajo contra la pobreza en la década de los 1990:
- En 27 años, de tener 9.026.739 personas pobres en 1990, en 2017 se tenían 1.588.457.[34][35][36]
- Por ende, en 27 años, el sistema económico chileno logró sacar de la pobreza a 6.857.838 personas.[37]
- Una cantidad grande de personas pasaron a vivir con ingresos suficientes para vivir una vida cómoda. En 33 años, de 1987 a 2020, 4.782.964 personas[38] pasaron a vivir con un ingreso bruto mensual disponible igual o superior a $750 USD PPP (del 2017) al mes,[39][40][41][42][34] cifra equivalente a $1.060.000[43] pesos chilenos al mes.
- Si lo medimos en porcentajes, el 90%[44] de la población de 1987 vivía con un ingreso menor a $750 USD PPA (del 2017) al mes, y en 2020 ese porcentaje se redujo a 70%,[45] mayor es el logro considerado que en ese periodo la población aumentó en un 52%[46]
- La reducción de pobreza se acentúa más si fijamos la tasa de pobreza en $300 USD PPP al mes, ya que usando la misma metodología, da como resultado que 6.933.552 chilenos pasaron a vivir con un ingreso bruto mensual disponible igual o superior a $300 USD PPP, equivalente a $425.000 pesos chilenos mensuales.[47]
- Si se mide en porcentajes, en 1987 el 75%[48] de la población vivía con menos de $300 USD PPP al mes, y en 2020 eses porcentaje se redujo a 20%.[49]

### Principios del XX: Modelo ISI, salitre y gran depresión.
A principios del siglo XX, la economía chilena se basaba principalmente en la exportación de salitre. Este era el motor que hacía de Chile un país relativamente desarrollado, aunque también presentaba una pequeña pero avanzada industria manufacturera. Así, cuando el salitre entró en crisis y el sector externo cayó en inestabilidad, colapsando en 1930 después de la Gran Depresión, esta industria fue el motor de una serie de políticas orientadas al desarrollo del mercado interno para lograr la autonomía de las fluctuaciones externas, con una mayor industrialización del país. A partir de ella, la productividad aumentó y varió significativamente gracias a distintos incentivos. Sin embargo, después de un tiempo, la industria chilena sufrió las desventajas de la no especialización productiva y debió modificar el modelo.
Antes de 1929, ya había indicios de transición a una economía más proteccionista. Si bien el “desarrollo hacia adentro” comenzó tempranamente, la industrialización como solución a la crisis se desarrolló durante el segundo gobierno de Arturo Alessandri (1932-1938). El ministro de Hacienda Gustavo Ross fue el gran artífice de la recuperación económica. Buscó terminar con el déficit fiscal, controlar la inflación y fomentar la producción. Lo hizo mediante la disminución de los gastos fiscales, la reactivación de algunos sectores económicos y la incrementación de la producción y la capacidad de consumo, bajando impuestos como la tarifa para la internación de insumos para la industria y haciendo repuntar la actividad fabril. Se establecieron impuestos a productos extranjeros que el país también producía, fomentando la industria nacional, y se creó COVENSA, que aseguraba la compra a los productores de salitre.
| Año  | PIB CLP 1995        | Crecimiento | Deuda Pública (% del PIB) |
| ---- | ------------------- | ----------- | ------------------------- |
| 1928 | $2.800.122 millones | 22,50%      | 28,53%                    |
| 1929 | $2.946.000 millones | 5,23%       | 28,03%                    |
| 1930 | $2.474.841 millones | -16,01%     | 40,74%                    |
| 1931 | $1.949.730 millones | -21,22%     | 61,01%                    |
| 1932 | $1.647.453 millones | -15,50%     | 220,85%                   |
| 1933 | $2.030.071 millones | 23,22%      | 161,43%                   |
| 1934 | $2.450.763 millones | 20,72%      | 93,30%                    |
| 1935 | $2.591.791 millones | 5,75%       | 85,82%                    |
| 1936 | $2.719.185 millones | 4,92%       | 77,75%                    |
| 1937 | $3.091.761 millones | 13,70%      | 55,79%                    |

Durante los gobiernos radicales (1938-1952) se creó la CORFO en 1939 para fomentar la producción e industrialización, junto con una elevación de los precios de las exportaciones. Asimismo, se incrementó la Administración Pública mediante la creación de organismos como ENDESA en 1944, ENAP en 1950, CAP en 1950 y el SEAM (Servicios de Equipos Agrícolas Mecanizados). La CORFO en 1940 también realizó préstamos a empresas como MADEMSA o MADECO.
El modelo ISI, más proteccionista, disminuyó la dependencia económica de las importaciones. Paulatinamente se fue estableciendo un estado de bienestar, dando paso a un Chile industrial y moderno desde la creación de la CORFO. Se siguió fomentando la producción y la industria hasta el inicio de la década de 1950 hasta que comenzaron a hacerse notar las primeras falencias del modelo, durante el fin de los gobiernos radicales.
En el segundo gobierno de Carlos Ibáñez del Campo (1952-1958) se optó por dar un giro liberalizador a la economía y frenar la intervención estatal, abriendo la economía al exterior y reduciendo el gasto público, con la misión Klein-Sacks. En 1965 se marcó la tendencia a aumentar las exportaciones no tradicionales, creciendo notablemente. Desde 1974 el modelo fue abandonado completamente reinstalándose el Libre mercado.
“El fracaso de la estrategia de industrialización mediante sustitución de importaciones en América Latina y, en particular en Chile, tuvo entre otras causas el excesivo proteccionismo comercial, el bajo crecimiento de la demanda de exportaciones y la ausencia de coordinación económico-estratégica dentro de la región”.
Se tienen registros de los ingresos de los chilenos en los años 1940, 1954 y 1968.
| Año        | 1940      | 1954      | 1968      |
| ---------- | --------- | --------- | --------- |
| Población  | 5.147.000 | 6.599.000 | 9.321.000 |
| Pobreza    | 55,5%     | 45,6%     | 15,0%     |
| Indigencia | 33,4%     | 23,4%     | 4,2%      |

En el año 1940: 
- El 84,29% de las personas ganaba, aproximadamente, lo equivalente a $48.047 (pesos chilenos de noviembre de 2022)[42] al mes o menos.

- El 99,14% ganaba $137.532 o menos y el 0,22% de las personas acaparaba el 34,9% de los ingresos.

En el año 1954: 
- El 39,07% de las personas ganaba $20.650 o menos.
- El 20,87% entre $20.650 y $48.735.
- El 29,40% entre $47.735 y $136.982, en este intervalo se encontraba la mayor participación del ingreso, con un 26,44% de participación.
- El 0,02% de la población, equivalente a 1478 personas, concentraban el 2,87% del ingreso total.

En el año 1968:
- El 46,48% ganaba $47.771 o menos. Este intervalo concentraba el 20,09% de los ingresos totales.
- El 32,04% ganaba entre $47.771 y $87.833.
- El 10,94% ganaba $135.192 o más. Este intervalo concentraba el 35,33% de los ingresos totales.

### Colapso económico de 1973: Hiperinflación, pérdida de reservas y golpe de Estado.

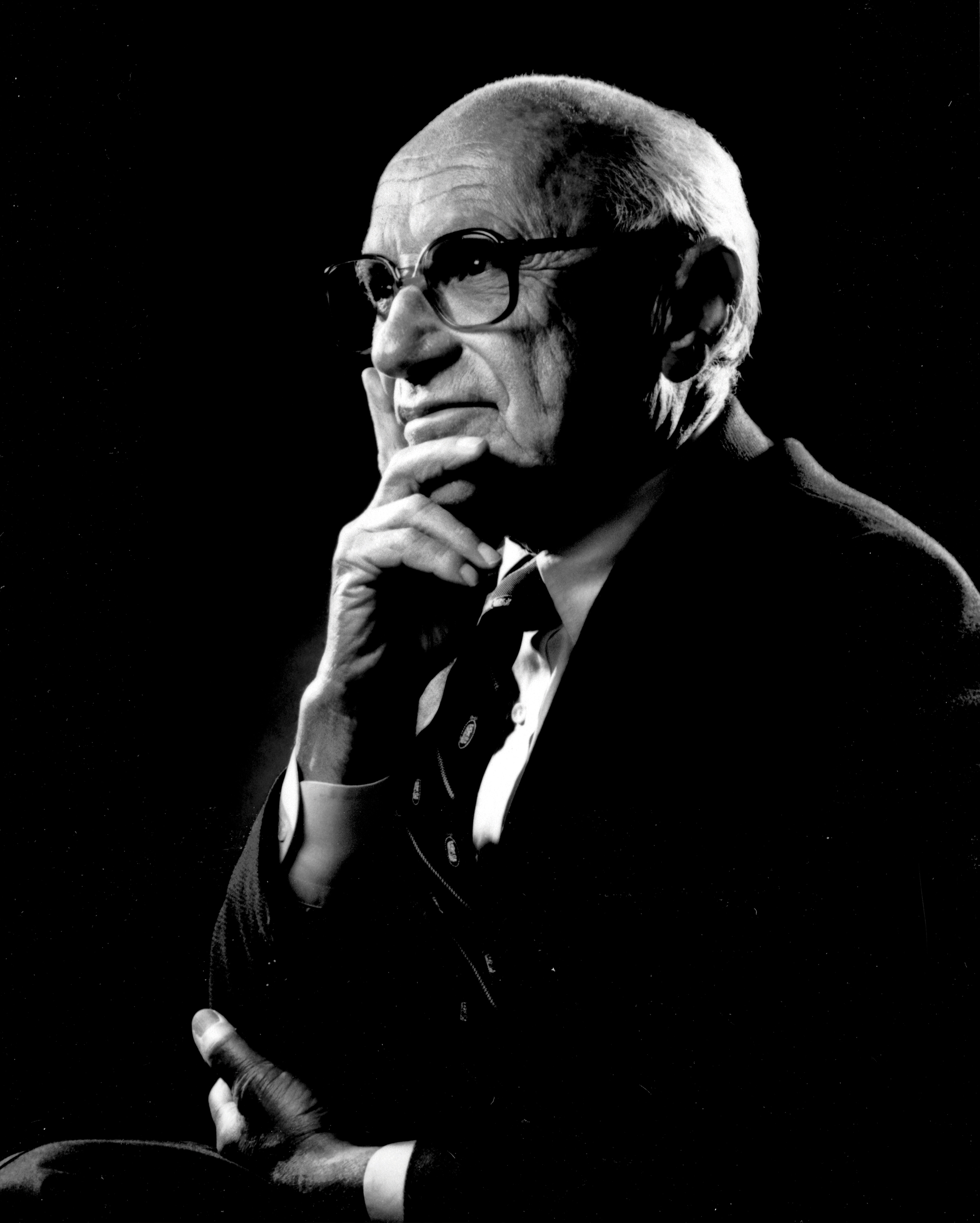
Milton Friedman, asesor y mentor de los Chicago Boys, autores del llamado primer "milagro económico".

En 1973 se produjo un colapso económico causado por la fagocitación de la economía chilena por parte del Estado de Chile dirigido por el gobierno socialista de Salvador Allende. Esto se observa en el incremento de la participación del Estado en la minería (desde un 13% en 1965 a un 85% en 1973), en la industria (de 3% en 1965 a un 40% en 1973), en el transporte (desde un 24,3% en 1965 a un 70% en 1973), y "Producto de todos los sectores" (excepto agricultura) (desde un 14,2% en 1965 a un 39% en 1973). Por otra parte el gobierno de Allende violó sistemáticamente la garantía constitucional del derecho de propiedad, al permitir y amparar más de 1500 “tomas” ilegales de predios agrícolas, y al promover centenares de “tomas” de establecimientos industriales y comerciales para luego requisarlos o intervenirlos ilegalmente y constituir así, por la vía del despojo, el área estatal de la economía. Lo anterior produjo un gigantesco desabastecimiento a nivel nacional junto a una fuerte crisis económica y social. 
Las políticas del gobierno, un gasto fiscal que casi duplicaba a la recaudación, el espanto a la inversión, la emisión monetaria como medio de pago para el gasto fiscal y como adicional, la oposición del gobierno estadounidense de Richard Nixon. fueron algunas de las detonantes.  
Esta crisis económica fue uno de los detonantes de la crisis política que vivió el país durante el gobierno de Allende y, asimismo, uno de los antecedentes del Golpe de Estado del 11 de septiembre de 1973.  
Esta crisis económica se manifestó en una hiperinflación de tres dígitos al año, en un consumo casi total de las reservas nacionales y en un gasto fiscal muy superior a la recaudación.
Chile recuperaría su PIB de 1970 en 1977, 4 años después del golpe y la hiperinflación se terminaría en 1981, 8 años después. 

#### La política económica de la Unidad Popular
La base ideológica del gobierno en ese entonces era la de lograr a toda costa establecer una economía socialista y de control estatal.
El plan troncal que tenían para la economía tuvo el nombre de Plan Vuskovic, por el nombre de su inventor y el que sería su futuro ministro de economía.

#### Reforma agraria
Este objetivo se puede observar, por ejemplo, en la profundización de la reforma agraria, una política, avalada bajo la ley 16.640 que permitía la expropiación de terrenos superiores a 80 hectáreas, y que durante la administración de Allende la ley se usó para, en palabras del propio Allende, eliminar el latifundio en Chile, con más expropiaciones y más políticas en torno a eliminar la propiedad privada. 
En mil días se expropiaron 4.409 terrenos, estas expropiaciones estuvieron acompañadas de más de 2.000 tomas de terreno muchas veces violentas.
El Estado tuvo que hacerse cargo de la gestión de los terrenos expropiados, financiando el campo y la mano de obra, ya que los campos no tenían capital.
Debido a la baja producción de productos agrícolas, Chile tuvo que importar alimentos desde el exterior lo equivalente a 555,6 millones de dólares estadounidenses en el año 1973. Como aun así había escasez, baja oferta, altos precios. Para esto, el gobierno fijó los precios de los alimentos.

##### Inyección de liquidez extrema y venta de reservas
Se mandó a aumentar la emisión de divisas nacionales y ponerlas en circulación. Fue tal la impresión de moneda, que todo el dinero líquido puesto en la economía (M1) pasó de 9.694 millones de escudos en noviembre de 1970 a 152.780 millones de escudos en septiembre de 1973, un crecimiento de 15,76 veces la cantidad de dinero en la economía.
| Año                              | 1968         | 1969         | 1970          | 1971          | 1972          | 1973           |  | 2003              |
| -------------------------------- | ------------ | ------------ | ------------- | ------------- | ------------- | -------------- |  | ----------------- |
| Total M1 (dinero líquido) en CLP | 4.737.223,68 | 6.455.807,86 | 10.373.238,11 | 23.158.248,84 | 55.452.982,98 | 232.383.448,10 |  | 5.492.060.000.000 |
| Variación Anual                  | 37,20%       | 36,28%       | 60,68%        | 123,25%       | 139,45%       | 319,06%        |  | 17,61%            |
| Inflación Generada en el Año     | 28,18%       | 29,26%       | 34,90%        | 22,25%        | 163,55%       | 508,31%        |  | 1,1%              |

Otra cosa más de las medidas tomadas, fue la venta total de divisas internacionales del Banco Central, lo que incrementó de forma desapacible el déficit fiscal, depreciando la moneda y causando una futura hiperinflación insostenible, como se evidencia en los datos anteriormente mostrados. En un principio, estas medidas causaron un engrandecimiento transitorio del consumo y producción del país, que se evidenció en un crecimiento real del PIB del 9,4% en 1971, mientras se mantenía la inflación a niveles razonables gracias a la fijación de precios del mercado, los cuales eran situados por el ejecutivo. La inflación en 1971 fue más baja en comparación con años anteriores. En 1968, 1969 y 1970 la inflación crecía a ritmos anuales de entre 28% y 35%, en 1971 el crecimiento de la inflación al año bajó a 22%, una reducción del 36,24% respecto al año anterior.

##### Política fiscal: Deuda pública total, recaudación de impuestos, gasto fiscal y balanza fiscal
Como se puede observar en la tabla, entre los años 1970 y 1973 el gasto público estuvo muy cerca de duplicarse, mientras la recaudación fiscal se mantenía estable y crecía muy poco respecto al gasto, haciendo que el país estuviera todos los años en déficit fiscal durante el gobierno de Allende. El déficit acumulado en los 3 años fue de 30,64%. (1971-1973)
El gobierno de Allende consumió el 82,18% de las reservas internacionales brutas del país entre los años 1970 y 1972. El valor de las reservas internacionales originales de 1970 se recuperaron el año 1978.
| Año                 | 1969   | 1970   | 1971   | 1972     | 1973    | 1974   | 1975   |
| ------------------- | ------ | ------ | ------ | -------- | ------- | ------ | ------ |
| Recaudación fiscal  | 19,29% | 19,87% | 19,24% | 22,23%   | 23,44%  | 26,56% | 33,17% |
| Gasto público       | 18,69% | 21,09% | 27,22% | 34,97%   | 30,76%  | 32,35% | 33,58% |
| Balanza fiscal      | 0,60%* | -1,22% | -7,98% | -12,74%* | -7,32%* | -5,79% | -0,41% |
| Deuda Externa Total | 32,72% | 32,95% | 25,15% | 12,69%   | 11,35%  | 22,23% | 35,98% |

##### Reacción social de las políticas
La necesidad creciente de bienes y la exagerada emisión de dinero físico producidas por el fisco a fines de 1971 son protestadas en manifestaciones de la clase media y alta contra el gobierno, como es por ejemplo los denominados «cacerolazos» o «marchas de las cacerolas vacías». Estas marchas, se originaron en el descontento social y económico causado por los efectos del sistema económico que se había implantado, que impuso entre otras medidas, pesadas restricciones a los comerciantes, de tal manera estos fueron obligados por un lado a bajar sus precios, y por otro compelidos a aumentar la paga a los obreros, lo cual provocaría que estas terminaran quebrando, sumando a esto que la gente tenía dinero pero nada que comprar, lo que acarreó un vasto desabastecimiento.[cita requerida]
A medida que transcurre el tiempo, estas medidas se fortalecen logrando que las medidas de equidad social adoptadas por el gobierno se desplomen totalmente. Crece la tasa de desempleo, las ganancias totales del país se reducen y se polariza con mayor fuerza la sociedad.

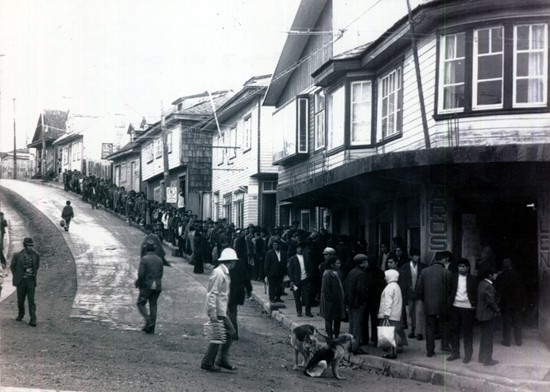
Colas por el desabastecimiento durante el gobierno de la Unidad Popular

La fijación de precios de mercado da nacimiento al mercado negro, y para 1973 una desintegración de la economía era totalmente perceptible dentro de Chile, las pérdidas económicas sufridas por la nación chilena eran superiores a las exportaciones cupríferas totales de 7 años. Se producían escenarios absurdos como por ejemplo, un huevo costaba la mitad o lo mismo que la gallina. 

##### Sueldos y precios durante el gobierno de Salvador Allende
Para visualizar los precios en ese tiempo, se sabe que los precios en enero de 1973 estaban fijados, por decir algunos, en:
- E° 6,80 el kilo de harina
- E° 45 un pollo
- E° 16 un kilo de porotos
- E° 28,80 2 litros de aceite corriente
- E° 25,50 medio kilo de leche nido.

En la siguiente tabla se pueden observar una estimación de los precios generales entre los años 1970 y 1976 hechos a base de la variación mensual de la inflación general, con los datos otorgados por el Banco Central de Chile, y los valores de los precios dados anteriormente. Esta tabla es para evidenciar la pérdida de valor de los sueldos.
| Fecha           | Nota                        | Sueldo mínimo | Poder adquisitivo enero 1970 = 100 (sueldo/producto) | kg de harina | Pollo entero | kg de porotos | 2 l de aceite | 1/2 kg de leche Nido |
| --------------- | --------------------------- | ------------- | ---------------------------------------------------- | ------------ | ------------ | ------------- | ------------- | -------------------- |
| enero 1970      | Inicio                      | E° 264,00     | 100                                                  | E° 1,32      | E° 8,76      | E° 3,12       | E° 5,61       | E° 4,97              |
| noviembre 1970  | Asume Allende               | E° 264,00     | 73,71                                                | E° 1,80      | E° 11,89     | E° 4,23       | E° 7,61       | E° 6,74              |
| enero 1971      | Subida S.M                  | E° 440,00     | 122,12                                               | E° 1,81      | E° 11,96     | E° 4,25       | E° 7,66       | E° 6,78              |
| diciembre 1971  | Final de año                | E° 440,00     | 105,17                                               | E° 2,16      | E° 14,27     | E° 5,08       | E° 9,14       | E° 8,09              |
| septiembre 1972 | Mes previo a subida del S.M | E° 440,00     | 56,83                                                | E° 3,88      | E° 25,70     | E° 9,14       | E° 16,45      | E° 14,56             |
| octubre 1972    | Subida S.M                  | E° 2.390,40   | 240,22                                               | E° 4,99      | E° 33,03     | E° 11,75      | E° 21,14      | E° 18,72             |
| enero 1973      | Referencia de precios       | E° 2.390,40   | 176,34                                               | E° 6,80      | E° 45,00     | E° 16,00      | E° 28,80      | E° 25,50             |
| septiembre 1973 | Golpe de Estado             | E° 2.390,40   | 66,38                                                | E° 18,06     | E° 119,54    | E° 42,50      | E° 76,50      | E° 67,74             |
| octubre 1973    | Subida S.M                  | E° 6.700,00   | 99,18                                                | E° 33,89     | E° 224,25    | E° 79,73      | E° 143,52     | E° 127,08            |
| septiembre 1974 | Mes previo a subida del S.M | E° 6.700,00   | 26,16                                                | E° 128,48    | E° 850,21    | E° 302,20     | E° 544,13     | E° 481,78            |
| octubre 1974    | Subida S.M                  | E° 8.308,00   | 27,28                                                | E° 152,76    | E° 1.010,90  | E° 359,43     | E° 646,97     | E° 572,84            |
| enero 1975      | Subida S.M                  | E° 20.000     | 49,35                                                | E° 203,27    | E° 1.345,20  | E° 478,29     | E° 860,93     | E° 762,28            |
| marzo 1975      | Reajuste S.M                | E° 24.266     | 42,41                                                | E° 287,02    | E° 1.899,39  | E° 675,34     | E° 1.215,61   | E° 1.076,32          |
| junio 1975      | Reajuste S.M                | E° 32.174     | 33,50                                                | E° 481,83    | E° 3.118,58  | E° 1.133,72   | E° 2.040,69   | E° 1.806,86          |
| agosto 1975     | Cambio a pesos              | $32,17        | 28,14                                                | $0,57        | $3,80        | $1,35         | $2,43         | $2,15                |
| septiembre 1975 | Reajuste S.M                | $40,40        | 32,36                                                | $0,63        | $4,14        | $1,47         | $2,65         | $2,35                |
| diciembre 1975  | Reajuste S.M                | $47,58        | 30,34                                                | $0,79        | $5,21        | $1,85         | $3,33         | $2,95                |
| diciembre 1976  | Reajuste S.M                | $73,44        | 17,08                                                | $2,16        | $14,27       | $5,07         | $9,13         | $8,09                |

#### Los años de hiperinflación (1972 a 1980)
Los registros del Banco Central de Chile muestran que la inflación generada en 1972 fue de 163,55% y en 1973 fue de 508,31%, la más alta en la historia de Chile. 
Si se calcula la inflación acumulada desde noviembre de 1970 hasta septiembre de 1973, con los datos de crecimiento mensual del Banco Central de Chile, se tiene como resultado que la inflación generada durante todo el gobierno de Salvador Allende fue de 844,03%. La gestión de Allende, primero, duplicó los precios de todos los productos del país en 21 meses (inflación acumulada desde noviembre de 1970 hasta agosto de 1972) y los multiplicó por casi diez en 33 meses, que fue la duración total de la gobernanza.
Inmediatamente después del golpe, se liberalizaron los precios, por lo cual se empezarían a vender bienes a su precio de mercado. Por consecuencia, al mes siguiente se evidenciaría el verdadero nivel de inflación acumulado durante meses. En octubre de 1973, el mes después, la inflación subió un 87,60% en solo un mes.
Durante los siguientes años se darían dando escenarios donde la inflación no parase de subir, por ejemplo, entre enero de 1974 a mayo de 1974, en solo 5 meses, se duplicaron todos los precios de la economía.
Después del golpe, el país tardó 4 años y 2 meses (octubre de 1973 a noviembre de 1977) en lograr por primera vez que la inflación creciera menos de un 3% al mes. De ahí en adelante la inflación se estabilizó a niveles previos al gobierno de Allende, del 30% anual, que aun así seguía siendo muy alta. Durante el periodo este antes mencionado, se acumuló una inflación de 8.808%.
Una buena manera de establecer que hay hiperinflación en una economía, es identificando la característica que se indica en la NIC N.º 29, que indica que se está en hiperinflación cuando la tasa acumulada de inflación en tres años se aproxima o sobrepasa el 100%. Siguiendo el principio anterior, Chile vencería la hiperinflación en enero de 1981, ya que la inflación a 3 años desde esa fecha fue de 62,7%. Durante el periodo de noviembre de 1977 a noviembre de 1980 fue de 238%.

### La primera gestión de los Chicago Boys (1973 a 1981): tratamiento de choque del año 1975, comienzo de las reformas neoliberales, recuperación económica y el primer Milagro Económico chileno.

#### Introducción
Finalmente, tras el golpe militar del 11 de septiembre de 1973, encabezado por el almirante de la Armada de Chile, José Toribio Merino y el general del Ejército de Chile, Augusto Pinochet, que sacó del poder a Salvador Allende, el entrante gobierno militar realizó profundas reformas en base al modelo económico ideado por un grupo de economistas chilenos que fueron a estudiar a la Escuela de Chicago en años anteriores, denominados los Chicago Boys. Todo el plan económico para Chile del grupo mencionado anteriormente, está planteado en el libro El Ladrillo, terminado de escribir un tiempo antes del golpe de Estado. 
El 24 de abril de 1975 empezaría el Plan de Recuperación Económica. Se aplicarían potentes reformas de una sola vez, argumentándose que la gradualidad llevaría solamente a agravar la situación y que sería la manera más rápida de salir de la crisis económica. Este plan es catalogado como una terapia de shock. Todo el equipo de los Chicago Boys explica muy bien todo el programa en la película documental Chicago Boys (película).
Antes de comenzar la terapia de choque, el 20 de marzo de 1975 el principal mentor y referente intelectual de los Chicago Boys, Milton Friedman, fue invitado por este grupo, que fueron sus alumnos, a tener una conversación con Augusto Pinochet en el rol de observador y profesor de economía, para reafirmar los planes que querían llevar a cabo sus antiguos estudiantes en el país, dar consejos y generar la suficiente confianza para convencer a la gente en general de que los planes saldrían bien. Milton Friedman sería muy criticado al volver a su país por juntarse con el mandamás de una dictadura que violó los derechos humanos. El economista respondería tajantemente a las críticas, analizando la situación del país:

Déjeme destacar nuevamente lo siguiente. No apruebo ni justifico los regímenes de Chile, Brasil, Yugoslavia o Rusia. No tengo nada que ver con su creación. Deseo fervientemente que sean reemplazados por sociedades democráticas. No considero visitar esos países como un acto de apoyo. No considero inmoral aprender de su experiencia. Tampoco considero inmoral entregar consejo en política económica si me parece que las condiciones para mejorar la economía pueden contribuir al bienestar de la gente y a la posibilidad de un movimiento hacia una sociedad políticamente libre.
Mi impresión es que el régimen de Allende le ofrecía a Chile solo malas elecciones: un comunismo totalitario o una junta militar. Ninguna opción es deseable, y si yo hubiera sido un ciudadano chileno, me hubiera opuesto a ambas… Entre los dos males, al menos hay una cosa que puede decirse de la junta militar: hay más posibilidades de volver a una sociedad democrática. Hasta ahora, y hasta donde sé, no hay ejemplo de un comunismo totalitario que se convierta en una sociedad democrática liberal… La razón de esta diferencia no es el mérito o la falta de mérito de los generales versus los comisarios. Es más bien la diferencia entre una filosofía totalitaria y una dictatorial. Por muy despreciable que esta última sea, al menos deja más espacio para la iniciativa individual y la esfera privada de la vida… recuperar la democracia depende críticamente del éxito del régimen para mejorar la situación económica y eliminar la inflación.
Milton Friedman - 16 de junio de 1975

El diagnóstico de la economía Chilena antes de la reforma, los argumentos a favor de la terapia de choque y su plan troncal se muestran con claridad en la carta de Friedman a Pinochet el 21 de abril de 1975, 2 días antes de la puesta en marcha del plan.
Como sugirió Milton Friedman en la carta a Pinochet, el día 4 de agosto de 1975 se estableció que el peso chileno (CLP) sería la nueva moneda oficial de Chile y que E° 1.000 valdrían lo mismo que un peso. Esto con el propósito de hacer que los productos en Chile no tengan tantos números en su precio, esto a causa de la hiperinflación generada.

#### Resultados de las reformas hasta 1981
Los resultados de las reformas neoliberales tuvieron sobresalientes resultados, aquí hay algunos datos: 
- La economía tuvo un crecimiento sostenido promedio del 8,2% entre los años 1977 y 1981[69]
- El PIB creció un 41,21% respecto a 1970
- La economía chilena eliminaría la hiperinflación muy rápidamente, primero, dejándola en sus niveles de crecimiento normales de 1969 (28,26%) en 4 años (1975-1978) pasando de un crecimiento anual de inflación del 349,81% en 1975, primer año del gobierno militar, a 30,20% en 1978.
- La hiperinflación se eliminaría definitivamente en enero de 1981, cuando la inflación acumulada en 3 años sería de 67,2%[66]

Las reformas contribuyeron en mantener una estabilidad económica y un crecimiento sostenido durante los años previos a la crisis de 1982. El modelo adoptado sería el de tratamiento de choque, o también llamado segunda solución, este consistía en reducir el gasto público en un 20%, despedir al 30% de los empleados públicos, aumentar el IVA (impuesto a la transferencia comercial de bienes muebles y activos M1 y M2), privatizar y liquidar las empresas estatales y liquidar los sistemas de ahorro y de préstamos de vivienda. Ya antes de estas propuestas tan radicales los sindicatos estaban prohibidos y la legislación laboral había sido eliminada. Finalmente, la Junta Militar aprobó el plan de los monetaristas de Chicago y se aplicó el tratamiento de choque, en oposición a la opinión de los economistas clásicos.
Los efectos iniciales en la economía chilena fueron graves. El PGB cayó en un 12%, la tasa de desempleo creció hasta el 16%, y el valor de las exportaciones se redujo en un 40%, con una constante alta tasa de desempleo, siempre cercana al 20%, debido entre otras cosas, a los despidos masivos de empleados públicos, de funcionarios de las empresas privatizadas y la pérdida de empleo en los sectores manufacturero y exportador debido a las políticas cambiarías y de apertura de la economía.
Una vez pasado el año 1975, con los previsibles resultados del primer año del plan, al año siguiente en 1976, Chile empezó a crecer a una tasas muy altas.
Chile llegaría a su valor de PIB nominal más alto en su historia en 1979 hasta ese momento, y duplicó su valor nominal en 1981 respecto a 1973, recuperándose de los estragos causados a principios de los años 70.
La economía chilena en el año 1981, habría crecido un 37,24% respecto a 1973 y un 41,21% respecto a 1970.

##### Política fiscal: Deuda pública total, recaudación de impuestos, gasto fiscal y balanza fiscal
Como se puede observar en la tabla, la recaudación fiscal se mantuvo estable entre 33,17% y 28,90%, el gasto público tuvo una tendencia a la baja, de 33,58% a 23,84%, en ningún año de esta parte de la historia se estuvo en déficit fiscal y la deuda pública total se redujo a casi por su totalidad.
| Año                 | 1975   | 1976   | 1977   | 1978   | 1979   | 1980   | 1981   |
| ------------------- | ------ | ------ | ------ | ------ | ------ | ------ | ------ |
| Recaudación fiscal  | 33,17% | 29,55% | 28,90% | 29,27% | 29,57% | 29,25% | 28,94% |
| Gasto público       | 33,58% | 30,03% | 30,01% | 29,38% | 24,75% | 23,84% | 26,38% |
| Balanza fiscal      | 3,17%  | -0,48% | -1,11% | -0,11% | 4,82%  | 5,41%  | 2,56%  |
| Deuda Externa Total | 35,98% | 31,06% | 26,71% | 34,74% | 34,44% | 31,93% | 36,59% |

#### Reseñas sobre esta etapa
A este período se le llamó el primer milagro chileno. El Régimen Militar confió el manejo económico a unos jóvenes egresados de economía en la Universidad Católica de Chile, la mayoría con postgrado en la Universidad de Chicago. De aquí vendría el apelativo por el que fueron conocidos, los Chicago Boys. Estos venían de Estados Unidos trayendo una idea novedosa: el “monetarismo”, perteneciente a la economía neoclásica. 
La escuela económica de Chicago, cuyas ideas son la punta de lanza de la economía chilena hasta el día de hoy, se diferenciaba de las demás corrientes de pensamiento económicas principalmente por las ideas de Milton Friedman, que ganaría posteriormente el Premio de Economía Conmemorativo de Alfred Nobel en el año 1976. Las bases que el economista promovía era que la economía de un país tiene que estar basada principalmente por el poder de una economía de mercado lo más libre posible con la menor intervención del estado. 

#### Datos macroeconómicos finales
| Año  | Crecimiento PIB (BM) | % del PIB de 1970 (BM) | PIB per cápita nominal (BM) | PIB per cápita a precios constantes (BM) | Crecimiento IPC | IPC Acumulado |
| ---- | -------------------- | ---------------------- | --------------------------- | ---------------------------------------- | --------------- | ------------- |
| 1970 | 1,8%                 | 100,00%                | $932 USD                    | $4,150 USD                               | 34,90%          | 34,90%        |
| 1971 | 9,4%                 | 109,40%                | $1.094 USD                  | $4,468 USD                               | 22,25%          | 64,91%        |
| 1972 | -1%                  | 108,30%                | $1.173 USD                  | $4,352 USD                               | 163,55%         | 334,62%       |
| 1973 | -5%                  | 102,89%                | $1.640 USD                  | $4,068 USD                               | 508,31%         | 2.543,85%     |
| 1974 | 2,4%                 | 105,36%                | $1.554 USD                  | $4,100 USD                               | 375,4%          | 12.481,64%    |
| 1975 | -12,9%               | -91,77%                | $719 USD                    | $3,515 USD                               | 340,81          | 55.361,02%    |
| 1976 | 3,8%                 | -95,26%                | $961 USD                    | $3,594 USD                               | 174,17%         | 151.955,67%   |
| 1977 | 10,4%                | 105,16%                | $1.278 USD                  | $3,909 USD                               | 63,24%          | 248.119,62%   |
| 1978 | 7,7%                 | 113,25%                | $1.441 USD                  | $4,147 USD                               | 30,20%          | 323.087,48%   |
| 1979 | 8,4%                 | 122,77%                | $1.937 USD                  | $4,430 USD                               | 38,56%          | 447.701,88%   |
| 1980 | 8%                   | 132,59%                | $2.542 USD                  | $4,715 USD                               | 30,85%          | 585.852,24%   |
| 1981 | 6,5%                 | 141,21%                | $2.979 USD                  | $4,952 USD                               | 9,37%           | 640.734,38%   |

### Crisis económica de Chile de 1982: La crisis que desencadenaría el Segundo Milagro Económico Chileno y posterior auge.

#### Crisis bancaria de 1982 y 1983

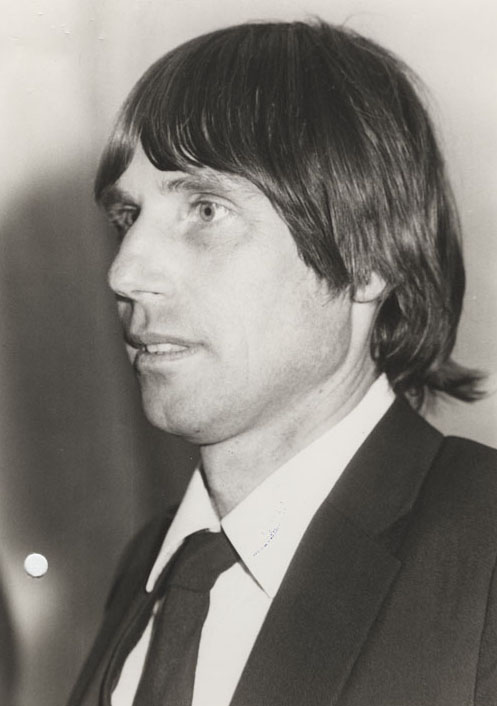
Hernán Büchi, ministro de hacienda. Se le considera el autor del segundo milagro económico chileno

Tras el establecimiento de las políticas de corte liberal en abril de 1975, y la consolidación del modelo liberal impulsado por los Chicago Boys, tras un periodo de rápida recuperación económica conocido como el primer milagro de Chile, en el año 1982 se produjo la mayor crisis económica en la historia de Chile después de la gran depresión, cambiando temporalmente a un modelo de corte Keynesiano ante la llegada de la crisis.
Esta crisis se vio principalmente fundada en una sobre evaluación del peso chileno, que fue ayudado por la paridad de dicha moneda frente al dólar estadounidense, que se mantuvo en 39 pesos entre julio de 1979 y mayo de  1982, y a las altas tasas de interés en Chile. Esto habría dificultado la inversión en actividades productivas; de hecho, en el período 1977-1982 la mayor parte del gasto en Chile consistía en el consumo de bienes y servicios. Entre 1973 y 1982, la deuda externa chilena aumentó de 3500 a más de 17 mil millones de dólares.
En el año 1985, Chile endeudó más del 100% de su PIB.
Así también el sistema financiero quebró producto de la fuerte desregulación de la banca comercial. Luego de ser privatizada, después del golpe militar, se liberaron las tasas de interés y se desregularon todos los aspectos comerciales y de riesgo. La diferencia con la crisis norteamericana es que en Chile el desequilibrio del sistema bancario llegó hasta la médula del sector: la banca comercial, mientras que en Estados Unidos, afecta principalmente a los banco de inversión y entidades dedicadas a la colocación de créditos hipotecarios.
El 13 de enero de 1983, el Estado chileno realizó una masiva intervención de bancos, interviniendo cinco y disolviendo otros tres.

##### Política fiscal: Deuda pública, recaudación de impuestos, gasto fiscal y balanza fiscal
| Año                 | Crisis del 1982 | 1982   | 1983   | 1984   | 1985    | 1986   | 1987   | 1988   | 1989   |
| ------------------- | --------------- | ------ | ------ | ------ | ------- | ------ | ------ | ------ | ------ |
| Recaudación fiscal  | Crisis del 1982 | 29,10% | 26,57% | 27,04% | 26,23%  | 25,73% | 25,28% | 25,41% | 25,07% |
| Gasto público       | Crisis del 1982 | 30,12% | 29,24% | 29,99% | 28,45%  | 26,65% | 22,92% | 21,34% | 19,76% |
| Balanza fiscal      | Crisis del 1982 | -1,02% | -2,67% | -2,95% | -2,22%  | -0,92% | 2,36%  | 4,07%  | 5,31%  |
| Deuda Externa Total | Crisis del 1982 | 50,39% | 69,98% | 76,77% | 101,24% | 98,89% | 83,82% | 69,59% | 48,54% |

##### Datos macroeconómicos finales
Producto de la crisis de 1982, el PIB real de Chile disminuyó un total 16,78% durante los años 1982-1983, el desempleo alcanzó al 21,00% y desde mayo de 1982, se liberalizó el tipo de cambio, devaluando el peso chileno. Esta fue la última gran crisis en los últimos tiempos de Chile.
| Año  | Crecimiento real del PIB (BM) | % del PIB de 1970 (BM) | % del PIB de 1981 (FMI) | PIB PC PPA (FMI) | Desempleo (FMI) |
| ---- | ----------------------------- | ---------------------- | ----------------------- | ---------------- | --------------- |
| 1980 | 8,0%                          | 132,60%                | 93,80%                  | $3.410 USD       | 11,50%          |
| 1981 | 6,5%                          | 141,21%                | 100,00%                 | $3.900 USD       | 10,30%          |
| 1982 | -11,0%                        | 125,68%                | 86,40%                  | $3.520 USD       | 19,80%          |
| 1983 | -5,0%                         | 119,40%                | 83,98%                  | $3.500 USD       | 21,00%          |
| 1984 | 4,1%                          | 124,29%                | 88,94%                  | $3.780 USD       | 17,25%          |
| 1985 | 4%                            | 129,26%                | 90,71%                  | $3.920 USD       | 15,00%          |
| 1986 | 5,4%                          | 136,24%                | 95,79%                  | $4.150 USD       | 12,30%          |
| 1987 | 6,5%                          | 145,10%                | 102,12%                 | $4.450 USD       | 12,27%          |

| Año  | Cambio enero | Cambio diciembre | Variación Anual | Variación acumulada desde enero de 1982 |
| ---- | ------------ | ---------------- | --------------- | --------------------------------------- |
| 1982 | 39,00        | 72,39            | 85,62%          | 85,62%                                  |
| 1983 | 74,04        | 87,07            | 20,28%          | 123,26%                                 |
| 1984 | 87,82        | 126,23           | 44,98%          | 223,68%                                 |
| 1985 | 128,98       | 182,48           | 44,56%          | 367,89%                                 |
| 1986 | 184,80       | 203,67           | 11,62%          | 422,24%                                 |
| 1987 | 204,54       | 235,34           | 15,55%          | 503,43%                                 |
| 1988 | 243,73       | 244,63           | 3,95%%          | 527,26%                                 |
| 1989 | 247,11       | 294,59           | 20,42%          | 655,35%                                 |

#### Reformas económicas de Hernán Büchi
Superada la crisis económica, pero aun con graves secuelas en el PBI, el empleo y la calidad de vida, Augusto Pinochet en 1985 nombró como ministro de Hacienda a Hernán Büchi, cuyo nombramiento implicó una vuelta a los principios liberales implantados por los Chicago Boys, que habían sido temporalmente abandonados durante la gestión de Escobar (de tendencia keynesiana).
Se le considera el autor del segundo milagro económico chileno (el primero sería el «boom» de finales de los años 1970). Para cuando Büchi accedió al Ministerio de Hacienda, la parte más crítica de la crisis de 1982 había pasado y podía, por tanto, concentrarse en el crecimiento económico. Para ello tomó diversas medidas:
- Fuerte reducción del gasto en el sector público, con medidas como rebajar el gasto social, despido de profesores y reducción de las jubilaciones que recibían los ancianos.
- Favorecimiento de la inversión y reducción de cargas fiscales a las empresas para generar empleo con una sustancial reducción de impuestos directos e indirectos, bajando el IVA en un 2 %.
- Fuerte devaluación del peso respecto al dólar. De esta manera, con el dólar alto, se favorecían las exportaciones y se restringían las importaciones.
- Privatizaciones de empresas que seguían siendo estatales: empresas del acero (CAP), eléctricas (ENERSIS, ENDESA), comunicaciones (ENTEL, CTC), azúcar (IANSA), LAN Chile, Laboratorio Chile y otras. En el periodo en el que Büchi fue ministro de Hacienda, Chile experimentó un proceso privatizador sin parangón en Latinoamérica hasta entonces.
- Control de las tasas de interés por el Banco Central y ya no por el mercado.
- Descenso controlado de los aranceles.

En su primer informe de la hacienda pública, planteando su postura económica, indicó que:

La política económica es necesaria para orientar correctamente el esfuerzo de ahorro e inversión. La experiencia nos ha enseñado la importancia de una adecuada regulación de las variables macroeconómicas, ya que sin ella el mercado se desorienta y los ahorros se malgastan o fluyen al exterior, en tanto que la inversión se canaliza hacia operaciones improductivas o especulaciones.

### Vuelta a la democracia: Comienzo de un gran desarrollo a gran velocidad, estabilidad financiera, tratados de libre comercio y crisis asiática y subprime.
Durante la transición a la democracia, en la década de 1990, se consolidó el sistema económico implementado por la dictadura de Augusto Pinochet. Las medidas políticas tomadas por los gobiernos demócrata cristianos de Patricio Aylwin y Eduardo Frei Ruiz-Tagle de expandir el modelo a través de tratados de libre comercio, permitieron el desarrollo y consolidación del sistema con gobiernos de la concertación. Después de las reformas de Büchi, se inició el periodo más próspero y con el mayor crecimiento jamás registrado en Chile, que comprenden desde los años 1986 hasta 1997, el cual registró crecimientos anuales de 10,6% en 1989 y 11,1% en 1992, con una tasa promedio de 7,2% entre los años 1986-1997. Solo en 5 años, entre los años 1989-1993, el PIB creció un 46,56%, en los años de mayor crecimiento.
La situación socioeconómica heredada desde la dictadura militar era bastante compleja; en efecto, la crisis económica de 1982 provocó altos niveles de desempleo, dejando como consecuencia un fuerte aumento de los niveles de pobreza que afectó a más de la mitad de la población chilena durante lo que restó de los años 1980. Finalmente, el país cerró la década con 9.073.150 personas pobres, entre ellos, 5.150.347 indigentes, y una inflación del 27,2% al año.
A partir de los años 90 es donde se ven los mayores resultados del milagro económico. Los datos apuntan a que 6.857.838 chilenos salieron de la pobreza entre los años 1990-2017.

#### Crecimiento
Para visualizar la magnitud del crecimiento de este periodo, se puede mencionar que de 1989 a 1997 (10 años) el PIB real se duplicó (99,93% de crecimiento), después Chile seguiría creciendo, pero no a las enormes tasas de este periodo. Chile después tardaría 18 años en duplicarse de nuevo (1998-2015). Para visualizar el crecimiento desde 1970, cuando cambió por completo la historia económica de Chile, se pueden ver los cambios con esta tabla.  
| 1970  | 1975   | 1981   | 1983   | 1992    | 1998    | 2005    | 2011    | 2016    | 2022    |
| ----- | ------ | ------ | ------ | ------- | ------- | ------- | ------- | ------- | ------- |
| 0,00% | -8,23% | 40,68% | 18,15% | 111,74% | 208,19% | 306,11% | 422,86% | 506,91% | 589,55% |

#### La década demócrata cristiana (1990-2000): Desarrollo a gran velocidad y la crisis asiática.

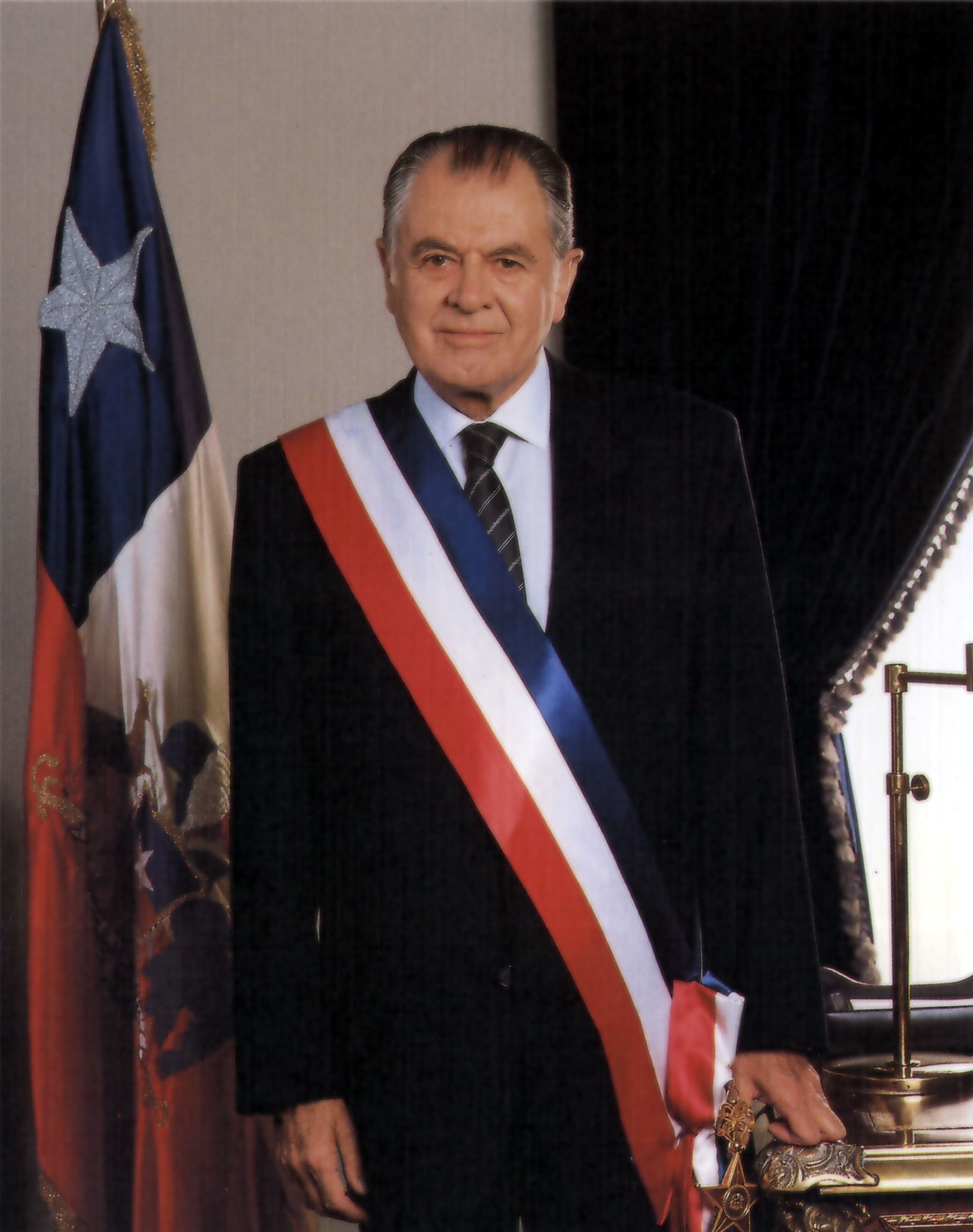
Retrato oficial de Patricio Aylwin, Presidente de Chile durante los años 1990-1994

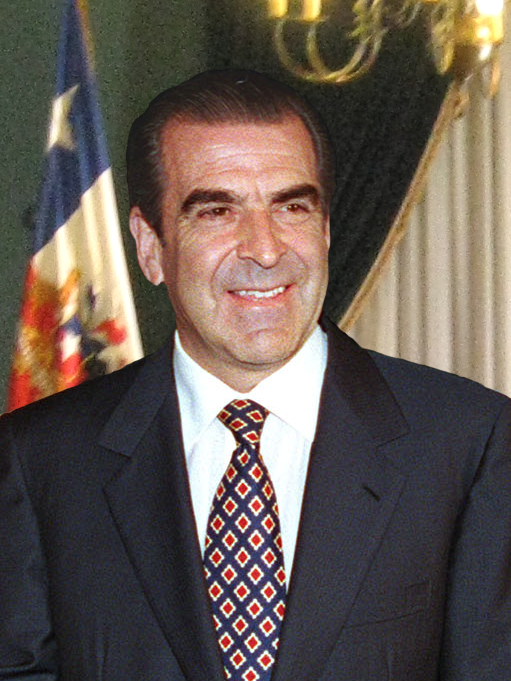
Eduardo Frei Ruiz-Tagle, año 1999

Los gobiernos demócrata cristianos asumieron el poder con un gran desafío por delante. Los resultados de sus esfuerzos fueron sobresalientes:
- El país en el año 1990 contaba una tasa de pobreza del 68,00% e indigencia del 38,60%, en el año 1998 la pobreza bajó a 35,00% y la indigencia a 21,70%. Es decir, sacaron a 3.824.290 chilenos de la pobreza, entre ellos, a 1.896.054 de la indigencia.
- La inflación anual se redujo de 27,2% en 1990 a 2,3% en 1999, haciendo una baja sostenida en el tiempo. Esto se traduce en que hacia al final del gobierno, el valor de los precios se volvieron estables con el tiempo, beneficiando directamente a los más pobres.
- El PIB creció en un 82,49%%, llegando casi a duplicarse.
- La deuda externa se pagó en un 69,40%, dejando liberado el 86,71% del PIB liberado de deuda, y eliminando los vestigios de la crisis del año 1982.
- De 1987 al 2000, Chile bajó 18 puestos en los países con más desigualdad.

Se puede concluir, que este periodo, el milagro económico chileno tuvo resultados impresionantes.
| Año                                         | Crecimiento Real del PIB (FMI) | % del PIB de 1990 | PIB PC Nominal (FMI) | PIB PPA per cápita (FMI) | Pobreza (CASEN, método tradicional) | Pobreza (CASEN, método nuevo) | Desempleo (Prom. Año) | Inflación (FMI) |
| ------------------------------------------- | ------------------------------ | ----------------- | -------------------- | ------------------------ | ----------------------------------- | ----------------------------- | --------------------- | --------------- |
| 1984                                        | 5,9%                           | 69,30%            | $1.700 USD           | $3.780 USD               | n/d                                 | n/d                           | 17,25%                | 23,9%           |
| 1985                                        | 2,0%                           | 73,39%            | $1.430 USD           | $3.920 USD               | n/d                                 | n/d                           | 15,00%                | 26,8%           |
| 1986                                        | 5,6%                           | 74,86%            | $1.510 USD           | $4.150 USD               | n/d                                 | n/d                           | 12,27%                | 17,3%           |
| 1987                                        | 6,6%                           | 79,05%            | $1.760 USD           | $4.450 USD               | 45,1%                               | n/d                           | 10,98%                | 21,1%           |
| 1988                                        | 7,3%                           | 84,26%            | $2.030 USD           | $4.860 USD               | 42,9%*                              | n/d                           | 9,87%                 | 12,3%           |
| 1989                                        | 10,6%                          | 90,42%            | $2.310 USD           | $5.490 USD               | 40,7%*                              | n/d                           | 7,98%                 | 21,2%           |
| 1990                                        | 3,7%                           | 100,00%           | $2.510 USD           | $5.810 USD               | 38,6%                               | 68,0%                         | 7,75%                 | 27,2%           |
| 1991                                        | 7,8%                           | 107,80%           | $2.850 USD           | $6.376 USD               | 35,7%*                              | 62,8%*                        | 8,20%                 | 18,8%           |
| 1992                                        | 11,1%                          | 119,7%            | $3.390 USD           | $7.060 USD               | 32,8%                               | 57,6%                         | 6,68%                 | 12,9%           |
| 1993                                        | 6,7%                           | 127,79%           | $3.570 USD           | $7.590 USD               | 30,25%*                             | 52,5%*                        | 6,49%                 | 12,5%           |
| 1994                                        | 5,1%                           | 134,31%           | $4.060 USD           | $8.020 USD               | 27,7%                               | 47,4%                         | 7,79%                 | 9,2%            |
| 1995                                        | 8,9%                           | 146,26%           | $5.150 USD           | $8.790 USD               | 25,4%*                              | 44,75%*                       | 7,37%                 | 8,3%            |
| 1996                                        | 6,5%                           | 155,77%           | $5.390 USD           | $9.400 USD               | 23,2%                               | 42,1%                         | 6,48%                 | 6,7%            |
| 1997                                        | 7,4%                           | 167,29%           | $5.800 USD           | $10.130 USD              | 22,45%*                             | 38,5%*                        | 6,11%                 | 6,0%            |
| 1998                                        | 4,2%                           | 174,32%           | $5.470 USD           | $10.530 USD              | 21,7%                               | 35,0%                         | 6,21%                 | 4,7%            |
| 1999                                        | -0,3%                          | 173,80%           | $4.980 USD           | $10.520 USD              | 20,95%                              | 35,5%*                        | 10,00%                | 2,3%            |
| 2000                                        | 5,0%                           | 182,49%           | $5.100 USD           | $11.160 USD              | 20,2%                               | 36,0%                         | 9,63%                 | 4,6%            |
| *Estimación, en base a los datos entregados |                                |                   |                      |                          |                                     |                               |                       |                 |

| Año  | Pobreza (Nuevo Método) | Población en situación de pobreza | Ingreso mediano (50% de la población) | En USD (Nov 2022) | Ingreso Promedio | En USD (Nov 2022) | Sueldo mínimo | En USD (Nov 2022) |
| ---- | ---------------------- | --------------------------------- | ------------------------------------- | ----------------- | ---------------- | ----------------- | ------------- | ----------------- |
| 1987 | 45,1% (Antiguo Método) | 5.701.956 (Antiguo Método)        | 217.046                               | 178,20            | 414.168          | 340,04            | $100.697      | $109,81           |
| 1990 | 68,0%                  | 9.026.739                         | 252.231                               | 207,09            | 494.713          | 406,17            | $145.693      | $158,87           |
| 1992 | 57,6%                  | 7.773.266                         | 285.297                               | 234,23            | 527.354          | 432,96            | $140.360      | $153,06           |
| 1994 | 47,4%                  | 6.714.848                         | 309.884                               | 254,42            | 591.366          | 485,52            | $159.146      | $173,54           |
| 1996 | 42,1%                  | 6.141.281                         | 347.189                               | 285,05            | 640.540          | 525,89            | $171.939      | $187,49           |
| 1998 | 35,0%                  | 5.242.207                         | 368.385                               | 302,45            | 686.748          | 563,83            | $190.688      | $207,94           |
| 2000 | 36.0%                  | 5.523.246                         | 345.917                               | 284,00            | 591.790          | 485,87            | $219.800      | $239,68           |

| Año  | % de la población que vive con más de $423.918 al mes ($464,29 USD) ($10 USD PPA2017/día) | % de la población que vive con más de $635.877 al mes ($696,43 USD) ($15 USD PPA2017/día) | % de la población que vive con más de 847.836 al mes ($928,58 USD) ($20 USD PPA2017/día) | % de la población que vive con más de $1.059.796 al mes ($1.160,72 USD) ($25 USD PPA2017/día) |
| ---- | ----------------------------------------------------------------------------------------- | ----------------------------------------------------------------------------------------- | ---------------------------------------------------------------------------------------- | --------------------------------------------------------------------------------------------- |
| 1987 | 24,91                                                                                     | 15,21                                                                                     | 10,57                                                                                    | 7,74                                                                                          |
| 1990 | 29,57                                                                                     | 18,06                                                                                     | 12,7                                                                                     | 9,57                                                                                          |
| 1992 | 33,23                                                                                     | 19,67                                                                                     | 13,05                                                                                    | 9,53                                                                                          |
| 1994 | 36,56                                                                                     | 23,26                                                                                     | 16,21                                                                                    | 12,1                                                                                          |
| 1996 | 41,5                                                                                      | 26,38                                                                                     | 18,3                                                                                     | 13,34                                                                                         |
| 1998 | 43,8                                                                                      | 28,25                                                                                     | 19,65                                                                                    | 15,04                                                                                         |
| 2000 | 40,65                                                                                     | 24,22                                                                                     | 16,11                                                                                    | 11,6                                                                                          |

#### Crisis asiática de 1997
En el caso de la crisis asiática, las principales dificultades venían dadas por la alta dependencia de la economía de Chile respecto de los mercados internacionales y la baja diversificación de sus destinos de exportación. Hasta ese momento Chile tenía una economía muy abierta, pero poco diversificada, lo que dio origen al concepto de los 3 tercios que hacían referencia a que sus envíos se dividían en: un tercio hacia Estados Unidos, otro para Japón y otro para Europa.
En ese contexto, la caída de Asia se tradujo en reducciones de las exportaciones, en la caída del PBI a 0,9 % en 1999 y aumento del desempleo a tasas del 10 %. La crisis se vio agudizada por el sobre -ajuste monetario aplicado por el Banco Central que casi duplicó la tasa de interés (pasando desde 8,5 % hasta 14 %) en respuesta al fuerte endeudamiento de las familias y a la especulación financiera. La crisis actual nos toma en mejor pie, porque parte de las dificultades del pasado que gatillaron o profundizaron- las crisis, hoy están resueltas.
En agosto de 1999, el desempleo de disparó de 5,1% en febrero de 1998 a 11,9%, cifra más alta desde agosto de 1987.

### Década del 2000: El milagro económico chileno continúa, baja inflación, baja deuda y alto crecimiento
Finalmente, frente al proceso de desaceleración en 1999, y subsanada la crisis asiática, el país volvió a la senda del crecimiento durante la década siguiente, esta vez con tasas menores, promediando un 4,26% desde el 2000 al 2009, incidiendo importantemente el alto precio del dólar hasta 2005, la posterior alza del petróleo y tensiones políticas internas y regionales en mayores tasas de desempleo e inflación, los cuales fueron principalmente levantados primero por una mayor diversificación de las exportaciones, y desde 2004, el alza del precio del cobre. 

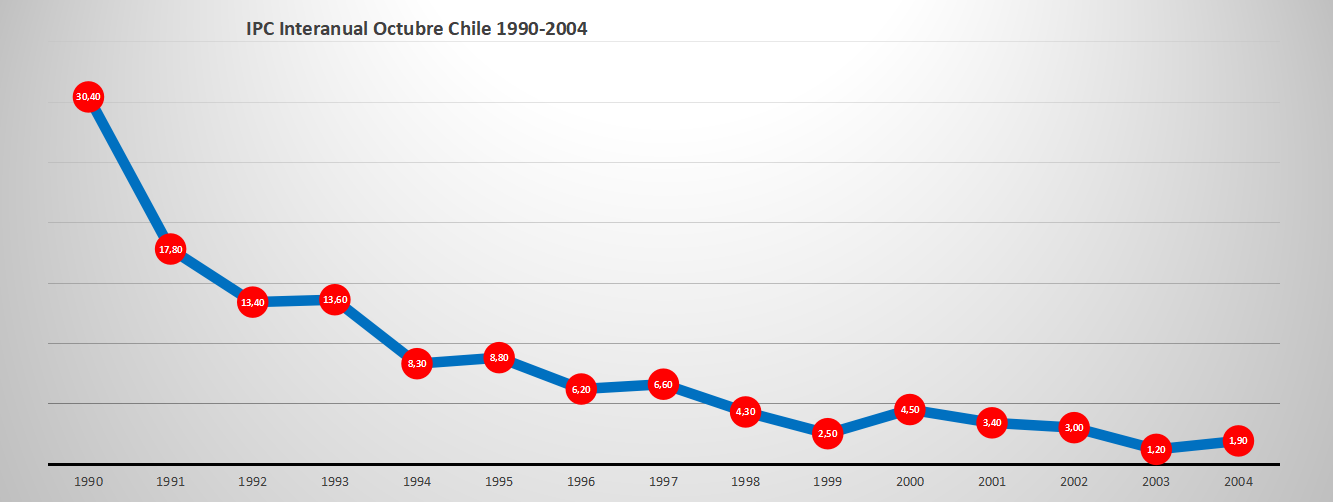
IPC Interanual octubre 1990-2004

Cosas a destacar, es que desde el primer gobierno de la vuelta a la democracia con Patricio Aylwin hasta el año 2004 con Ricardo Lagos, Chile logró estar de una inflación interanual de 30,4% en octubre de 1990 a un 1,2% en octubre de 2003. Este periodo también en especial se destaca por tener grandes superávit fiscales, que llegaron hasta 7,96% en 2007.
Tal como otras economías latinoamericanas, la Crisis de las hipotecas subprime de 2008 fue bastante breve en Chile: El cada vez menor precio del dólar frente a un cobre que alcanzaba precios históricos, sumado a las necesidades contraídas por el terremoto del 27 de febrero de 2010, iniciaron un nuevo "boom" económico, marcado por una divisa norteamericana que no superaba los $490 (esto tras una intervención a principios de 2011 cuando el dólar paso a bordear los $450), además de bajos niveles de inflación y cesantía. También hubo un importante aumento del consumo de productos importados, ya no solo limitándose a artículos electrónicos, sino que terminó extendiéndose a los abarrotes.
| Datos Chile 2000-2009 (FMI y BCCh) | Datos Chile 2000-2009 (FMI y BCCh) | Datos Chile 2000-2009 (FMI y BCCh) | Datos Chile 2000-2009 (FMI y BCCh) | Datos Chile 2000-2009 (FMI y BCCh) |
| Año                                | Crecimiento Real del PIB (FMI)     | PIB PPA per cápita (FMI)           | Desempleo (Prom. Anual)            | Inflación (FMI)                    |
| ---------------------------------- | ---------------------------------- | ---------------------------------- | ---------------------------------- | ---------------------------------- |
| 2000                               | 5,0%                               | $11.160 USD                        | 9,70%                              | 4,6%                               |
| 2001                               | 3,1%                               | $11.640 USD                        | 9,87%                              | 2,7%                               |
| 2002                               | 3,2%                               | $12.060 USD                        | 9,81%                              | 2,9%                               |
| 2003                               | 4,7%                               | $12.740 USD                        | 9,53%                              | 1,1%                               |
| 2004                               | 6,7%                               | $13.810 USD                        | 10,02%                             | 2,4%                               |
| 2005                               | 5,9%                               | $14.930 USD                        | 9,30%                              | 3,7%                               |
| 2006                               | 6,1%                               | $16.160 USD                        | 7,95%                              | 2,6%                               |
| 2007                               | 5,2%                               | $17.280 USD                        | 7,02%                              | 7,9%                               |
| 2008                               | 3,8%                               | $18.080 USD                        | 7,75%                              | 7,1%                               |
| 2009                               | -1,1%                              | $17.800 USD                        | 9,63%                              | -1,5%                              |

| Año  | Pobreza (Nuevo método) | Población en situación de pobreza | Ingreso mediano (50% de la población) | En USD (Nov 2022) | Ingreso Promedio | En USD (Nov 2022) | Sueldo mínimo | En USD (Nov 2022) |
| ---- | ---------------------- | --------------------------------- | ------------------------------------- | ----------------- | ---------------- | ----------------- | ------------- | ----------------- |
| 2000 | 36,0%                  | 5.458.608                         | 345.917                               | 284,00            | 591.790          | 485,87            | $219.800      | $239,68           |
| 2003 | 35,4%                  | 5.492.704                         | 352.276                               | 289,22            | 582.464          | 478,21            | $231.763      | $252,73           |
| 2006 | 29,1%                  | 4.660.357                         | 423.070                               | 347,35            | 654.106          | 537,03            | $251.019      | $273,72           |
| 2009 | 25,3%                  | 4.272.205                         | 454.440                               | 373,10            | 701.585          | 576,01            | $267.234      | $291,41           |

| Año  | % de la población que vive con más de $423.918 al mes ($464,29 USD) ($10 USD PPA2017/día) | % de la población que vive con más de $635.877 al mes ($696,43 USD) ($15 USD PPA2017/día) | % de la población que vive con más de 847.836 al mes ($928,58 USD) ($20 USD PPA2017/día) | % de la población que vive con más de $1.059.796 al mes ($1.160,72 USD) ($25 USD PPA2017/día) |
| ---- | ----------------------------------------------------------------------------------------- | ----------------------------------------------------------------------------------------- | ---------------------------------------------------------------------------------------- | --------------------------------------------------------------------------------------------- |
| 2000 | 40,65                                                                                     | 24,22                                                                                     | 16,11                                                                                    | 11,6                                                                                          |
| 2003 | 41,09                                                                                     | 24,4                                                                                      | 15,91                                                                                    | 11,25                                                                                         |
| 2006 | 49,77                                                                                     | 29,29                                                                                     | 19,31                                                                                    | 13,73                                                                                         |
| 2009 | 54,05                                                                                     | 32                                                                                        | 20,75                                                                                    | 14,78                                                                                         |

### Década del 2010: Reforma tributaria, fuga de capitales extranjeros, desaceleración económica, crisis del déficit fiscal y deuda pública, y crisis social

#### Primer gobierno de Sebastián Piñera: Terremoto del 2010, gran reducción de la pobreza, niveles altos de crecimiento e inversión extranjera.
El primer gobierno de Sebastián Piñera que fue el encargado de reconstruir el país tras el Terremoto de Chile de 2010, logró que este boom económico se tradujera en un crecimiento promedio de 6,1% anual en los años 2010 y 2012 y una reducción de la pobreza de un 25,3% en 2009 a un 14,4% en 2013, haciendo una reducción total del 43% de la pobreza total en 4 años, sacando de la pobreza al 9,91% de la población, es decir, 1.741.907 chilenos.
Este periodo fue donde Chile recibió la mayor cantidad de inversión extranjera directa, por un total de 94.141 millones de USD.

#### Segundo gobierno de Michelle Bachelet: Reforma tributaria. Sostenido déficit fiscal, pérdida de recaudación fiscal, bajo crecimiento y casi duplicación de la deuda pública

##### Introducción
El día 26 de septiembre del 2014, Michelle Bachelet promulgaba la nueva reforma tributaria, afirmando que ese día será un día histórico, ya que "...la reforma tributaria que estamos promulgando hoy es un instrumento poderoso que dará a Chile más y mejores oportunidades de desarrollo, con inclusión".
Esta reforma empezaría a aplicarse el año 2015, y se puso en marcha aun así con las advertencias que se tenían sobre la misma:
- "Bajo el nuevo régimen se aumenta la tributación sobre la renta de las empresas. En mi opinión ese aumento se traducirá en la transición en menos inversión", afirmó Rolf Lüders.[92]
- Klaus Schmidt-Hebbel, execonomista jefe y director del departamento económico de la OCDE, en agosto de 2015, señaló que esta reforma tributaria es el "sistema más idiota que se ha diseñado en un país de la OCDE desde que existe"[93]

La reforma tributaria se daba a conocer como una reforma que iba a recaudar 8200 millones de USD y originalmente, se descartaba que iba a afectar el crecimiento, sin embargo, nada de eso ocurrió, no hubo mayor recaudación y la economía bajó su crecimiento. Un año antes de la reforma los ingresos fiscales alcanzaban a un 17.65% del PIB; después de esta disminuyeron un 0,23%. El gasto público, por el contrario, aumentó y lo hizo varias veces más que la recaudación. Es decir, se recaudó menos y se gastó más. La tasa de recaudación se desplomó de un 12,4% a 3,7%
Entre otras cosas, esta reforma eliminaba el Fondo de Utilidades Tributarias (FUT), subía impuestos a empresas de 20% a 25% y reformaba el sistema de impuesto a la renta.
Esta reforma desencadenó un bajo crecimiento económico, una fuga de capitales y una duplicación de la deuda pública
- El periodo 2010-2013, antes de la reforma, Chile tuvo un crecimiento anual promedio de 5,37%, y en contraste, el periodo 2014-2017 durante su gobierno y primeros años de la reforma el crecimiento anual promedio fue de 1,75%.[75]
- En 2013, la deuda pública era del 12,70% del PIB. En 2017, terminando el gobierno de Bachelet, estando todos los años en déficit fiscal, bajando la recaudación y en bajo crecimiento, la deuda total crecería en un 85,82%, llegando a un 23,60% del PIB. Es decir, casi una duplicación de la deuda.[99]

##### El gobierno de Bachelet y la eliminación del DL600: la inversión extranjera directa en crisis
En el año 2015, en el gobierno de Michelle Bachelet, se derogó el Decreto 600 (DL600) establecido en 1974, que establecía normas sobre promoción y protección a la inversión extranjera en Chile. Desde el 1 de enero de 2016 el decreto dejaría de aplicar.
Este factor agregada a la reforma tributaria de 2015, provocaron que la inversión extranjera dejara de llegar en grandes cantidades. En 2017, llegó el 20% de inversión extranjera que se logró traer en 2014.
| Año         | 2010   | 2011   | 2012   | 2013    | 2014   |         | 2015    | 2016    | 2017   | 2018   | 2019 |
| ----------- | ------ | ------ | ------ | ------- | ------ | ------- | ------- | ------- | ------ | ------ | ---- |
| Pasivos IED | 14.849 | 26.369 | 31.802 | 21.121  | 25.528 | 17.766  | 11.363  | 5.237   | 7.943  | 13.579 |      |
| Variación   | 16,46% | 77,58% | 20,60% | -33,59% | 20,87% | -30,40% | -36,04% | -53,91% | 51,66% | 70,96% |      |

##### Efectos de la reforma tributaria sobre el PIB
| 1988-1992 | 1993-1998 | 2000-2008 | 2010-2013 | 2014-2017 |
| --------- | --------- | --------- | --------- | --------- |
| 8,10%     | 6,46%     | 4,85%     | 5,37%     | 1,75%     |

##### Efectos de la reforma tributaria sobre los ingresos al gobierno
Esta reforma estaba pensada para subir los ingresos del estado, pero como se observa en los datos, tomando de referencia el año 2015,  los 2 años siguientes se recaudaría menos, después, los ingresos se igualarían a los valores de años anteriores, no habiendo una variación significativa. Por lo cual, con esta reforma tenemos como resultado que se recaudaría un poco menos de lo habitual por un altísimo costo, sacrificando la economía nacional perdiendo altos niveles de crecimiento económico por 4 años e inversión extranjera directa.
Incluso recaudando menos, se aumentó el gasto público, generando déficit fiscal, endeudando al país todos los años de la gobernanza de Bachelet, e incluso, al próximo gobierno.
Entre 2004 y 2008, Chile tuvo grandes superávit fiscales, luego, en los años 2009 y 2010, sucederían las crisis subprime y el terremoto de 2010 que le sumarían costos al estado de Chile, explicando los déficits de ambos años. 
Después, en 2013, el país empezaría a desacelerarse, al final de gobierno de Piñera el gasto público se mantuvo estable haciendo que no se generara mayor déficit, justo al año después, a partir de 2014, se daría una combinación mortal para las finanzas públicas, baja recaudación con alto gasto.
| 2005-2008 | 2009-2010 | 2011-2013 | 2014-2017 | 2018-2019 |
| --------- | --------- | --------- | --------- | --------- |
| 24,35%    | 20,30%    | 21,93%    | 20,95%    | 21,95%    |

| Año            | 2005   | 2006   | 2007   | 2008   | 2009   | 2010   | 2011   | 2012   | 2013   | 2014   | 2015   | 2016   | 2017   | 2018   | 2019   |
| -------------- | ------ | ------ | ------ | ------ | ------ | ------ | ------ | ------ | ------ | ------ | ------ | ------ | ------ | ------ | ------ |
| Ingresos       | 23,00% | 24,60% | 25,60% | 24,20% | 19,10% | 21,60% | 22,70% | 22,10% | 21,00% | 20,70% | 21,20% | 20,90% | 21,00% | 22,20% | 21,70% |
| Gastos         | 18,60% | 17,20% | 17,80% | 20,30% | 23,50% | 22,00% | 21,40% | 21,60% | 21,60% | 22,30% | 23,30% | 23,60% | 23,80% | 23,90% | 24,60% |
| Balanza fiscal | 4,40%  | 7,40%  | 7,80%  | 3,90%  | -4,40% | -0,50% | 1,30%  | 0,60%  | -0,60% | -1,60% | -2,20% | -2,70% | -2,80% | -1,70% | -2,90% |

#### Estallido social del 18 de octubre de 2019
En octubre de 2019 y tras el aumento de $30 pesos chilenos del pasaje de metro (equivalentes a 4 centavos de dólar del momento), comenzaron las Protestas en Chile de 2019 que traería como principales causas: la desigualdad económica, que los manifestantes atribuían al modelo económico; la impunidad judicial, derivada de escándalos de corrupción y; la falta de dignidad percibida, principalmente en el trato de las relaciones sociolaborales. Esto repercutiría en la economía chilena teniendo efectos insospechados para el gobierno de Sebastián Piñera. 
Lo primero sería, la volatilidad del peso chileno con relación al dólar (alcanzó un precio récord de $828,25 CLP por USD el 29 de noviembre del 2019) y el posterior reajuste del crecimiento económico para los años 2019, 2020 y 2021.
Las protestas culminaron en el acuerdo por la paz el 15 de noviembre de 2019, después de casi un mes de protestas. Este acuerdo pactaría que se pondría en acción un plebiscito en 2020 en la que la ciudadanía decidiría si querían que se redactase una nueva constitución para Chile.
El comienzo del estallido social provocó gran incertidumbre económica. El Índice de Incertidumbre Económica aumentó de 206,00 puntos en septiembre de 2019 a 376,6 puntos a noviembre de 2019, con el acuerdo por la paz, lo que significa un aumento del 82,62% en la incertidumbre.
Los antecedentes económicos en octubre de 2019, eran:
- El 50% de los trabajadores chilenos ganaban $401.000 CLP ($562,2 USD del 18 de octubre de 2019)[102] o menos.[104]
- El 66,6% de los trabajadores chilenos ganaban menos de $550.000 CLP ($771,1 USD del 18 de octubre de 2019)[104]
- El 19,4% ganaba igual o más de $800.000 CLP ($1.121,6 USD del 18 de octubre de 2019).[104]
- El desempleo estaba en 7,1%. en ese mes.[88]
- La inflación en 2,5% interanual en ese mes.[105]
- El sueldo mínimo en $301.000 CLP ($422,08 USD del 18 de octubre de 2019).
- La pobreza estaba en 8,6%, teniendo en cuenta la última encuesta CASEN. La cifra más baja en la historia de Chile.[36]
- En este mismo año, sus tres países vecinos tenían índices de pobreza del 20,2% en Perú, 35,5% en Argentina y 37,2% en Bolivia.[106]

#### Estadísticas económicas de la década
| Año  | Crecimiento Real del PIB | PIB per cápita PPA (FMI) | Inflación (FMI) | Desempleo (FMI) | IED (en millones de USD) | IDH (FMI) | Notas                                                                          |
| ---- | ------------------------ | ------------------------ | --------------- | --------------- | ------------------------ | --------- | ------------------------------------------------------------------------------ |
| 2010 | 5,85%                    | $18.860 USD              | 2,9%            | 8,3%            | $14.849                  | 0,813     | Asume la presidencia Sebastián Piñera y sucede el terremoto del 27 de febrero. |
| 2011 | 6,22%                    | $20.220 USD              | 4,4%            | 7,3%            | $26.369                  | 0,816     |                                                                                |
| 2012 | 6,16%                    | $21.460 USD              | 1,5%            | 6,6%            | $31.802                  | 0,824     |                                                                                |
| 2013 | 3,31%                    | $22.300 USD              | 3,1%            | 6,1%            | $21.121                  | 0,837     |                                                                                |
| 2014 | 1,79%                    | $22.650 USD              | 4,7%            | 6,5%            | $25.528                  | 0,841     | Comienza el segundo gobierno de Bachelet y se promulga la reforma tributaria.  |
| 2015 | 2,15%                    | $22.550 USD              | 4,4%            | 6,3%            | $17.766                  | 0,846     |                                                                                |
| 2016 | 1,75%                    | $23.650 USD              | 2,7%            | 6,7%            | $11.363                  | 0,851     |                                                                                |
| 2017 | 1,36%                    | $23.660 USD              | 2,2%            | 7,0%            | $5.237                   | 0,854     |                                                                                |
| 2018 | 3,99%                    | $24.730 USD              | 2,1%            | 7,4%            | $7.943                   | 0,856     | Asume como presidente Sebastián Piñera por segunda vez                         |
| 2019 | 0,63%                    | $24.920 USD              | 2,9%            | 7,2%            | $13.579                  | 0,859     | Estallido social.                                                              |

| Año  | Pobreza (Nuevo método) | Población en situación de pobreza | Ingreso mediano (50% de la población) | En USD (Nov 2022) | Ingreso Promedio | En USD (Nov 2022) | Sueldo mínimo | En USD (Nov 2022) |
| ---- | ---------------------- | --------------------------------- | ------------------------------------- | ----------------- | ---------------- | ----------------- | ------------- | ----------------- |
| 2011 | 22,2%                  | 3.825.856                         | 493.017                               | 404,77            | 756.270          | 620,91            | $281.572      | $307,04           |
| 2013 | 14,4%                  | 2.530.297                         | 597.725                               | 490,74            | 912.272          | 748,99            | $309.393      | $337,38           |
| 2015 | 11,7%                  | 2.102.415                         | 643.508                               | 528,33            | 954.664          | 783,79            | $325.904      | $355,38           |
| 2017 | 8,6%                   | 1.565.980                         | 717.270                               | 588,89            | 1.060.219        | 870,45            | $340.982      | $371,82           |
| 2020 | 10,8%                  | 2.064.550                         | 721.085                               | 592,02            | 1.080.568        | 887,16            | $386.168      | $421,10           |

| Año  | % de la población que vive con más de $423.918 al mes ($464,29 USD) ($10 USD PPA2017/día) | % de la población que vive con más de $635.877 al mes ($696,43 USD) ($15 USD PPA2017/día) | % de la población que vive con más de 847.836 al mes ($928,58 USD) ($20 USD PPA2017/día) | % de la población que vive con más de $1.059.796 al mes ($1.160,72 USD) ($25 USD PPA2017/día) |
| ---- | ----------------------------------------------------------------------------------------- | ----------------------------------------------------------------------------------------- | ---------------------------------------------------------------------------------------- | --------------------------------------------------------------------------------------------- |
| 2011 | 59,6                                                                                      | 36,41                                                                                     | 23,71                                                                                    | 16,59                                                                                         |
| 2013 | 69,86                                                                                     | 46,32                                                                                     | 30,74                                                                                    | 22,12                                                                                         |
| 2015 | 74,7                                                                                      | 50,77                                                                                     | 34,55                                                                                    | 24,47                                                                                         |
| 2017 | 79,73                                                                                     | 57,33                                                                                     | 39,96                                                                                    | 28,5                                                                                          |
| 2020 | 79,45                                                                                     | 57,39                                                                                     | 41,03                                                                                    | 29,88                                                                                         |

#### Problemas con el déficit fiscal y deuda pública
Desde el año 2013, Chile lleva estando todos los años en déficit fiscal sin ningún año con superávit, subiendo año a año la deuda pública que se triplicó en 9 años. En el periodo 2013-2019 el déficit fiscal promedio fue de -1,93% anual. Chile se ha destacado por estar naturalmente en superávit fiscal, llegando a valores de 7,51% y 7,96% en los años 2006 y 2007 respectivamente, por lo cual, este problema con el déficit es un cambio radical en la tendencia económica del país.
| Año                          | 2012   | 2013   | 2014               | 2015               | 2016   | 2017   | 2018             | 2019             |
| ---------------------------- | ------ | ------ | ------------------ | ------------------ | ------ | ------ | ---------------- | ---------------- |
| % del PIB                    | 0,60%  | -0,60% | -1,60%             | -2,20%             | -2,70% | -2,80% | -1,70%           | -2,90%           |
| Deuda pública como % del PIB | 11,94% | 12,78% | 15,02%             | 17,38%             | 21,11% | 23,67% | 25,82%           | 28,30%           |
| Comentario                   |        |        | Gob. de Bachelet 2 | Reforma Tributaria |        |        | Gob. de Piñera 2 | Estallido Social |

### Década del 2020: Actuación de la economía chilena contra el COVID-19, durante la pandemia y después de la pandemia.

#### La pandemia del COVID-19 en Chile
La economía durante la Pandemia de COVID-19 en Chile tendió a la baja en sus estadísticas, hizo que Chile tuviera una recesión durante el año 2020 después de 11 años, teniendo un crecimiento negativo de -6,0% durante el año. El consumo se disparó durante los meses de agosto y diciembre de 2020 por los retiros del 10% de los fondos individuales destinados a pensión de las AFP, además de sumarse el último y tercer retiro el 28 de abril de 2021. Estos retiros tenían como objetivo darle ingresos a los trabajadores para paliar la crisis, ya que el seguro social entregado por el gobierno de Sebastián Piñera, también llamado Ingreso Familiar de Emergencia (IFE), era insuficiente y estaba mal hecho para hacer frente a la crisis económica.
El 2021 la economía disparó su PIB haciéndolo subir un 11,7% recuperándose de la crisis económica inicial de la pandemia, pero arrastró una alta inflación. El año 2021 terminó con una inflación total de 7,2% y en 2022 la inflación interanual de agosto fue de 14,1%, valor que el país no vivía desde septiembre de 1992.
Desde marzo de 2020, que empezó la pandemia, hasta septiembre de 2022, que fue el último mes con mascarillas obligatorias en espacios públicos, la inflación acumulada fue de 21,05%.
En 2020, pobreza aumentó de 8,6% en 2017 a 10,8% gracias a la pandemia. 479.528 personas pasaron a la pobreza desde al 2017 a 2020.

##### Retiros del 10%
Las solicitudes para hacer el primer retiro del 10% de las cuentas individuales de las AFP empezaron el 30 de julio de 2020, y los primeros depósitos llegaron al mes siguiente. Si se tiene como mes de referencia el mes de julio de 2020, donde en ese momento la economía no tenía un estímulo monetario mayor, podemos ver que en julio de 2021, un año después, el dinero líquido (M1) aumentó en un 53,14%.
| Factor             | Julio 2020 | Agosto 2020 | Noviembre 2020 | Diciembre 2020 | Abril 2021 | Mayo 2021 | Julio 2021 | Marzo 2022 | Julio 2022 | Noviembre 2022 |
| ------------------ | ---------- | ----------- | -------------- | -------------- | ---------- | --------- | ---------- | ---------- | ---------- | -------------- |
| M1 Promedio        | 51.483,44  | 58.360,60   | 61.238,73      | 65.370,09      | 68.815,25  | 77.008,42 | 80.304,79  | 71.393,25  | 63.584,70  | 56.878,05      |
| M1 Generado        | 0,00%      | 11,29%      | 16,78%         | 24,66%         | 31,23%     | 46,85%    | 53,14%     | 36,14%     | 21,25%     | 8,46%          |
| Inflación Generada | 0,00%      | 0,23%       | 1,42%          | 1,77%          | 3,44%      | 3,72%     | 4,64%      | 12,75%     | 18,38%     | 22,66%         |

#### Gobierno del Frente Amplio: El desafío de recuperar la economía después del COVID-19 y con alta inflación.

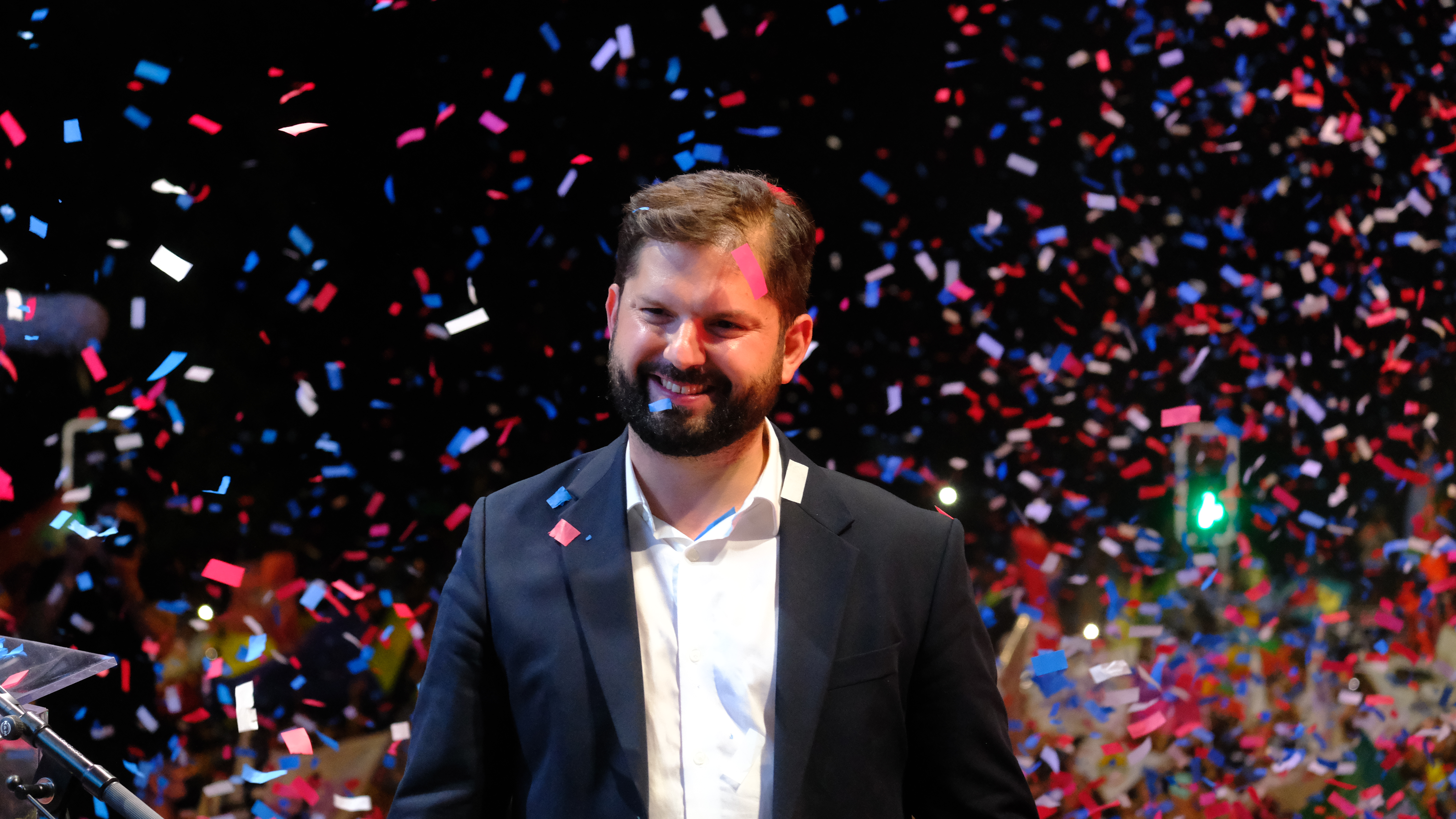
Gabriel Boric en su discurso al ganar las elecciones de 2021

Ya en marzo de 2022, Gabriel Boric asume como presidente de Chile. Para dirigir la cartera económica, puso a gente tanto destacada como controvertida. En el Ministerio de Hacienda puso a Mario Marcel, expresidente del Banco Central de Chile, que fue galardonado por Central Banking como el mejor banquero central del mundo en el año 2021, a Nicolás Grau a cargo del Ministerio de Economía que fue muy cuestionado por decir, en un contexto de alta inflación, "A las pymes, a diferencia de las personas, la inflación les trae costos y beneficios", dichos que provocaron rabia en gremios de pequeñas y medianas empresas, además que parlamentarios exigieran sus títulos de pre y posgrado. Dentro de su gobierno se puso a José Miguel Ahumada como subsecretario de relaciones económicas internacionales, que es un conocido retractor de los TLC, tanto en general como los firmados por Chile desde el retorno a la democracia. Esta idea va en contra de toda la tendencia económica de Chile, ya que este país se caracteriza por su libertad económica y sus tratados de libre comercio.
El 15 de julio del 2022, Chile llegó a la devaluación de su moneda más alta registrada en su historia, de un cambio de $1.042,97 pesos por dólar estadounidense.
El primer año de gobierno cerró en un superávit fiscal de 1,1% del PIB, después de estar 9 años seguidos en déficit fiscal.
Pese a tener la tasa de política monetaria más alta desde 1998, la economía chilena logró esquivar una recesión durante 2023, con un leve crecimiento de 0,22%, a la vez que logró bajar su tasa de inflación desde un peak de 14,1% en agosto del 2022 hasta 3,9% en diciembre del 2023.

##### Datos macroeconómicos principales
| Año  | Crecimiento Real del PIB | PIB per cápita PPA (FMI) | Inflación (FMI) | Desempleo (FMI) | IDH (FMI) |
| ---- | ------------------------ | ------------------------ | --------------- | --------------- | --------- |
| 2020 | -6,14%                   | $23.190 USD              | 2,9%            | 10,8%           | 0,849     |
| 2021 | 11,33%                   | $26.700 USD              | 7,1%            | 8,9%            | 0,856     |
| 2022 | 2,06%                    | $28.950 USD              | 12,8%           | 7,9%            | 0,860     |
| 2023 | 0,22%                    | $29.870 USD              | 3,9%            | 8,8%            |           |

| Año         | 2020    | 2021   | 2022   |
| ----------- | ------- | ------ | ------ |
| Pasivos IED | 9.205   | 15.252 | 17.105 |
| Variación   | -32,21% | 65,69% | 12,14% |

| Año  | Crecimiento (FMI) | PIB PC PPA (FMI) | Inflación (FMI) | Desempleo (FMI) |
| ---- | ----------------- | ---------------- | --------------- | --------------- |
| 2024 | 2,0%              | $31.030 USD      | 3,0%            | 8,7%            |
| 2025 | 2,5%              | $32.160 USD      | 3,0%            | 8,1%            |
| 2026 | 2,4%              | $33.340 USD      | 3,0%            | 7,5%            |
| 2027 | 2,3%              | $34.580 USD      | 3,0%            | 7,5%            |
| 2028 | 2,3%              | $35.860 USD      | 3,0%            | 7,5%            |
| 2029 | 2,3%              | $37.210 USD      | 3,0%            | 7,5%            |

## Evolución histórica de estadísticas

### Desigualdad (Gini)

#### Gobiernos de Montalva, Alessandri y Allende
| Años      | Valor Índice de Gini | País comparable                                             |
| --------- | -------------------- | ----------------------------------------------------------- |
| 1957-1966 | 45,0                 | Argentina 1992: 0,455 México 2020: 0,454 Malaui 2010: 0,455 |
| 1967-1970 | 50,0                 | Zimbabue 2019: 0,503 Malí 1994: 0,504 Panamá 2019: 49,8     |
| 1971-1974 | 45,0                 | Argentina 1992: 0,455 México 2020: 0,454 Malaui 1994: 0,504 |

#### Dictadura militar
En el año 1987, Chile llegó a ser el segundo país más desigual del mundo, solo superado por Brasil.
| Años      | Valor Índice de Gini | País comparable                                                                            |
| --------- | -------------------- | ------------------------------------------------------------------------------------------ |
| 1975-1980 | 52,5                 | Colombia 2012: 0,526 Panamá 2007 0,527                                                     |
| 1981-1983 | 55,0                 | Perú 1998: 0,551 Bolivia 2007: 0,545 Paraguay 2001: 0,546 Honduras 2001: 0,554             |
| 1984-1988 | 60,0                 | Botsuana 2009: 0,605 Rep. Centroafricana 1992: 0,613 Zambia 1991: 0,605 Brasil 1990: 0,605 |
| Año       | Gini                 | Ranking mundial                                                                            |
| 1987      | 56,2                 | 2                                                                                          |

#### Concertación: Demócrata Cristianos
| Años | Valor Índice de Gini | Ranking mundial |
| ---- | -------------------- | --------------- |
| 1990 | 57,2                 | 4               |
| 1992 | 54,8                 | 5               |
| 1994 | 56,4                 | 10              |
| 1996 | 54,9                 | 13              |
| 1998 | 55,5                 | 12              |
| 2000 | 52,8                 | 19              |

#### Concertación: PPD y PS
| Años | Valor Índice de Gini | Ranking mundial |
| ---- | -------------------- | --------------- |
| 2003 | 51,5                 | 23              |
| 2006 | 47,3                 | 28              |
| 2009 | 47,0                 | 26              |

#### Los gobiernos de Piñera y Bachelet del 2010 al 2018
| Años | Valor Índice de Gini | Ranking mundial |
| ---- | -------------------- | --------------- |
| 2011 | 46,0                 | 30              |
| 2013 | 45,8                 | 30              |
| 2015 | 44,4                 | 36              |
| 2017 | 44,4                 | 34              |

#### Estallido social y pandemia
| Años | Valor Índice de Gini | Ranking mundial |
| ---- | -------------------- | --------------- |
| 2020 | 44,9                 | 29              |

### Desigualdad (Índice de Palma)
El Índice de Palma, creado por José Gabriel Palma, fue creado como una alternativa más eficiente al Coeficiente de Gini. Su cálculo se basa en dividir los ingresos del decil 10 de la población con la suma de los deciles 4, 3, 2 y 1. Si el Índice de Palma es igual a 2, significa que el decil 10 genera el doble que los deciles del 4 al 1 sumados.
En Chile desde 1990 hasta 2015 el Índice de Palma se redujo por la mitad.
| 1987  | 1990  | 1992  | 1994  | 1996  | 1998  | 2000  | 2003  | 2006  | 2009  | 2011  | 2013  | 2015  | 2017  | 2020  |
| ----- | ----- | ----- | ----- | ----- | ----- | ----- | ----- | ----- | ----- | ----- | ----- | ----- | ----- | ----- |
| 4,520 | 4,742 | 4,101 | 4,505 | 4,148 | 4,303 | 3,702 | 3,457 | 2,727 | 2,683 | 2,552 | 2,525 | 2,340 | 2,355 | 2,389 |

### Libertad económica (Fraser Institute)

#### Periodo de la Unidad Popular y la dictadura militar
| Año                                   | 1970 | 1975 | 1980 | 1985 |
| Ranking                               | 77   | 98   | 70   | 55   |
| ------------------------------------- | ---- | ---- | ---- | ---- |
| Tamaño de gobierno                    | 6,11 | 5,89 | 5,93 | 6,51 |
| Sistema legal y derechos de propiedad | 4,05 | 3,47 | 3,66 | 3,88 |
| Política Monetaria                    | 5,94 | 0,00 | 2,31 | 6,51 |
| Libertad de comercio exterior         | 1,93 | 4,38 | 6,86 | 4,44 |
| Puntaje                               | 4,51 | 3,65 | 4,84 | 5,38 |

#### Concertación: Demócrata Cristianos
| Año                                   | 1990 | 1995 | 2000 |
| Ranking                               | 27   | 20   | 30   |
| ------------------------------------- | ---- | ---- | ---- |
| Tamaño de gobierno                    | 6,51 | 7,88 | 7,34 |
| Sistema legal y derechos de propiedad | 3,88 | 6,27 | 6,23 |
| Política Monetaria                    | 6,51 | 8,65 | 9,11 |
| Libertad de comercio exterior         | 6,39 | 7,18 | 7,39 |
| Puntaje                               | 6,75 | 7,52 | 7,42 |

#### Concertación: PPD y PS
| Año                                   | 2001 | 2002 | 2003 | 2004 | 2005 | 2006 | 2007 | 2008 | 2009 |
| Ranking                               | 27   | 27   | 21   | 20   | 15   | 12   | 11   | 11   | 10   |
| ------------------------------------- | ---- | ---- | ---- | ---- | ---- | ---- | ---- | ---- | ---- |
| Tamaño de gobierno                    |      |      |      |      |      |      |      |      |      |
| Sistema legal y derechos de propiedad |      |      |      |      |      |      |      |      |      |
| Política Monetaria                    |      |      |      |      |      |      |      |      |      |
| Libertad de comercio exterior         |      |      |      |      |      |      |      |      |      |
| Puntaje                               | 7,56 | 7,68 | 7,81 | 7,83 | 7,98 | 7,99 | 8,04 | 7,98 | 7,94 |

#### Los gobiernos de Piñera y Bachelet del 2010 al 2018
| Año                                   | 2010 | 2011 | 2012 | 2013 | 2014 | 2015 | 2016 | 2017 | 2018 |
| Ranking                               | 10   | 10   | 14   | 16   | 22   | 21   | 23   | 21   | 19   |
| ------------------------------------- | ---- | ---- | ---- | ---- | ---- | ---- | ---- | ---- | ---- |
| Tamaño de gobierno                    |      |      |      |      |      |      |      |      |      |
| Sistema legal y derechos de propiedad |      |      |      |      |      |      |      |      |      |
| Política Monetaria                    |      |      |      |      |      |      |      |      |      |
| Libertad de comercio exterior         |      |      |      |      |      |      |      |      |      |
| Puntaje                               | 8,01 | 8,02 | 7,91 | 7,88 | 7,91 | 7,92 | 7,92 | 7,95 | 7,95 |

#### Estallido social y pandemia
| Año                                   | 2019 | 2020 |
| Ranking                               | 29   | 33   |
| ------------------------------------- | ---- | ---- |
| Tamaño de gobierno                    |      |      |
| Sistema legal y derechos de propiedad |      |      |
| Política Monetaria                    |      |      |
| Libertad de comercio exterior         |      |      |
| Puntaje                               | 7,86 | 7,56 |

### Libertad económica (Heritage Foundation)[119]
Concertación: Demócrata Cristianos
| Año     | 1995 | 1996 | 1997 | 1998 | 1999 |
| ------- | ---- | ---- | ---- | ---- | ---- |
| Puntaje | 71,2 | 72,6 | 75,9 | 74,9 | 74,1 |

Concertación: PPD y PS
| Año     | 2000 | 2001 | 2002 | 2003 | 2004 | 2005 | 2006 | 2007 | 2008 | 2009 |
| ------- | ---- | ---- | ---- | ---- | ---- | ---- | ---- | ---- | ---- | ---- |
| Puntaje | 74,7 | 75,1 | 77,8 | 76,0 | 76,9 | 77,8 | 78,0 | 77,7 | 78,6 | 78,3 |

Los gobiernos de Piñera y Bachelet del 2010 al 2018
| Año     | 2010 | 2011 | 2012 | 2013 | 2014 | 2015 | 2016 | 2017 | 2018 |
| ------- | ---- | ---- | ---- | ---- | ---- | ---- | ---- | ---- | ---- |
| Puntaje | 77,2 | 77,4 | 78,3 | 79,0 | 78,7 | 78,5 | 77,7 | 76,5 | 75,2 |

Estallido social y pandemia
| Año     | 2019 | 2020 | 2021 | 2022 |
| ------- | ---- | ---- | ---- | ---- |
| Puntaje | 75,4 | 76,8 | 75,2 | 74,4 |

## Economía de Chile con América Latina

### Desigualdad y pobreza

##### Éxito del sistema económico en sacar a la gente de la pobreza, a pesar de la desigualdad
| País                 | Top | Eficiencia | Gini | Pobreza |
| Chile                | 1   | 4,16       | 44,9 | 10,8    |
| Uruguay              | 2   | 3,47       | 40,2 | 11,6    |
| Panamá               | 3   | 2,32       | 49,8 | 21,5    |
| República Dominicana | 4   | 1,89       | 39,6 | 21      |
| Costa Rica           | 5   | 1,64       | 49,3 | 30      |
| Paraguay             | 6   | 1,62       | 43,5 | 26,9    |
| El Salvador          | 7   | 1,48       | 38,8 | 26,2    |
| Perú                 | 8   | 1,46       | 43,8 | 30,1    |
| Ecuador              | 9   | 1,43       | 47,3 | 33      |
| Colombia             | 10  | 1,28       | 54,2 | 42,5    |
| Bolivia              | 11  | 1,12       | 43,6 | 39      |
| México               | 12  | 1,03       | 45,4 | 43,9    |
| Argentina            | 13  | 1,01       | 42,3 | 42      |
| Honduras             | 14  | 1,00       | 48,2 | 48      |

#### Desigualdad
| Ranking | País                 | Gini |
| ------- | -------------------- | ---- |
| 1       | Colombia             | 54,2 |
| 2       | Panamá               | 49,8 |
| 3       | Costa Rica           | 49,3 |
| 4       | Brasil               | 48,9 |
| 5       | Honduras             | 48,2 |
| 6       | Ecuador              | 47,3 |
| 7       | México               | 45,4 |
| 8       | Chile                | 44,9 |
| 9       | Perú                 | 43,8 |
| 10      | Bolivia              | 43,6 |
| 11      | Paraguay             | 43,5 |
| 12      | Argentina            | 42,3 |
| 13      | Uruguay              | 40,2 |
| 14      | República Dominicana | 39,6 |
| 15      | El Salvador          | 38,8 |

#### Pobreza

##### Por línea de pobreza nacional
| Ranking | País                 | % de la población viviendo en pobreza |
| ------- | -------------------- | ------------------------------------- |
| 1       | Chile 2020           | 10,8                                  |
| 2       | Uruguay              | 11,6                                  |
| 3       | República Dominicana | 21                                    |
| 4       | Panamá               | 21,5                                  |
| 5       | El Salvador          | 26,2                                  |
| 6       | Paraguay             | 26,9                                  |
| 7       | Costa Rica           | 30                                    |
| 8       | Perú                 | 30,1                                  |
| 9       | Ecuador              | 33                                    |
| 10      | Bolivia              | 39                                    |
| 11      | Argentina 2020       | 42                                    |
| 12      | Colombia             | 42,5                                  |
| 13      | México 2020          | 43,9                                  |
| 14      | Honduras             | 48                                    |

#### Por ingresos[40]

##### Menos de 300 USD de al mes (10 USD al día) a Paridad de Poder Adquisitivo de 2017.
| Ranking | País                      | % de la población viviendo en pobreza |
| ------- | ------------------------- | ------------------------------------- |
| 1       | Uruguay 2017              | 12,68                                 |
| 2       | Argentina 2017            | 15,95                                 |
| 3       | Chile 2017                | 20,27                                 |
| 4       | Panamá                    | 21,50                                 |
| 5       | Costa Rica                | 25,84                                 |
| 6       | Bolivia                   | 34,10                                 |
| 7       | Paraguay                  | 38,59                                 |
| 8       | Brasil 2017               | 41,32                                 |
| 9       | Ecuador                   | 44,39                                 |
| 10      | República Dominicana 2017 | 46,40                                 |
| 11      | Perú                      | 50,90                                 |
| 12      | Colombia                  | 51,50                                 |
| 13      | México 2018               | 51,90                                 |
| 14      | El Salvador               | 58.97                                 |
| 15      | Nicaragua 2014            | 62,83                                 |
| 16      | Honduras                  | 67,36                                 |
| 17      | Guatemala 2014            | 72,78                                 |

### PIB
Según el PIB nominal, la economía de Chile se sitúa como la quinta economía de América Latina en el año 2022
En términos de PIB per cápita (PPA), Chile se encuentra en el segundo lugar de LATAM y tercer lugar nominalmente. En el periodo 2005-2013 Chile fue el país con mayor PIB per cápita (PPA), y en el 2006-2008 obtuvo el primer lugar en términos nominales.
| Puesto | País            | PIB Nominal (miles de millones) | Diferencia con Chile (miles de millones) |
| ------ | --------------- | ------------------------------- | ---------------------------------------- |
| 1      | Brasil          | 1.890.000 USD                   | 1.579.130 USD (507,97%)                  |
| 2      | México          | 1.420.000 USD                   | 1.109.130 USD (356,78%)                  |
| 3      | Argentina       | 630.000 USD                     | 319.130 USD (102,66%)                    |
| 4      | Colombia        | 342.920 USD                     | 32.050 USD (10,31%)                      |
| 5      | Chile           | 310.870 USD                     | 0 USD (0%)                               |
| 6      | Perú            | 239.330 USD                     | -71.540 USD (-23,01%)                    |
| 7      | Ecuador         | 115.470 USD                     | -195.400 USD (-62,86%)                   |
| 8      | Rep. Dominicana | 112.420 USD                     | -198.400 USD (-63,82%)                   |
| 9      | Guatemala       | 91.320 USD                      | -219.550 USD (-70,62%)                   |
| 10     | Venezuela       | 82.150 USD                      | -228.720 USD (-73,57%)                   |

| Puesto | País                 | Valor      | Diferencia con Chile  |
| ------ | -------------------- | ---------- | --------------------- |
| 1      | Panamá               | 36.370 USD | 7.480 USD (25,89%)    |
| 2      | Chile                | 28.890 USD | 0 USD (0%)            |
| 3      | Uruguay              | 27.230 USD | -1.660 USD (-5,75%)   |
| 4      | Argentina            | 26.070 USD | -2.820 USD (-9,76%)   |
| 5      | Costa Rica           | 24.840 USD | -4.050 USD (-14,02%)  |
| 6      | República Dominicana | 24.120 USD | -4.770 USD (-16,51%)  |
| 7      | México               | 22.440 USD | -6.450 USD (-22,33%)  |
| 8      | Colombia             | 18.690 USD | -10.200 USD (-35,31%) |
| 9      | Brasil               | 17.680 USD | -11.210 USD (-38,80%) |
| 10     | Perú                 | 15.270 USD | -15.270 USD (-47,14%) |

### Crecimiento del PIB per cápita (PPA) de Chile respecto a América Latina
El FMI tiene los valores del PIB per cápita ajustado a paridad de poder adquisitivo de todos los países a partir del 1980.
Si se compara la economía chilena respecto a sus pares latinoamericanos, se puede concluir que Chile fue un país de rápido crecimiento que paso desde estar como un país promedio latinoamericano, estando en el puesto 11 de los países latinoamericanos en el año 1982, hasta estar en el puesto más alto en 25 años. Cabe destacar que Chile, hasta ese año, logró su récord histórico de PIB PC (PPA) en el año 1981. Aun así con ese récord, Chile se mantenía en el puesto número 9 de todos los países señalados. 
Chile logra la primera posición en el año 2005 superando a México. Chile mantendría la primera posición hasta el año 2013, que sería superado por la economía panameña al año siguiente. Panamá durante ese periodo experimentaría el crecimiento más rápido de su historia, triplicando su PIB PC (PPA) en 13 años, durante el periodo 2005-2018. 
Chile en el año 2011 fue el primer país de América Latina en llegar a los $20.000 USD de PIB per cápita (PPA). 
Desde el año 2014, Chile mantiene su segunda posición compitiendo con Argentina y Uruguay. 

#### Década de los 80
Como se puede apreciar en la tabla, Chile a comienzos de los 80 no tenía un PIB PC PPA alto. Países como Venezuela, Argentina, México, Uruguay y Brasil, tenían índices mejores que Chile en esta materia. Chile no era ni de cerca uno de los más destacados del continente.
| País | Chile     | Venezuela  | Argentina | México    | Uruguay   | Brasil    | Costa Rica | Panamá    | Paraguay  | Ecuador   | Perú      |
| ---- | --------- | ---------- | --------- | --------- | --------- | --------- | ---------- | --------- | --------- | --------- | --------- |
| 1980 | 3.410 USD | 7.950 USD  | 6.170 USD | 5.980 USD | 5.050 USD | 4.810 USD | 3.560 USD  | 3.530 USD | 3.530 USD | 3.240 USD | 3.110 USD |
| 1981 | 3.900 USD | 8.330 USD  | 6.260 USD | 6.930 USD | 5.590 USD | 4.930 USD | 3.700 USD  | 4.120 USD | 4.100 USD | 3.590 USD | 3.500 USD |
| 1982 | 3.520 USD | 8.820 USD  | 6.330 USD | 7.150 USD | 5.350 USD | 5.150 USD | 3.530 USD  | 4.500 USD | 4.170 USD | 3.750 USD | 3.620 USD |
| 1983 | 3.500 USD | 8.030 USD  | 6.730 USD | 7.000 USD | 5.200 USD | 5.060 USD | 3.670 USD  | 4.370 USD | 4.080 USD | 3.680 USD | 3.330 USD |
| 1984 | 3.780 USD | 8.520 USD  | 6.990 USD | 7.330 USD | 5.270 USD | 5.400 USD | 3.990 USD  | 4.540 USD | 4.220 USD | 3.870 USD | 3.500 USD |
| 1985 | 3.920 USD | 8.620 USD  | 6.600 USD | 7.560 USD | 5.420 USD | 5.890 USD | 4.020 USD  | 4.810 USD | 4.390 USD | 4.060 USD | 3.600 USD |
| 1986 | 4.150 USD | 9.220 USD  | 7.120 USD | 7.310 USD | 5.910 USD | 6.330 USD | 4.210 USD  | 4.970 USD | 4.350 USD | 4.160 USD | 4.030 USD |
| 1987 | 4.450 USD | 9.660 USD  | 7.390 USD | 7.470 USD | 6.380 USD | 6.600 USD | 4.390 USD  | 4.890 USD | 4.490 USD | 3.910 USD | 4.350 USD |
| 1988 | 4.860 USD | 10.390 USD | 7.410 USD | 7.670 USD | 6.600 USD | 6.720 USD | 4.580 USD  | 4.300 USD | 4.780 USD | 4.360 USD | 3.990 USD |
| 1989 | 5.490 USD | 9.070 USD  | 7.080 USD | 8.140 USD | 6.900 USD | 7.080 USD | 4.900 USD  | 4.440 USD | 5.090 USD | 4.360 USD | 3.510 USD |

#### Década de los 90
Chile durante el periodo 1986-1997 tendría las mayores tasas de crecimiento de su historia, hecho que haría posible que Chile duplicara su PIB PC PPA en 10 años (1988-1997). Chile fue el país que más creció en esta década, junto a Argentina, bajo la administración de Carlos Menem, y Uruguay.
| País | Chile      | Venezuela  | México     | Uruguay    | Argentina  | Brasil    | Paraguay  | Costa Rica | Colombia  | Panamá    | Ecuador   |
| ---- | ---------- | ---------- | ---------- | ---------- | ---------- | --------- | --------- | ---------- | --------- | --------- | --------- |
| 1990 | 5.810 USD  | 9.700 USD  | 8.710 USD  | 7.140 USD  | 7.090 USD  | 6.840 USD | 5.500 USD | 5.140 USD  | 4.990 USD | 4.880 USD | 4.630 USD |
| 1991 | 6.360 USD  | 10.740 USD | 9.210 USD  | 7.590 USD  | 8.000 USD  | 7.020 USD | 5.520 USD | 5.310 USD  | 5.170 USD | 5.400 USD | 4.910 USD |
| 1992 | 7.060 USD  | 11.390 USD | 9.580 USD  | 8.330 USD  | 8.900 USD  | 7.030 USD | 5.630 USD | 5.800 USD  | 5.410 USD | 5.850 USD | 5.090 USD |
| 1993 | 7.590 USD  | 11.430 USD | 9.900 USD  | 8.710 USD  | 9.540 USD  | 7.410 USD | 5.930 USD | 6.190 USD  | 5.750 USD | 6.190 USD | 5.200 USD |
| 1994 | 8.020 USD  | 11.150 USD | 10.440 USD | 9.450 USD  | 10.180 USD | 7.850 USD | 6.250 USD | 6.420 USD  | 6.060 USD | 6.370 USD | 5.430 USD |
| 1995 | 8.790 USD  | 11.570 USD | 9.820 USD  | 9.450 USD  | 9.970 USD  | 8.240 USD | 6.680 USD | 6.640 USD  | 6.400 USD | 6.480 USD | 5.560 USD |
| 1996 | 9.400 USD  | 11.520 USD | 10.510 USD | 10.100 USD | 10.590 USD | 8.330 USD | 6.770 USD | 6.670 USD  | 6.550 USD | 6.940 USD | 5.660 USD |
| 1997 | 10.130 USD | 12.210 USD | 11.260 USD | 10.670 USD | 11.510 USD | 8.630 USD | 7.040 USD | 6.970 USD  | 6.800 USD | 7.370 USD | 5.920 USD |
| 1998 | 10.530 USD | 12.140 USD | 11.800 USD | 11.180 USD | 11.960 USD | 8.620 USD | 6.980 USD | 7.380 USD  | 6.810 USD | 7.830 USD | 6.090 USD |
| 1999 | 10.520 USD | 11.350 USD | 12.120 USD | 11.040 USD | 11.590 USD | 8.650 USD | 6.840 USD | 7.610 USD  | 6.530 USD | 8.090 USD | 5.790 USD |

#### Década de los 2000
En esta década, Chile se convierte en el país con mayor PIB per cápita (PPA) en el año 2005.
| Año  | Chile      | México     | Venezuela  | Argentina  | Uruguay    | Brasil     | Panamá     | Costa Rica | República Dominicana | Colombia   | Paraguay  |
| ---- | ---------- | ---------- | ---------- | ---------- | ---------- | ---------- | ---------- | ---------- | -------------------- | ---------- | --------- |
| 2000 | 11.159 USD | 12.836 USD | 11.639 USD | 11.633 USD | 11.030 USD | 9.104 USD  | 8.329 USD  | 8.142 USD  | 6.812 USD            | 6.772 USD  | 6.695 USD |
| 2001 | 11.635 USD | 12.899 USD | 12.102 USD | 11.257 USD | 10.837 USD | 9.307 USD  | 8.394 USD  | 8.304 USD  | 7.040 USD            | 6.952 USD  | 6.662 USD |
| 2002 | 12.061 USD | 12.916 USD | 11.020 USD | 10.089 USD | 10.170 USD | 9.616 USD  | 8.546 USD  | 8.572 USD  | 7.372 USD            | 7.147 USD  | 6.642 USD |
| 2003 | 12.745 USD | 13.180 USD | 10.200 USD | 11.105 USD | 10.480 USD | 9.797 USD  | 8.907 USD  | 8.976 USD  | 7.316 USD            | 7.479 USD  | 6.940 USD |
| 2004 | 13.814 USD | 13.878 USD | 12.194 USD | 12.303 USD | 11.290 USD | 10.514 USD | 9.647 USD  | 9.473 USD  | 7.608 USD            | 7.990 USD  | 7.288 USD |
| 2005 | 14.932 USD | 14.450 USD | 13.658 USD | 13.681 USD | 12.472 USD | 11.062 USD | 10.466 USD | 10.006 USD | 8.480 USD            | 8.524 USD  | 7.546 USD |
| 2006 | 16.161 USD | 15.350 USD | 15.231 USD | 15.090 USD | 13.361 USD | 11.724 USD | 11.497 USD | 10.906 USD | 9.435 USD            | 9.266 USD  | 8.018 USD |
| 2007 | 17.277 USD | 15.890 USD | 16.754 USD | 16.728 USD | 14.616 USD | 12.638 USD | 13.000 USD | 11.949 USD | 10.293 USD           | 10.042 USD | 8.540 USD |
| 2008 | 18.083 USD | 16.134 USD | 17.706 USD | 17.567 USD | 15.945 USD | 13.397 USD | 14.299 USD | 12.570 USD | 10.704 USD           | 10.454 USD | 9.120 USD |
| 2009 | 17.796 USD | 15.147 USD | 16.993 USD | 16.472 USD | 16.654 USD | 13.328 USD | 14.318 USD | 12.357 USD | 10.758 USD           | 10.525 USD | 9.011 USD |

### Tasas de crecimiento de Chile versus las de América Latina
El FMI tiene todas las tasas de crecimiento anuales de todos los países desde 1980.
Chile desde el año 1980 siempre se ha destacado por estar año a año entre los países que más crecen y menos caen.

#### Década de los 80
En los años 80 sucede la "Década perdida de América Latina", donde especialmente Chile tiene una fuerte crisis en los años 1982 y 1983. Aun así, durante el resto de la década Chile tiene tasas de crecimiento muy altas, promediando un 6,3% en los años venideros (1984-1989).
Si se calcula el promedio de crecimiento de los años comprendidos entre 1980 y 1989, da como resultado que Chile fue el tercer país con mayor crecimiento de América Latina con una tasa promedio de 3,57% anual, solo por detrás de República Dominicana con 3,80% y Paraguay con 3,93%.

#### Década de los 90
Durante los años comprendidos entre 1990 y 1999, Chile logra ser el país con mayor crecimiento anual promedio entre todos sus pares latinos, con una tasa de 6,11%. Superando a Panamá con un 6,09%, República Dominicana con un 4,98% y a Costa Rica con un 4,92%.

#### Década de los 2000
Los promedios de las tasas de crecimiento de los países latinoamericanos durante los años 2000 y 2009, indican que Chile fue el sexto país con mayor crecimiento. El país tuvo un crecimiento promedio anual de 4,26%. Esta cifra sigue siendo significativamente alta respecto a sus pares latinos, ya que Chile, al tener un volumen de PIB más alto, un porcentaje bajo aún hace crecer más al país que un porcentaje de crecimiento alto de un país más pequeño. Por ejemplo, en el año 2005, Honduras terminó con un PIB de 9.760 millones de USD y Chile con 122.350 millones de USD. Al año siguiente crecieron 6,6% y 6,1% respectivamente. Honduras ganó 1.160 millones de USD y Chile 31.560 millones de USD, es decir, Chile en un solo año generó lo equivalente a 2.89 economías hondureñas de 2006 en un año.
Durante esta década sucedió la crisis subprime, donde varias economías latinoamericanas entraron en recesión, como el caso de Chile que tuvo un retroceso del -1,1% en el 2009. Chile tuvo mejor rendimiento que Argentina y México, que tuvieron una caída de -5,9% y -5,3% respectivamente. Pero, otra parte de Latinoamérica tuvo crecimientos, como Uruguay con un 4,2%, Bolivia con un 3,4%, y Perú con un 1,1%. 
El rendimiento chileno fue superado por Panamá con un 5,61%, Perú con un 5,05%, Honduras con un 4,52%, República Dominicana con 4,31%, y finalmente, Costa Rica con 4,28%.

#### Década del 2010
Chile en el año 2014 empezaría un periodo de 4 años seguidos donde el crecimiento anual se mantendría sostenido entre 1,3% y 2,2%. Este bajo crecimiento sostenido en el tiempo, no se había visto desde que se implementó el nuevo modelo económico en 1975. De hecho Chile, en periodos sin recesión, no pasaba más de un año seguido creciendo menos de 3% desde 1965. El promedio de crecimiento en el periodo 2014-2019 sería de 1,97%.
Hablando de la década completa, Panamá seguiría con su racha de crecimiento promediando un 6,19% en este periodo que abarca los años 2010-2019. Esta cifra supera el récord hecho por Chile en la década de los 90 de lograr un crecimiento anual promedio de 6,11% en 10 años. Esto quita el puesto a Chile como el país que más creció en una década dentro de América Latina.
Chile en el periodo 2010-2019 crecería a un ritmo promedio de 3,33%, quedando en el puesto 10 de los países que más crecieron en el vecindario latinoamericano.

## Evolución histórica del Producto Bruto Interno (nominal)

### Década de 1960
A comienzos de la Años 60, Chile poseía un Producto Bruto Interno (nominal) de 4212 millones de dólares. Para el año 1969, el PBI del país llegó a los USD 8180 millones. La economía chilena tuvo un crecimiento del 94,2%durante esta década con respecto al PBI del año 1960.
| Gráfica del crecimiento del Producto Bruto Interno de Chile 1960-1969 |
| --------------------------------------------------------------------- |
|                                                                       |
| Fuente: Banco Mundial                                                 |
| Gráfica elaborada por: Wikipedia                                      |

### Década de 1970
A comienzos de la Años 70, Chile poseía un Producto Bruto Interno (nominal) de 8981 millones de dólares. Para el año 1979, el PBI del país llegó a los 20 730 millones. La economía chilena tuvo un crecimiento del 130,8% durante esta década con respecto al PBI del año 1970.
| Gráfica del crecimiento del Producto Bruto Interno de Chile 1970-1979 |
| --------------------------------------------------------------------- |
|                                                                       |
| Fuente: Banco Mundial                                                 |
| Gráfica elaborada por: Wikipedia                                      |

### Década de 1980
A comienzos de la Años 80, Chile poseía un Producto Bruto Interno (nominal) de 28 700 millones de dólares. Para el año 1989, el PBI del país llegó a los 29 547 millones. La economía chilena tuvo un crecimiento del 2,9% durante esta década con respecto al PBI del año 1980.
| Gráfica del crecimiento del Producto Bruto Interno de Chile 1980-1989 |
| --------------------------------------------------------------------- |
|                                                                       |
| Fuente: Fondo Monetario Internacional y Banco Mundial                 |
| Gráfica elaborada por: Wikipedia                                      |

### Década de 1990
A comienzos de la Años 90, Chile poseía un Producto Bruto Interno (nominal) de 32 851 millones de dólares. Para el año 1999, el PBI del país llegó a los 75 237 millones. La economía chilena tuvo un crecimiento del 129,1 % durante esta década con respecto al PBI del año 1990.
| Gráfica del crecimiento del Producto Bruto Interno de Chile 1990-1999 |
| --------------------------------------------------------------------- |
|                                                                       |
| Fuente: Fondo Monetario Internacional y Banco Mundial                 |
| Gráfica elaborada por: Wikipedia                                      |

### Década de 2000
A comienzos de la Años 2000, Chile poseía un Producto Bruto Interno (nominal) de 77 982 millones de dólares. Para el año 2009, el PBI del país llegó a los 172 107 millones. La economía chilena tuvo un crecimiento del 120,7% durante esta década con respecto al PBI del año 2000.
| Gráfica del crecimiento del Producto Bruto Interno de Chile 2000-2009 |
| --------------------------------------------------------------------- |
|                                                                       |
| Fuente: Fondo Monetario Internacional y Banco Mundial                 |
| Gráfica elaborada por: Wikipedia                                      |

### Década de 2010
A comienzos de la década de 2010, Chile poseía un Producto Bruto Interno (nominal) de 218 313 millones de dólares. Para el año 2019, el PBI del país llegará a los 305 556 millones. Hasta la actualidad (2019) la economía chilena tuvo un crecimiento del 40,0% durante esta década con respecto al PBI del año 2010.
| Gráfica del crecimiento del Producto Bruto Interno de Chile 2010-2019 |
| --------------------------------------------------------------------- |
|                                                                       |
| Fuente: Fondo Monetario Internacional y Banco Mundial                 |
| Gráfica elaborada por: Wikipedia                                      |

## Evolución histórica del PIB per cápita en precios nominales

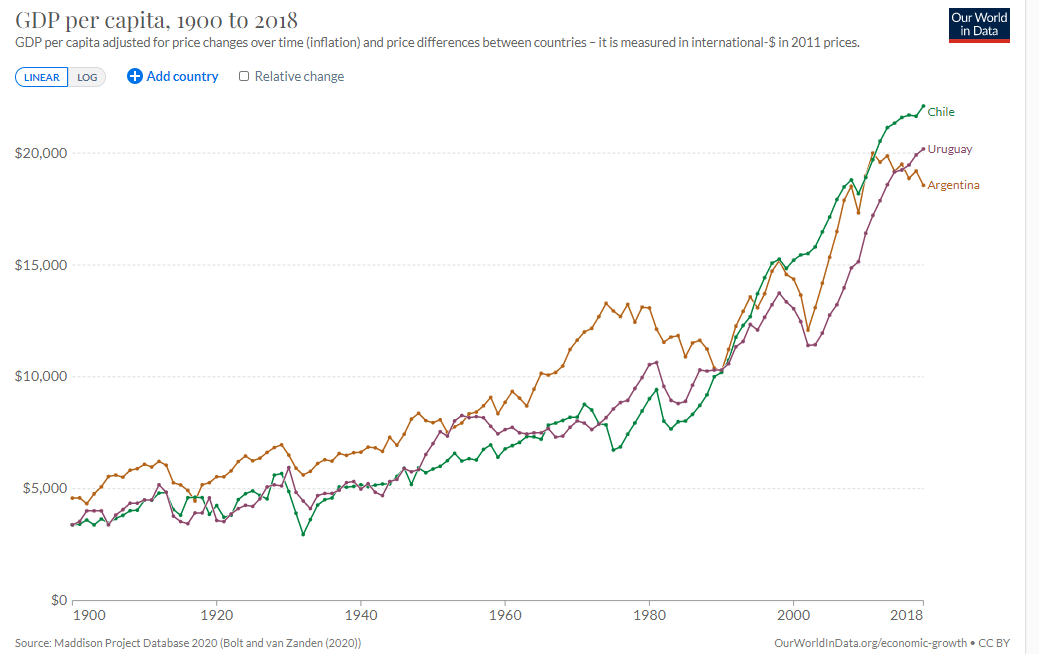
Evolución del PIB Real per cápita de Chile, Argentina y Uruguay.

### Década de 1960 y Década de 1970.
El PBI per cápita de Chile a principios de los años 60 fue de 547 dólares. A finales de la década (1969), Chile llegó a los 872 dólares, habiendo elevado en un 59,4 % su PBI per cápita con respecto a 1960.
El PBI per cápita de Chile a principios de los años 70 fue de 939 dólares. A finales de la década (1979), Chile llegó a los 1873 dólares, habiendo elevado en un 99,4 % su PBI per cápita con respecto a 1970.
| Año  | PBI percápita en Dólar US$ | Año  | PBI percápita en Dólar US$ |
| 1960 | 547 Dólares                | 1970 | 939 Dólares                |
| 1961 | 598 Dólares                | 1971 | 1.098 Dólares              |
| 1962 | 683 Dólares                | 1972 | 1.163 Dólares              |
| 1963 | 666 Dólares                | 1973 | 1.625 Dólares              |
| 1964 | 688 Dólares                | 1974 | 1.515 Dólares              |
| 1965 | 703 Dólares                | 1975 | 693 Dólares                |
| 1966 | 797 Dólares                | 1976 | 931 Dólares                |
| 1967 | 769 Dólares                | 1977 | 1.243 Dólares              |
| 1968 | 770 Dólares                | 1978 | 1.412 Dólares              |
| 1969 | 872 Dólares                | 1979 | 1.873 Dólares              |

### Década de 1980 y década de 1990
El PBI percápita de Chile a principios de los años 80 fue de 2568 dólares. A finales de la década (1989), Chile llegó a los 2279 dólares, habiendo decrecido en un 12,6% su PBI percápita con respecto a 1980.
El PBI percápita de Chile a principios de los años 90 fue de 2493 dólares. A finales de la década (1999), Chile llegó a los 4951 dólares, habiendo elevado en un 98,5% su PBI percápita con respecto a 1990.
| Año  | PBI percápita en Dólar US$ | Año  | PBI percápita en Dólar US$ |
| 1980 | 2.568 Dólares              | 1990 | 2.493 Dólares              |
| 1981 | 2.991 Dólares              | 1991 | 2.817 Dólares              |
| 1982 | 2.195 Dólares              | 1992 | 3.371 Dólares              |
| 1983 | 1.754 Dólares              | 1993 | 3.544 Dólares              |
| 1984 | 1.680 Dólares              | 1994 | 4.018 Dólares              |
| 1985 | 1.418 Dólares              | 1995 | 5.090 Dólares              |
| 1986 | 1.498 Dólares              | 1996 | 5.322 Dólares              |
| 1987 | 1.736 Dólares              | 1997 | 5.734 Dólares              |
| 1988 | 2.012 Dólares              | 1998 | 5.437 Dólares              |
| 1989 | 2.279 Dólares              | 1999 | 4.951 Dólares              |

### Década de 2000 y los 2010
El PBI per cápita de Chile a principios de los años 2000 fue de 5.064 dólares. A finales de la década (2009), Chile llegó a los 10 197 dólares, habiendo elevado en un 101,3% su PBI per cápita con respecto al año 2000.
El PBI per cápita de Chile a principios de los años 2010 fue de 12 864 dólares. Hasta mediados de la década (2017), Chile llegó a los 15 151 dólares, habiendo elevado en un 24.1% su PBI per cápita con respecto al año 2010.
| Año  | PBI per cápita Nominal en Dólar US$ | Año  | PBI per cápita Nominal en Dólar US$ |
| 2000 | 5.103 Dólares                       | 2010 | 12.765 Dólares                      |
| 2001 | 4.611 Dólares                       | 2011 | 14.638 Dólares                      |
| 2002 | 4.477 Dólares                       | 2012 | 15.398 Dólares                      |
| 2003 | 4.823 Dólares                       | 2013 | 15.842 Dólares                      |
| 2004 | 6.185 Dólares                       | 2014 | 14.675 Dólares                      |
| 2005 | 7.561 Dólares                       | 2015 | 13.567 Dólares                      |
| 2006 | 9.418 Dólares                       | 2016 | 13.788 Dólares                      |
| 2007 | 10.457 Dólares                      | 2017 | 15.034 Dólares                      |
| 2008 | 10.797 Dólares                      | 2018 | 15.820 Dólares                      |
| 2009 | 10.205 Dólares                      | 2019 | 14.616 Dólares                      |

### Década de los 2020
| Año  | PBI per cápita Nominal en Dólar US$ |  |
| 2020 | 13.163 Dólares                      |  |
| 2021 | 16.186 Dólares                      |  |
| 2022 | 15.411 Dólares                      |  |
| 2023 | 17.093 Dólares                      |  |
| 2024 | 16.620 Dólares                      |  |
| 2025 | 18.550 Dólares                      |  |
| 2026 | 19.260 Dólares                      |  |
| 2027 | 20.010 Dólares                      |  |

## Tratados de libre comercio de Chile

### Características

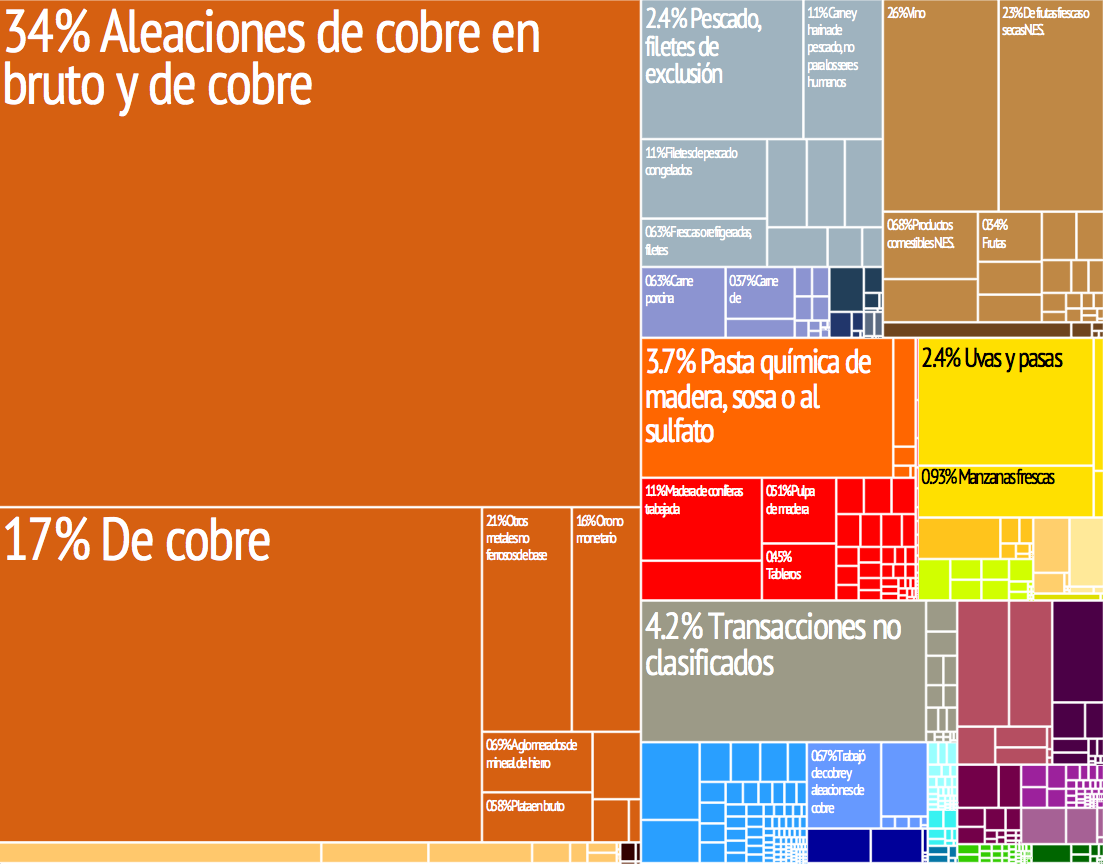
Representación gráfica de los productos de exportación del país en 28 categorías codificadas por color.

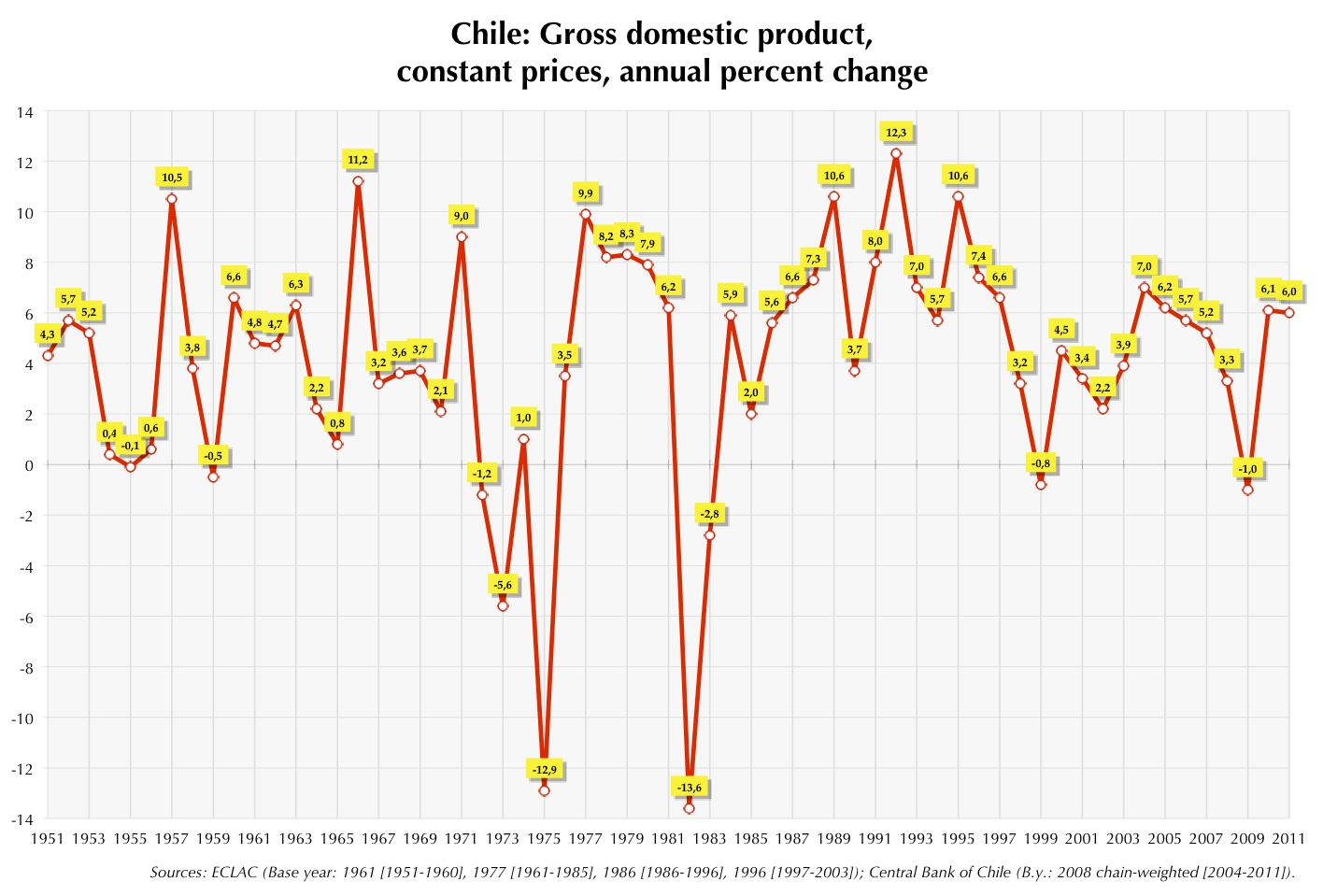
Crecimiento económico de Chile desde 1951 hasta 2011.

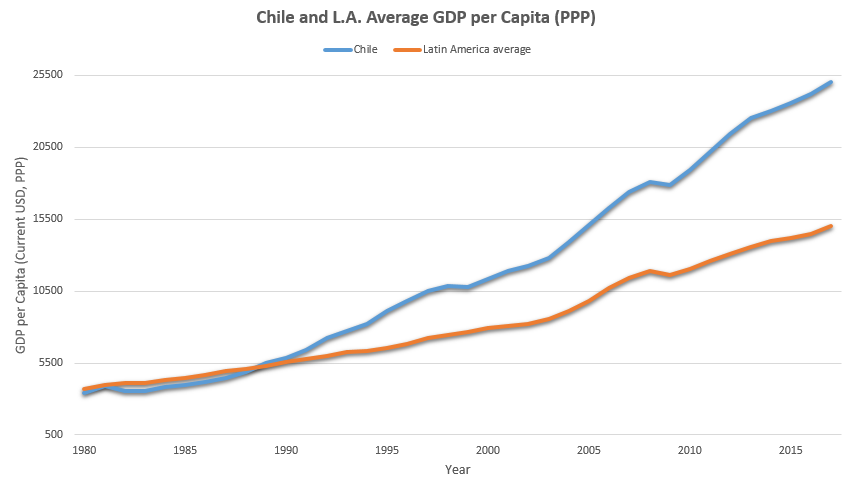
PIB per cápita en Chile (azul) y en América Latina (naranjo) entre 1980 y 2017.

La economía chilena se caracteriza por ser abierta, orientada al libre comercio es uno de los países con mayor número de tratados firmados (entre otros con NAFTA, Unión Europea, EFTA, India, Mercosur, Japón, Australia, Corea del Sur, China, Vietnam) le da acceso a la mayor parte del mercado mundial de bienes y servicios.
Desde fines de la década de 1990, Chile se ha adherido a una serie de tratados de libre comercio (TLC) con países tanto de América Latina como del resto del mundo, destacando entre ellos los firmados con las principales economías del mundo. A la fecha a través de los tratados de comercio firmados, Chile actualmente posee libre acceso a los principales mercados en el mundo, alcanzando más de 4200 millones de personas distribuidas en los cinco continentes. Hasta la fecha se han suscrito 21 Acuerdos Comerciales con 58 países.

### Tratados comerciales de Chile
| Tratado                 | País(es)                            | Fecha de suscripción    | Fecha de entrada en vigencia |
| ----------------------- | ----------------------------------- | ----------------------- | ---------------------------- |
| TLC Canadá-Chile        | Canadá                              | 5 de diciembre de 1996  | 5 de julio de 1997           |
| TLC Chile-México        | México                              | 17 de abril de 1998     | 1 de agosto de 1999          |
| TLC Chile-Centroamérica | Costa Rica                          | 18 de octubre de 1999   | 14 de febrero de 2002        |
| TLC Chile-Centroamérica | El Salvador                         | 30 de noviembre de 2000 | 3 de junio de 2002           |
| TLC Chile-Centroamérica | Honduras                            | 22 de noviembre de 2005 | 19 de julio de 2008          |
| TLC Chile-Centroamérica | Guatemala                           | 7 de diciembre de 2007  | 23 de marzo de 2010          |
| TLC Chile-Centroamérica | Nicaragua                           | 22 de febrero de 2011   | 19 de marzo de 2013          |
| AAE Chile-UE            | Unión Europea (27 Estados miembros) | 8 de noviembre de 2002  | 1 de febrero de 2003         |
| TLC Chile-EE. UU.       | Estados Unidos                      | 6 de junio de 2003      | 1 de enero de 2004           |
| TLC Chile-Corea         | Corea del Sur                       | 15 de febrero de 2003   | 1 de abril de 2004           |
| TLC Chile-EFTA          | Islandia                            | 26 de junio de 2003     | 1 de diciembre de 2004       |
| TLC Chile-EFTA          | Liechtenstein                       | 26 de junio de 2003     | 1 de diciembre de 2004       |
| TLC Chile-EFTA          | Noruega                             | 26 de junio de 2003     | 1 de diciembre de 2004       |
| TLC Chile-EFTA          | Suiza                               | 26 de junio de 2003     | 1 de diciembre de 2004       |
| TLC Chile-China         | China                               | 18 de noviembre de 2005 | 1 de octubre de 2006         |
| Pacífico-4 (P-4)        | Brunéi                              | 18 de julio de 2005     | 8 de noviembre de 2006       |
| Pacífico-4 (P-4)        | Nueva Zelanda                       | 18 de julio de 2005     | 8 de noviembre de 2006       |
| Pacífico-4 (P-4)        | Singapur                            | 18 de julio de 2005     | 8 de noviembre de 2006       |
| TLC Chile-Panamá        | Panamá                              | 27 de junio de 2006     | 7 de marzo de 2008           |
| TLC Chile-Colombia      | Colombia                            | 27 de noviembre de 2006 | 8 de mayo de 2009            |
| TLC Chile-Perú          | Perú                                | 22 de agosto de 2006    | 1 de enero de 2009           |
| AAE Chile-Japón         | Japón                               | 27 de marzo de 2007     | 3 de septiembre de 2007      |
| TLC Australia-Chile     | Australia                           | 30 de junio de 2008     | 6 de marzo de 2009           |
| TLC Chile-Turquía       | Turquía                             | 14 de julio de 2009     | 1 de marzo de 2011           |
| TLC Chile-Malasia       | Malasia                             | 13 de noviembre de 2010 | 18 de abril de 2012          |
| TLC Chile-Vietnam       | Vietnam                             | 12 de noviembre de 2011 | 1 de enero de 2014           |
| TLC Chile-Hong Kong     | Hong Kong                           | 7 de septiembre de 2012 | 1 de diciembre de 2014       |
| TLC Chile-Tailandia     | Tailandia                           | 4 de octubre de 2013    | 5 de noviembre de 2015       |

AAE: Acuerdos de Asociación Económica.

## Comercio exterior
Chile es miembro de la OCDE, grupo que solo integran Canadá, Estados Unidos, México y Colombia en el continente. También al Acuerdo Estratégico Trans-Pacífico de Asociación Económica y a la APEC.

### Exportaciones
|                                                                                        |
| Exportaciones de Chile del periodo 2010 hasta 2020 expresadas en USD valor FOB. Fuente |

En 2020, Chile fue el 44.º mayor exportador (por exportaciones de mercancías) del mundo (US $ 69 mil millones), 0,4% del total mundial.
En 2012, las exportaciones de Chile llegaron a USD 78 280 millones, siendo los principales productos, cobre y derivados que concentran casi el 57 % de las exportaciones, frutas en general, productos de pescados, papel, pulpa química y vinos.
El primer sector exportador es la minería con USD 48 827 millones seguido del sector industrial con USD 24 937 millones seguido del sector agrícola.
Los principales destinos de las exportaciones chilenas se concentran en China con 23,9 %, Estados Unidos con 12,2 %, Japón con 10,6 % y Brasil con 5,5 %.
Chile es el mayor productor mundial de cobre, litio y yodo, cuenta con el 38 % de las reservas mundiales de ese mineral. La empresa estatal Codelco explota, entre otros, los yacimientos de Chuquicamata y El Teniente, la mina a cielo abierto y la mina de cobre subterránea más grandes del mundo, respectivamente, aunque la primera fue desplazada en producción por Escondida de propiedad de BHP Billiton. Además, Chile posee el 39 % de las reservas de litio en Sudamérica, seguido por la Argentina con 32 %, y Bolivia con 28 %. En 2010, el 42 % de la producción mundial de este mineral se concentraba en Chile y el 17 %, en Argentina.
Además de explotar sus propios recursos domésticos, Chile participa en numerosos proyectos mineros extranjeros, ya sea como inversionista o como proveedor de ingeniería y servicios, en países como Australia, Pakistán y Perú, entre otros. Desde mayo de 2010, Chile pasó a integrar la OCDE. Además, el país ostenta el IDH más alto de la región, seguido de Argentina y Uruguay.
Además de la industria minera, Chile también es el mayor productor mundial de uvas frescas acaparando el 21,7 de los envíos globales, arándanos azules frescos, ciruelas, manzanas deshidratadas
salmón, truchas y carbonato de litio
Se presentan a continuación los principales socios comerciales de Chile para el periodo 2010 hasta 2020. La mayoría de sus importadores están en Asia y América salvo Países Bajos. Las cifras expresadas son en dólares estadounidenses valor FOB.
|                                       | FechaPaís importador | 2010           | 2011           | 2012           | 2013           | 2014           | 2015           | 2016           | 2017           | 2018           | 2019           | 2020           |
| ------------------------------------- | -------------------- | -------------- | -------------- | -------------- | -------------- | -------------- | -------------- | -------------- | -------------- | -------------- | -------------- | -------------- |
| Bandera de la República Popular China | China                | 16.451.675.014 | 18.347.102.706 | 17.820.233.914 | 19.106.561.844 | 18.217.898.610 | 16.369.504.765 | 16.298.569.730 | 17.947.899.389 | 24.491.758.252 | 21.669.521.137 | 22.113.745.601 |
| Bandera de Estados Unidos             | Estados Unidos       | 6.394.881.935  | 8.586.294.938  | 8.769.008.019  | 9.458.540.952  | 8.485.226.995  | 8.053.926.253  | 7.895.589.745  | 9.369.919.508  | 10.218.059.637 | 9.309.444.024  | 8.183.925.382  |
| Bandera de Japón                      | Japón                | 7.103.117.233  | 9.175.821.455  | 8.428.515.294  | 7.536.580.101  | 7.746.825.936  | 5.481.976.901  | 5.026.865.253  | 5.755.298.309  | 6.828.884.111  | 6.320.776.796  | 5.353.443.720  |
| Bandera de Corea del Sur              | Corea del Sur        | 3.935.878.532  | 4.449.608.844  | 4.632.127.814  | 4.273.946.447  | 4.558.412.704  | 4.102.645.530  | 4.042.277.632  | 4.078.033.596  | 4.359.841.423  | 4.582.101.248  | 3.603.378.920  |
| Bandera de Brasil                     | Brasil               | 4.139.807.105  | 4.467.218.315  | 4.393.356.552  | 4.508.920.737  | 4.021.714.066  | 3.110.391.258  | 2.875.592.363  | 3.811.201.178  | 3.423.815.706  | 3.127.403.921  | 2.612.089.700  |
| Bandera de los Países Bajos           | Países Bajos         | 2.424.133.125  | 3.703.984.128  | 2.702.543.004  | 2.443.193.223  | 2.146.516.780  | 1.593.166.987  | 1.576.702.948  | 1.591.400.507  | 1.576.533.262  | 1.545.152.012  | 1.168.039.191  |
| Bandera de la India                   | India                | 1.581.891.552  | 1.964.945.515  | 2.636.777.962  | 2.182.499.732  | 2.571.665.713  | 2.026.755.126  | 1.398.411.408  | 1.742.123.056  | 1.487.755.087  | 1.118.565.123  | 773.156.291    |
| Bandera de Italia                     | Italia               | 2.402.256.012  | 2.746.559.784  | 2.022.718.068  | 1.648.735.930  | 1.649.422.012  |                |                |                |                |                |                |
| Bandera de Taiwán                     | Taiwán               | 2.021.893.590  | 2.121.415.026  | 1.829.119.881  | 1.634.758.825  | 1.694.414.644  | 1.431.512.203  | 1.071.786.786  | 1.228.555.106  | 1.285.810.881  | 1.513.060.301  | 1.075.927.382  |
| Bandera de México                     | México               | 1.829.211.028  | 1.910.942.042  | 1.315.259.468  | 1.328.003.753  | 1.311.583.809  |                |                |                |                |                |                |
| Bandera de Perú                       | Perú                 |                |                |                |                |                | 1.316.331.550  | 1.255.110.385  | 1.400.780.083  | 1.516.695.412  | 1.619.065.617  | 1.282.600.257  |
| Bandera de España                     | España               |                |                |                |                |                | 1.193.641.706  | 1.287.552.828  | 1.622.850.099  | 1.668.637.939  | 1.643.529.150  | 939.180.273    |
| Resto del mundo                       | Resto del mundo      | 17.444.242.774 | 20.871.449.258 | 20.004.593.817 | 19.989.940.800 | 19.674.608.485 | 15.767.258.958 | 13.594.973.930 | 15.743.992.095 | 16.492.417.783 | 14.780.263.130 | 12.346.845.557 |
| Total                                 | Total                | 65.728.987.901 | 78.345.342.010 | 74.554.253.794 | 74.111.682.344 | 72.078.289.754 | 60.447.111.237 | 56.323.433.007 | 64.292.052.927 | 73.350.209.492 | 67.228.882.460 | 59.452.332.276 |

1. 1 2  Italia y México abandonan sus posiciones dentro de los 10 países a los que más exporta Chile desde el año 2015.
2. 1 2  España y Perú pasan a ser de los diez países a los que más exporta Chile desde el año 2015.

### Importaciones
| |                                                                                        |
| Importaciones de Chile del periodo 2010-hasta septiembre de 2015 expresadas en USD valor FOB. Fuente | Importaciones de Chile del periodo 2015 hasta 2020 expresadas en USD valor FOB. Fuente |

En 2012, Chile recibió importaciones por la suma de USD 74 278 millones, instalándose como la tercera economía en cuanto a importaciones, por debajo de México y Brasil. Los principales productos importados son petróleo y sus derivados, químicos, equipamiento eléctrico y telecomunicaciones, maquinaria industrial, vehículos y gas natural.
Los principales países de donde provinieron estas importaciones fueron Estados Unidos con 21,9 %, China con 18,2 %, Argentina con 6,7 % y Brasil con 6,5 %.
Se presentan a continuación las mercancías de mayor peso en las importaciones de Chile para el período 2010-hasta septiembre de 2015. Las cifras están expresadas en dólares estadounidenses valor FOB.
| FechaMercadería por capítulo arancelario | 2010           | 2011           | 2012           | 2013           | 2014           | 2015           | 2016           | 2017           | 2018           | 2019           | 2020           |
| --- | -------------- | -------------- | -------------- | -------------- | -------------- | -------------- | -------------- | -------------- | -------------- | -------------- | -------------- |
| 27 - combustibles minerales, aceites minerales y productos de su destilación; materias bituminosas; ceras minerales                                                                                  | 10.806.270.356 | 15.110.786.589 | 15.319.397.765 | 14.452.598.153 | 13.417.753.497 | 6.943.838.825  | 6.643.409.509  | 8.708.464.113  | 11.106.293.305 | 10.006.669.160 | 6.314.969.820  |
| 84 - calderas, máquinas, aparatos y artefactos mecánicos; partes de estas máquinas o aparatos | 6.799.069.561  | 8.518.912.723  | 9.228.099.033  | 9.348.752.213  | 7.729.761.271  | 6.875.203.268  | 6.623.919.864  | 7.204.114.207  | 7.843.047.451  | 8.121.925.876  | 7.428.163.020  |
| 87 - vehículos automóviles, tractores, velocípedos y demás vehículos terrestres, sus partes y accesorios                                                                                             | 5.983.093.187  | 7.336.278.167  | 7.693.110.463  | 7.960.045.174  | 6.218.159.634  | 5.122.020.734  | 5.595.259.550  | 7.101.771.899  | 8.533.332.367  | 6.900.050.253  | 4.071.136.574  |
| 85 - máquinas, aparatos y material eléctrico, y sus partes | 4.458.385.573  | 5.219.622.297  | 5.810.913.744  | 6.622.930.567  | 5.934.715.728  | 5.521.885.356  | 6.174.802.592  | 5.816.613.718  | 5.961.516.012  | 5.742.324.087  | 6.799.832.825  |
| 39 - plásticos y sus manufacturas | 1.725.087.296  | 2.016.349.899  | 2.144.164.742  | 2.237.978.648  | 2.189.443.533  | 1.952.347.957  | 1.950.462.764  | 2.092.008.782  | 2.280.460.313  | 2.123.294.578  | 1.980.431.508  |
| 72 - fundición, hierro y acero | 1.388.960.329  | 1.263.285.895  | 1.430.769.297  | 1.218.845.921  | 1.175.142.115  | 992.693.627    | 855.366.430    | 1.105.486.519  | 1.390.358.633  | 1.361.428.428  | 960.139.514    |
| 73 - manufacturas de fundición, hierro o acero | 846.635.358    | 1.053.166.113  | 1.199.345.460  | 1.193.688.321  | 1.209.396.247  | 1.155.816.866  | 993.111.925    | 1.013.597.282  | 1.220.186.970  | 1.307.613.650  | 1.089.220.523  |
| 40 - caucho y sus manufacturas | 772.704.319    | 1.052.459.439  | 1.269.328.811  | 1.282.994.021  | 1.096.444.265  |                |                |                |                |                |                |
| 02 - carne y despojos comestibles |                |                |                |                |                | 894.852.080    | 1.125.489.394  | 1.329.259.137  | 1.400.963.385  | 1.451.211.042  | 1.427.408.327  |
| 90 - instrumentos y aparatos de óptica, fotografía o cinematografía, de medida, control o precisión; instrumentos y aparatos medicoquirurgicos; partes y accesorios de estos instrumentos o aparatos | 770.444.386    | 994.164.538    | 1.085.968.189  | 1.142.788.404  | 1.130.330.847  | 1.042.739.011  | 1.141.321.035  | 1.174.664.942  | 1.291.638.864  | 1.294.789.213  | 1.219.583.954  |
| 30 - productos farmacéuticos | 709.916.156    | 842.835.962    | 991.429.344    | 1.124.691.237  | 1.141.844.727  | 1.065.157.141  | 1.152.445.926  | 1.290.145.027  | 1.478.760.719  | 1.595.857.283  | 1.675.445.143  |
| Demás capítulos | 14.734.936.584 | 18.836.128.628 | 20.105.552.539 | 20.703.638.094 | 20.254.032.768 | 17.259.721.383 | 17.891.588.334 | 19.237.176.731 | 20.951.650.850 | 20.370.540.491 | 18.533.143.054 |
| Total | 48.995.503.105 | 62.243.990.250 | 66.278.079.387 | 67.288.950.751 | 61.497.024.632 | 48.826.276.247 | 50.147.177.323 | 56.073.302.358 | 63.458.208.867 | 60.275.704.061 | 51.499.474.262 |

### Deuda externa
A principios de 2016, la deuda externa chilena se situó en USD 159 864 millones, según el Banco Central de Chile, de estas cifras solamente USD 33 928 millones corresponden a la deuda pública que representa un 14,4 % del PIB nacional siendo uno de los países con menor endeudamiento público del planeta a pesar del aumento de la deuda pública en los últimos años.
Actualmente, la calificación de la deuda externa soberana de Chile, que es mayoritariamente privada, es la más favorable en toda América Latina y la tercera más estable en América, después de Canadá y Estados Unidos, y una de las con mejor proyección del mundo desde 2011. La agencia Moody's calificó la deuda de Chile en el rango «Aaa3», mientras que Standard & Poor's la calificó con AA-, ambas calificaciones en la categoría de calidad Alto Grado, mientras que Fitch le dio calificación media-superior con A+.

## Principales industrias

### Industria minera

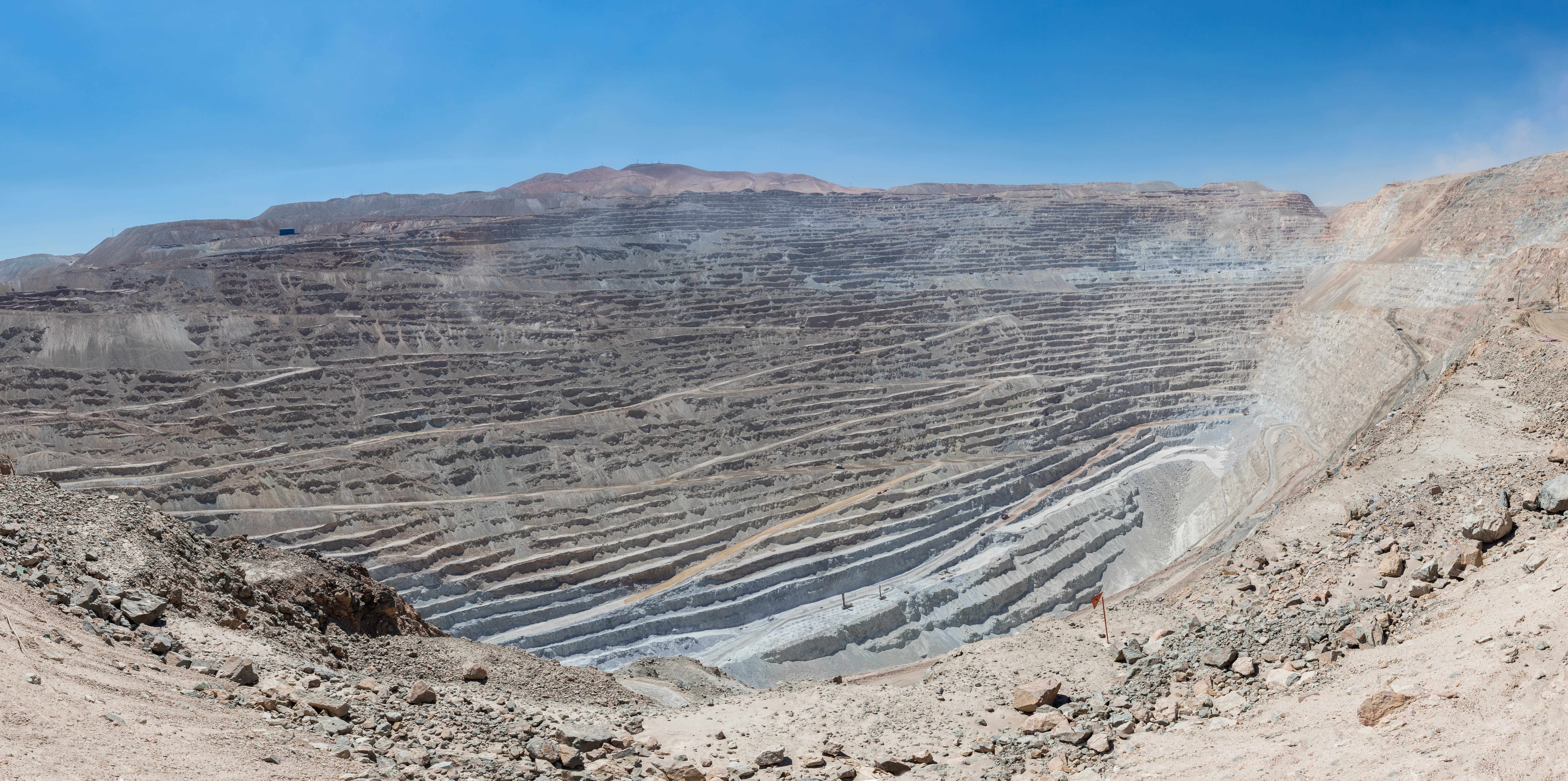
Mina de cobre en Chile

Chile fue, en 2019, el mayor productor mundial de cobre, yodo y renio, el segundo mayor productor de litio y molibdeno, el sexto mayor productor de plata, el séptimo mayor productor de sal, el octavo mayor productor de potasa, el decimotercer productor de azufre y el decimotercer productor de mineral de hierro del mundo. En la producción de oro, entre 2006 y 2017, el país produjo cantidades anuales entre 35,9 toneladas en 2017 a 51,3 toneladas en 2013.
La minería es el motor económico de Chile. Sus inicios en el actual territorio chileno se remontan a las extracciones hechas entre 12 000 y 10 000 años atrás en una mina de óxido de hierro en Taltal, Región de Antofagasta, la más antigua del continente. Siglos más tarde, la sucesiva explotación del carbón en el sur, la plata en Chañarcillo y el salitre en el norte llevó a la minería a jugar un papel primordial en la economía del país.
La minería es responsable del 14,2 % del PIB chileno al 2012 y concentra cerca del 57 % de las exportaciones en esta industria, está presente en 13 de las 15 regiones del país y extrae 25 productos distintos. Es la principal actividad económica de las regiones de Tarapacá, Antofagasta y Atacama y es de gran importancia en las de Coquimbo, Valparaíso y O'Higgins. En Magallanes, la explotación de yacimientos de petróleo es de suma importancia para el suministro interno.
El principal producto comercial de la minería es el cobre, popularmente conocido como el sueldo de Chile. El país es el mayor productor del mundo, satisfaciendo el 36 % del mercado mundial, también es el mayor productor mundial de litio, yodo y cuenta con el 28 % de las reservas mundiales de cobre. La extracción cuprífera representa el 30 % de las exportaciones chilenas —abarcó más del 60 % de ellas en 1970—. La empresa estatal Codelco (1976), la mayor compañía cuprífera del planeta, explota algunos de los principales yacimientos chilenos, como Chuquicamata y El Teniente, las mayores minas a cielo abierto y subterránea del mundo, respectivamente.
La explotación de otros recursos —como hierro, molibdeno, nitrato, oro y plata— también es importante. Además, Chile cuenta con el 39 % de las reservas sudamericanas de litio. En 2010, el 42 % de la producción mundial de este mineral se concentraba en el país.
El lapislázuli, una gema extraída en el norte de Chile, fue declarado piedra nacional en 1984. Fue reemplazado en 1993 por la combarbalita, una roca ornamental semipreciosa que es abundante en la zona de Combarbalá

### Industria agrícola

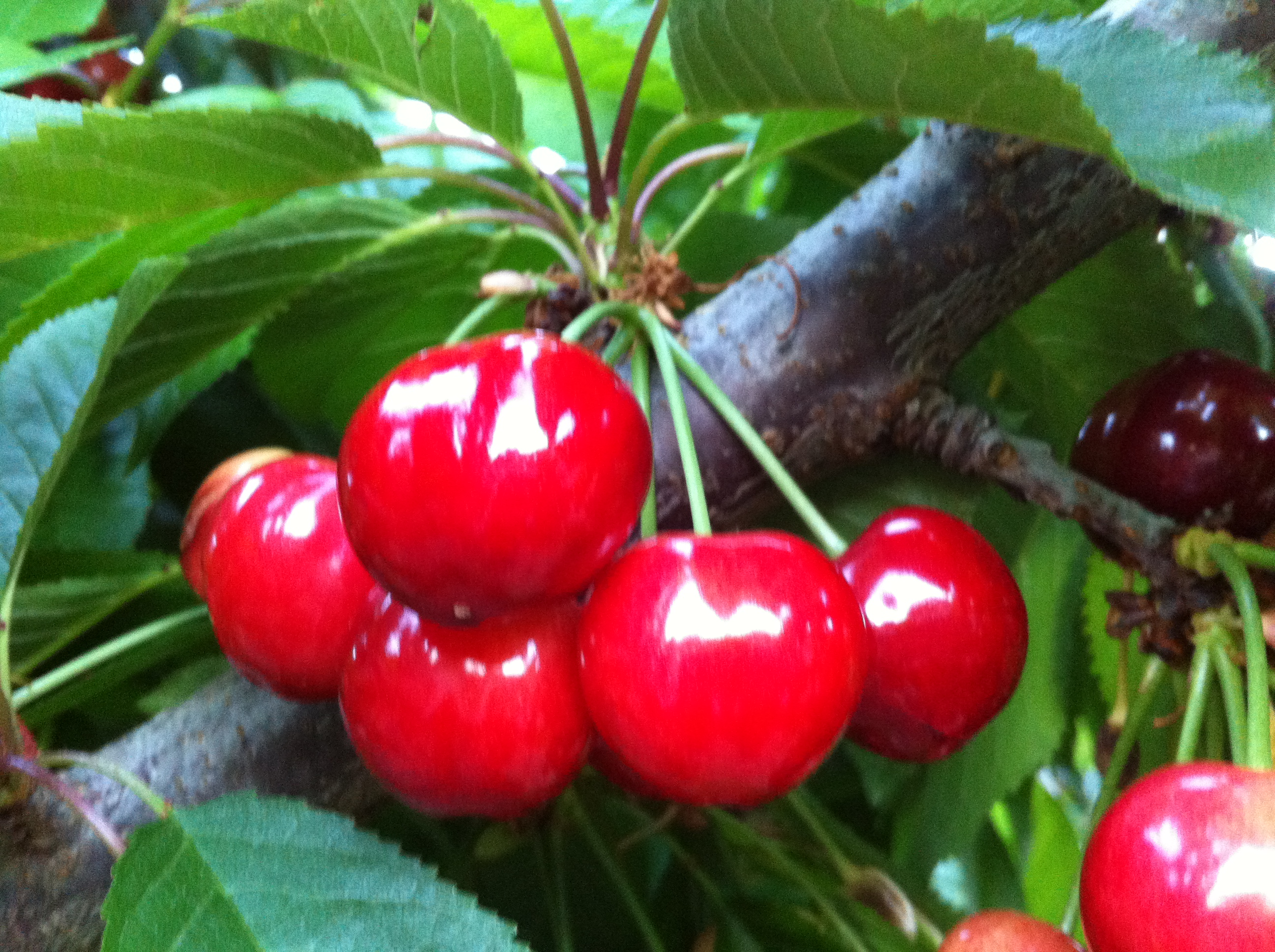
Cerezas chilenas. Chile es uno de los 5 principales productores de cerezas dulces del mundo.

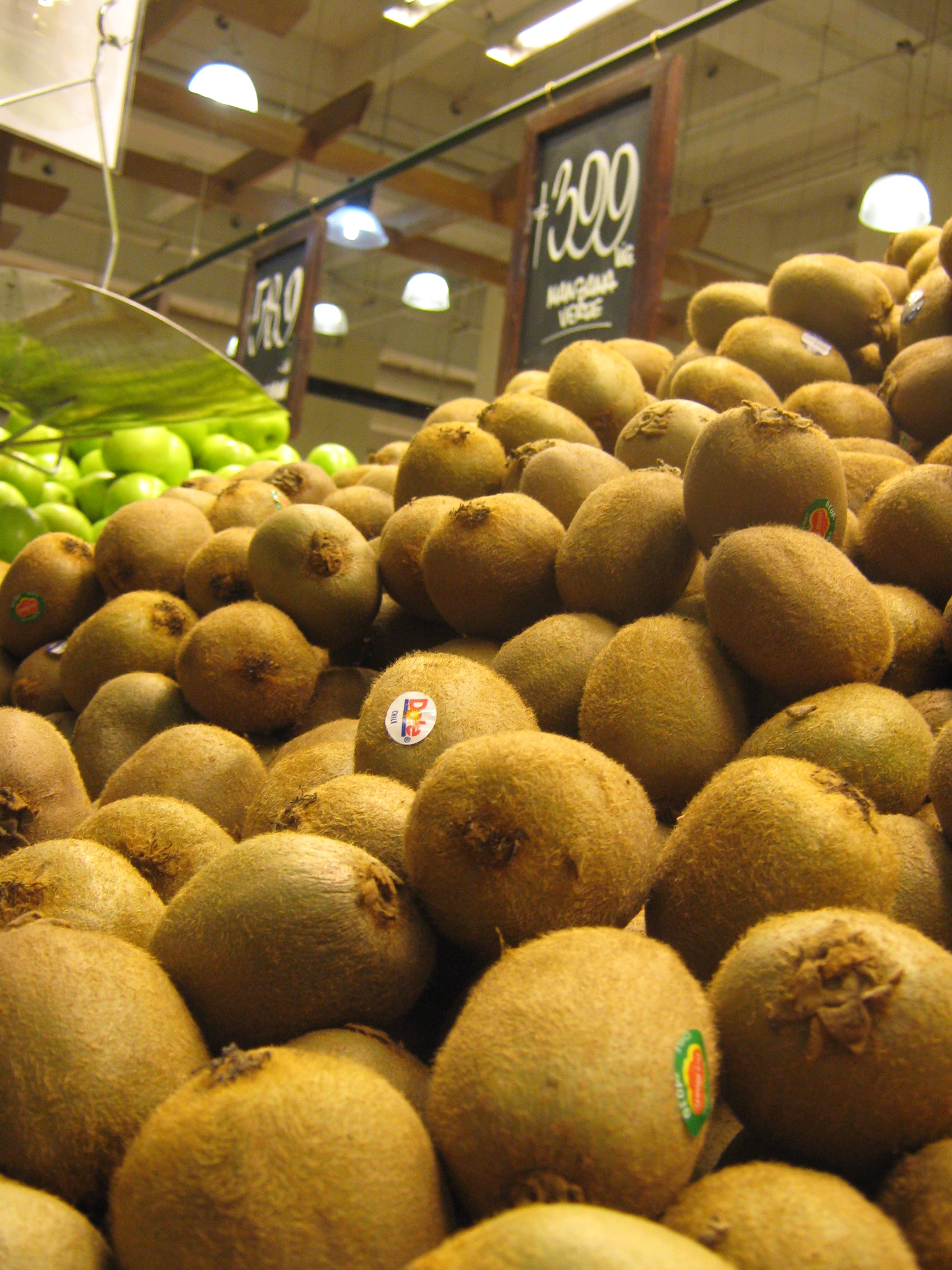
Kiwi chileno. El país es uno de los 10 mayores productores de kiwi del mundo.

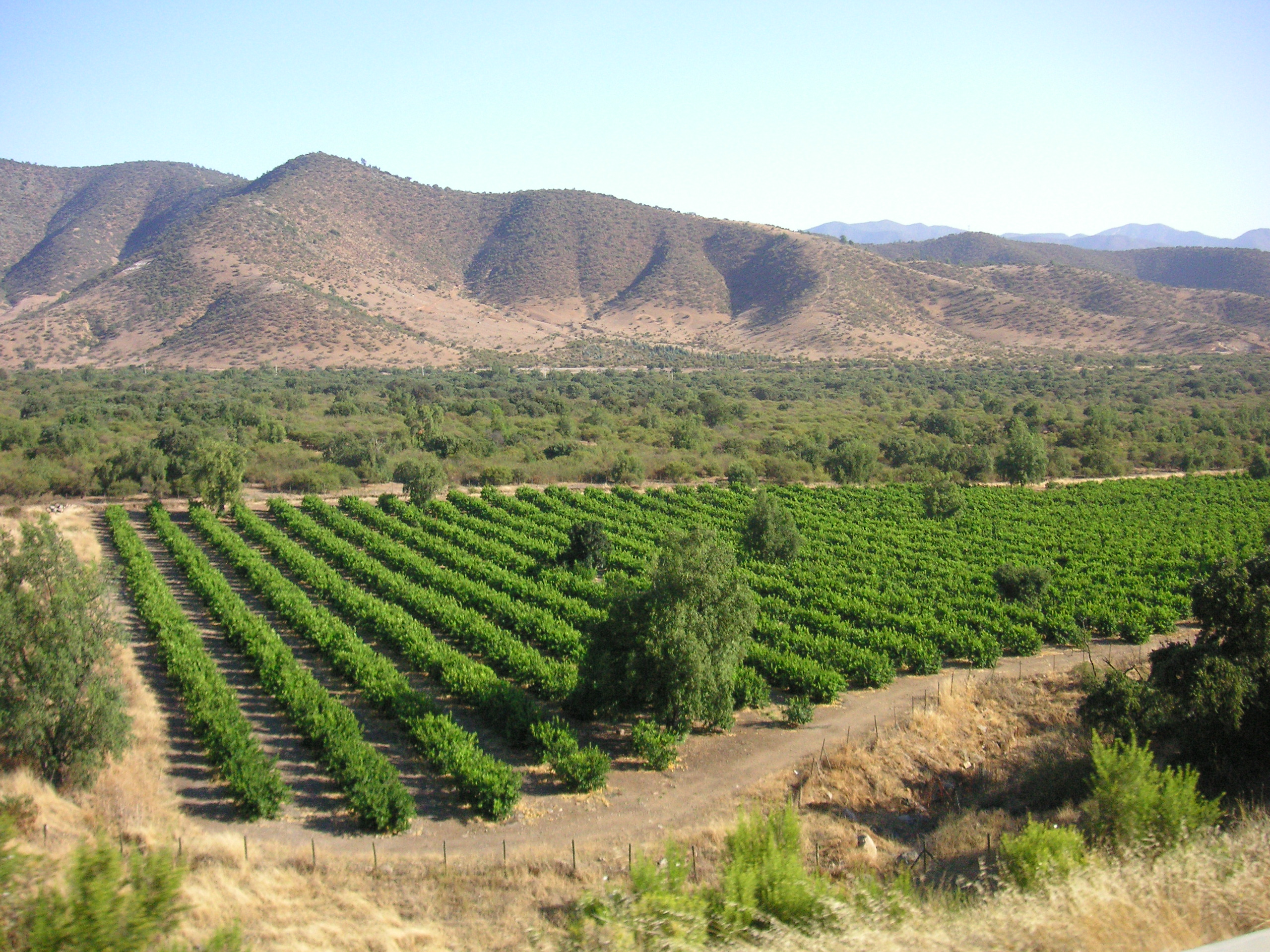
Viñedo chileno en las estribaciones de los Andes. El país es uno de los 10 mayores productores de uva y vino del mundo.

La agricultura, que en 2005 ocupaba al 13,2 % de la mano de obra chilena, y la ganadería son las principales actividades de las regiones del centro y del sur del país.
Esta industria es diversa debido a la geografía de Chile, ofreciendo diversos productos agrícolas. Estos se venden y utilizan tanto internamente como para la exportación. De hecho, la agricultura chilena representa un gran porcentaje de las exportaciones del país a otras naciones.
Durante las últimas dos décadas, las exportaciones de frutas y hortalizas procesadas han estado entre las actividades con mayor desarrollo, alcanzando valores de US$ 612 millones en el año 1996, con un crecimiento promedio anual de 23 % en valor y 18 % en volumen en la década 1986-96. Este valor descendió hasta llegar a US$ 453 millones en el año 2002, debido principalmente a la crisis económica internacional (crisis asiática). En este período se observa que los volúmenes mantienen una tendencia más estable y el descenso en el valor de las ventas esta más relacionado con una caÌda en los precios internacionales de los productos más importantes. En el periodo 1996-2004 la tasa promedio anual de crecimiento de los volúmenes exportados, con un crecimiento promedio anual que bordea un 11 % en volumen y 26 % en valor. En el año 2004, superada la crisis y tras la suscripción de los tratados de libre comercio con Europa y Estados Unidos, las exportaciones de este sector llegaron a la cifra récord de US$ 718 millones.
La agricultura y la ganadería son las principales actividades de las regiones del centro y del sur del país. La exportación de frutas y verduras ha alcanzado niveles históricos al abrirse las puertas de los mercados asiáticos y europeos, al igual que productos de la explotación forestal, pesquera y de crustáceos. Un ejemplo de esto es que, durante los últimos años, Chile ha alcanzado a Noruega, el principal exportador del mundo de salmón, y se ha convertido en uno de los países más importantes en el rubro vitivinícola, donde se ubicó como quinto exportador y octavo productor del mundo en 2009.
Chile es uno de los 5 mayores productores mundiales de cereza dulce y arándanos azules, y uno de los 10 mayores productores mundiales de uva, manzana, kiwi, durazno, ciruela y avellana, centrándose en la exportación de frutas de alto valor.
En 2018, Chile fue el noveno productor de uva en el mundo, con 2 millones de toneladas producidas; el décimo productor más grande de manzana en el mundo, con 1,7 millones de toneladas producidas; y el 6.º productor mundial de kiwi en el mundo, con 230 mil toneladas producidas, además de producir 1.4 millones de toneladas de trigo, 1.1 millones de toneladas de maíz, 1.1 millones de toneladas de patata, 951 mil toneladas de tomate, 571 mil toneladas de avena, 368 mil toneladas de cebolla, 319 mil toneladas de durazno, 280 mil toneladas de pera, 192 mil toneladas de arroz, 170 mil toneladas de cebada, 155 mil toneladas de cereza, 151 mil toneladas de limón, 118 mil toneladas de mandarina, 113 mil toneladas de naranja, 110 mil toneladas de aceitunas, 106 mil toneladas de arándanos azules, además de producciones menores de otras productos.
Los principales productos agrícolas chilenos son:
- Cereales: avena, maíz y trigo.
- Frutas: duraznos, manzanas, peras y uvas.
- Verduras: ajos, cebollas, espárragos y habas.

En 2011, los veinte productos chilenos más importantes por su valor eran: uvas, carne de cerdo, leche fresca, carne de pollo, carne vacuna, manzanas, tomates, paltas, trigo, duraznos y nectarinas, kiwis, ciruelas y endrinas, papas, huevos, carne de pavo, cerezas, peras, maíz verde, almendras y cebollas.
Ese mismo año, Chile se situaba entre los veinte mayores productores mundiales de altramuces (1.º), paltas (2.º), kiwis (3.º), fibra de cáñamo (4.º), ciruelas y endrinas (5.º), fibras semejantes a yute (6.º), uvas (7.º), duraznos y nectarinas (8.º), carne de pavo (8.º), fibra y estopa de lino (9.º), manzanas (10.º), avena (10.º), nueces (10.º), cerezas (10.º), alcachofas (11.º), otras fibras vegetales (13.º), espárragos (14.º), peras (14.º), maíz verde (15.º), carne de caballo (15.º), limones y limas (16.º), almendras (16.º), cera de abejas (17.º), fresas (17.º), lechuga y achicoria (17.º) y hortalizas leguminosas (20.º).

### Industria acuícola y pesquera

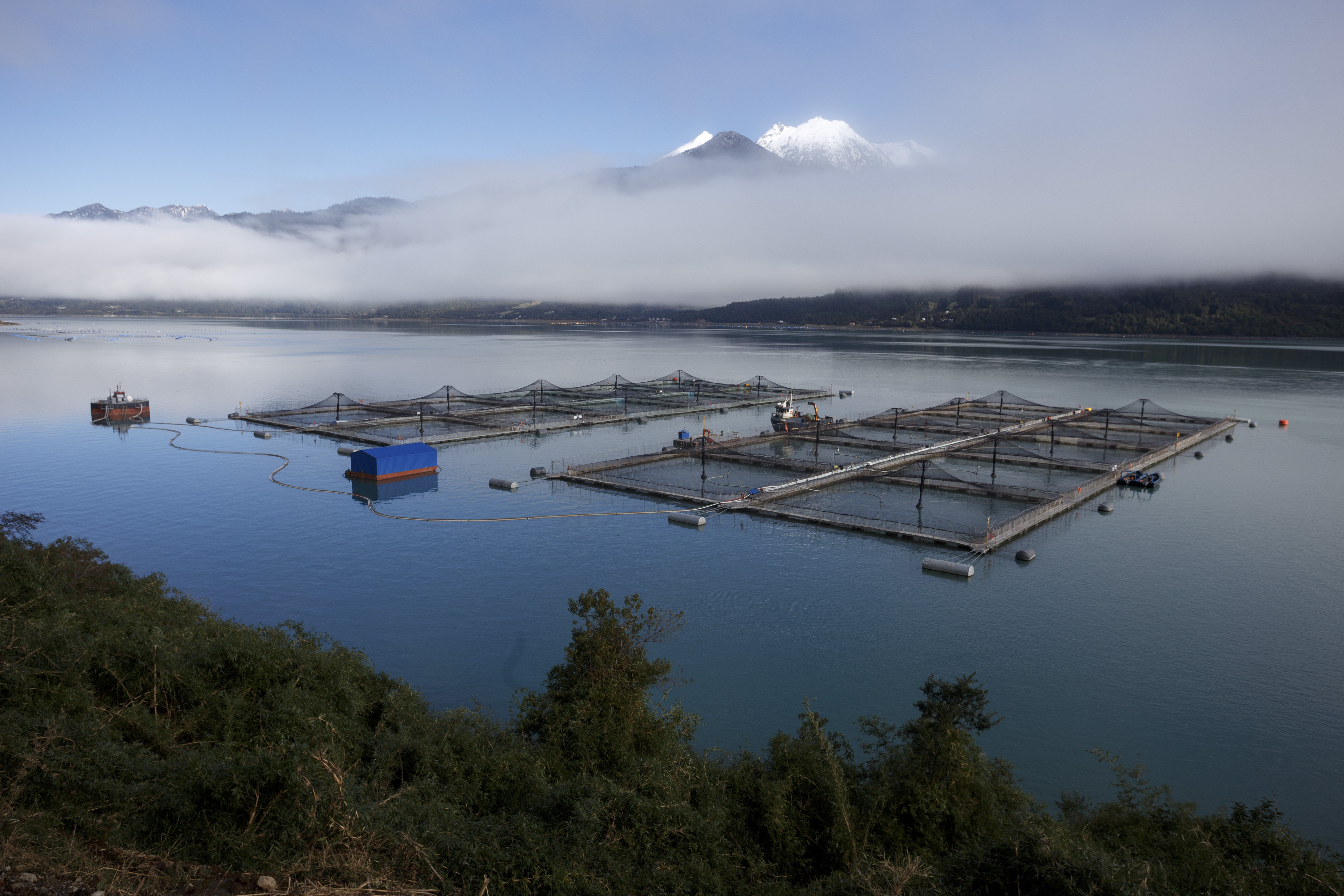
Cultivo de salmón en Chile. Un tercio de todo el salmón vendido en el mundo proviene del país.

Chile es mundialmente conocido por sus extensas costas, la pureza de sus aguas y los alimentos de alto valor nutritivo albergados en sus profundidades. Las templadas aguas de la zona norte y las frías del sur, brindan al país una inmensa variedad de especies y productos marinos.
Cabe destacar que Chile se encuentra entre las principales potencias de pesca extractiva a nivel mundial, junto con China y Perú. Su producción está destinada a más de cien mercados internacionales, entre los que destacan Japón con exportaciones por USD 1 128 millones, Estados Unidos con USD 608 millones, China con USD 315 968 al año 2011.
La acuicultura destaca en este sector ya que desde hace varios años han incrementado sus envíos de productos de alta calidad, los cuales en conjunto llegan a representar un 78 % de los montos totales exportados durante el 2010, lo que representó el 64 % en términos de volumen. Los principales productos de esta industria son trucha arcoíris, salmón del Atlántico, salmón del Pacífico y choritos.
Entre aquellos recursos de la pesca extractiva destacan: jurel, merluza del sur y bacalao de profundidad, entre otros.
Junto con ello, Chile produce volúmenes considerables tanto de harina como de aceite de pescado para la alimentación animal, y el desarrollo de otras industrias.  Asimismo, la producción de algas y sus derivados con fines industriales,  también alcanzan volúmenes de exportación importantes.
Las características de la producción nacional está dada por tres sectores: norte, centro y sur.
En la zona norte donde la actividad pesquera de extracción se asocia a la anchoveta y la sardina, recursos utilizados esencialmente en la producción de aceite y harina de pescado. Otros recursos pesqueros de importancia son jurel y caballa, mientras que las actividades acuícolas desarrolladas en las regiones de Atacama y Coquimbo están enfocadas en la producción de ostión del norte y abalón rojo.
En la zona centro, la pesca de extracción está enfocada en especies como merluza, camarones y también moluscos como la jibia o calamar gigante, locos y navajuelas.
En la zona sur, destacan actividades pesqueras asociadas a la merluza de cola y merluza del sur, crustáceos como la centolla y centollón, y equinodermos como el erizo. En esta zona predominan las industrias salmonera y mitilicultora, que desarrollan salmones, truchas y choritos.

### Industria financiera

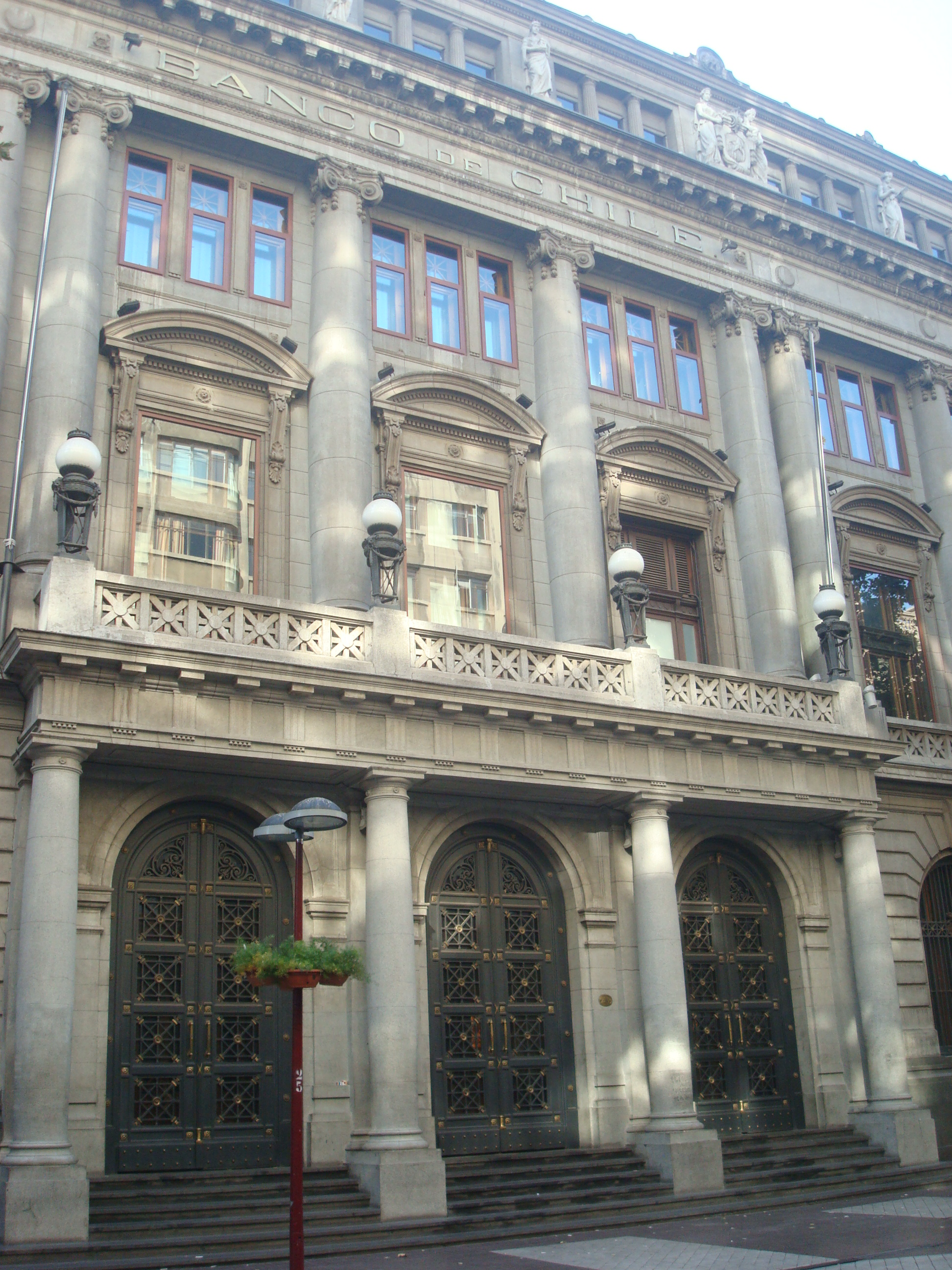
Banco de Chile.

La banca está compuesta por 24 bancos (18 nacionales y 5 sucursales de bancos extranjeros). Las cuatro principales entidades financieras mantienen el 66 % del mercado en términos de colocaciones netas de préstamos bancarios y las nueve mayores concentran más del 90 %. Estos bancos son: Santander (22,2 %), Banco de Chile (18,1 %), Banco Estado (13,4 %), BCI (12,5 %), BBVA (8,2 %), CorpBanca (6,3 %), Desarrollo (3,9 %), Security (3 %) y Banco Bice (2,6 %). Durante el primer trimestre del 2013 la banca tuvo caídas en su tasa de ganancias del 12,84 % respecto a igual trimestre de 2012.
En términos absolutos, el mercado financiero local es bastante menor al de Brasil y México. El tamaño de la banca en Brasil es de US$ 1,2 billón y en Chile, de US$ 179.000 millones (las cifras sobre la banca tienen cierre en 2008, por la imposibilidad de uniformar datos con cifras más recientes. Igualmente, la industria aseguradora en Brasil vale US$ 39.000 millones y en Chile, US$ 6.000 millones.[cita requerida]
Pero con relación al PIB, Chile es la plaza más desarrollada de la región en ambos sectores, y uno de los más avanzados en gestión de activos y mercado bursátil.
En Chile, mientras los activos bancarios corresponden prácticamente al 100 % del PIB, las colocaciones equivalen a casi dos tercios de este. Ambas lecturas son muy superiores a las del resto de la región, la penetración, asimismo, es altísima en Chile versus la región: los activos bancarios en Chile son de US$ 10.690 por habitante, contra poco más de US$ 6.000 en Brasil, y las colocaciones, de US$ 6.543 per cápita, contra los US$ 2.518 de Brasil.[cita requerida]
El análisis de The Boston Consulting Group (BCG) no solo muestra al sector bancario como el más sofisticado de la región, sino que también como uno de los más rentables del mundo. En el estudio, la banca chilena exhibe un retorno sobre patrimonio cercano a 20 %. En ese nivel, comparte un sitial similar al de Brasil y China.
En 2012, la capitalización bursátil o mercado de valores de Chile si situó entorno ha US$ 313.325 Millones, la tercera en América Latina después de Brasil y México.

### Industria forestal

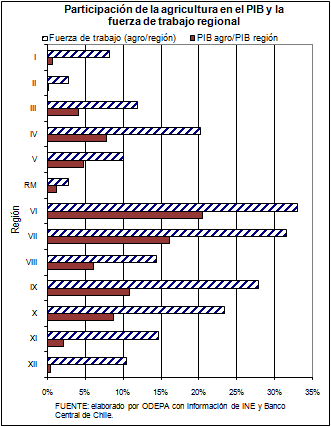
Participación de la Agricultura en el PIB y ocupación.

El sector forestal se posicione como un pilar fundamental de la economía de Chile, con una participación del 3,1 % del PIB Nacional, es el segundo sector exportador y el primero basado en un recurso natural renovable. En 2010, los embarques llegaron a los US$ 5.906 millones, con el 85 % de ellos conformados por productos de alto valor agregado.
Chile dispone de 15,5 millones de hectáreas de cobertura forestal -aproximadamente un quinto del área total del país-, con bosques nativos que representan el 85,4 % (13,6 millones de hectáreas) y plantaciones forestales que llegan a un 14,6 % (2,3 millones de hectáreas), cifras que avalan la importancia de la actividad forestal en Chile.
Los principales productos generados por esta industria son, madera en trozos, madera aserrada, pulpa química, papel periódico, chapas y tableros, molduras de madera, madera elaborada, astillas, muebles, entre los más importantes.
El sector forestal presenta grandes logros en el ámbito económico y productivo, y esta en condiciones de efectuar un aporte estructural al desarrollo nacional, sobre la base de la utilización de las plantaciones forestales como principal recurso renovable. Actualmente existen en Chile las condiciones necesarias para lograr un crecimiento sustentable de la producción, aprovechando el volumen potencial de madera que estará disponible cuando maduren las plantaciones forestales existentes.
La materialización de las inversiones proyectadas en plantas industriales dará al sector forestal una importancia creciente en la economía del país. De hecho, el desarrollo del sector productivo basado en las plantaciones forestales ser· una de las principales fuentes de nuevos ingresos para Chile en el futuro cercano, ya que es factible incrementar el valor de sus exportaciones en un 50 %, en el horizonte de una década, aumentando su significación en el PIB nacional y consolidándose como el segundo sector exportador del país (y el primero sobre la base de un recurso renovable).
Entre 1990 y 2004, el valor de las exportaciones de productos forestales chilenos se incrementó a una tasa promedio de 10,4 % anual, llegando en 2004 a un total de 3397 millones de dólares. Respecto a la superficie, si bien esta también aumentó en el periodo indicado, lo hizo a una tasa promedio bastante menor, de 2,8 % anual, llegando a cerca de 2,1 millones de hectáreas en 2004. Este hecho implica que la expansión productiva del sector forestal tendrá un menor dinamismo a partir de 2015, consecuencia de la menor disponibilidad de terrenos forestales económicamente rentables.
Respecto a los cambios en la superficie por especie, se observa un incremento considerablemente mayor de las plantaciones de eucaliptos en el último tiempo. En el año 1989, estas representaban un 6 % del total plantado, mientras que las plantaciones de pino, tales proporciones cambiaron a 21 % y 70 %, respectivamente

### Industria turística

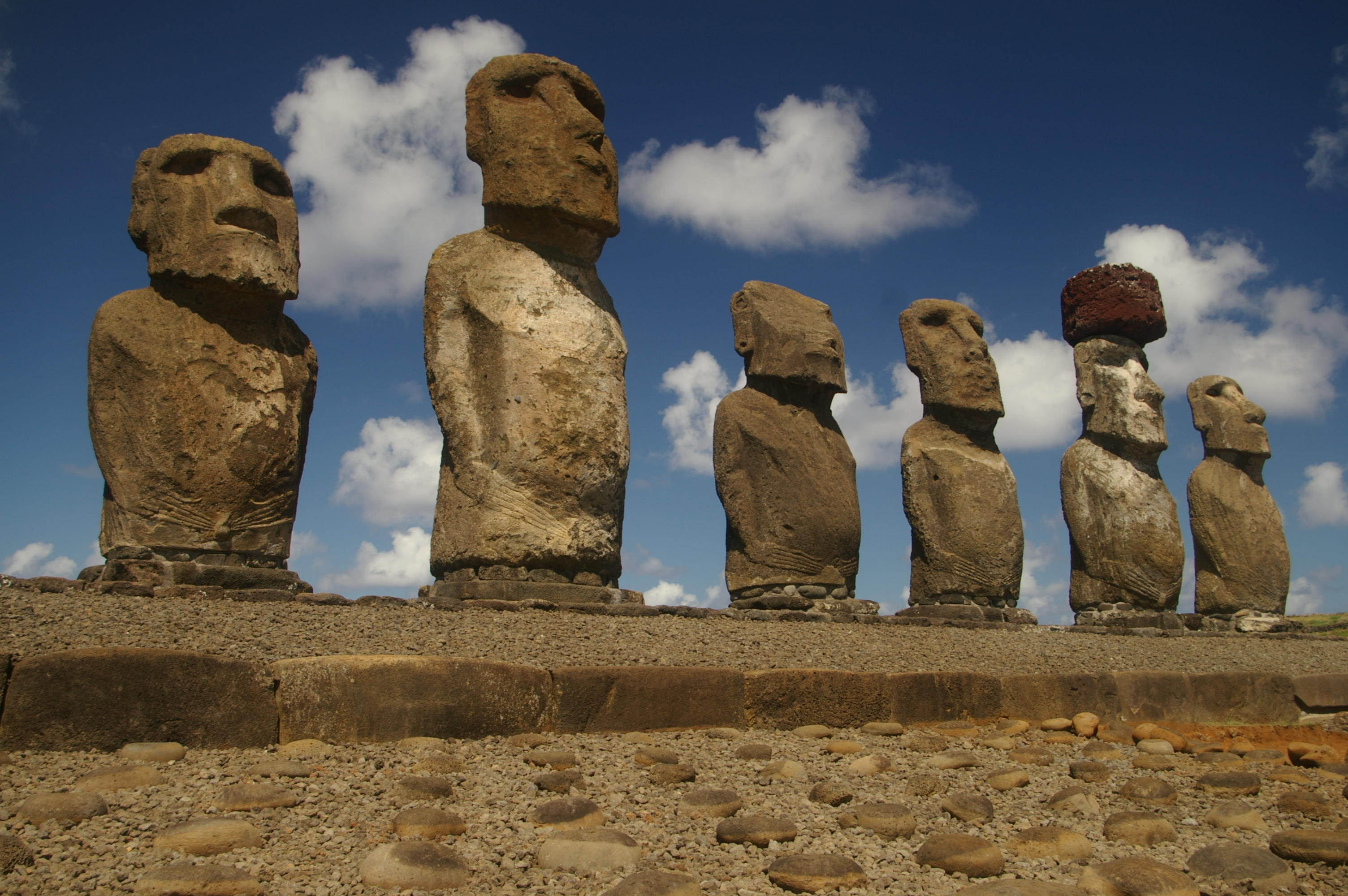
Moáis, Isla de Pascua, Chile.

Desde mediados de los años 1990, el turismo en Chile se ha convertido en uno de los principales recursos económicos del país, especialmente en sus zonas más extremas. En 2005, este sector tuvo un crecimiento de un 13,6 %, generando más de USD 1 500 millones, equivalentes al 1,33 % del PIB nacional.
Según la Organización Mundial del Turismo (OMT), Chile fue el octavo destino para turistas extranjeros dentro de América en 2010 —tras Estados Unidos, México, Canadá, Argentina, Brasil, República Dominicana y Puerto Rico—, capturando el 1,8 % del total de visitas al continente. Ese año, llegaron al país 2 766 000 turistas que generaron ingresos por USD 1 636 millones. La mayoría de estos visitantes provinieron de países del continente, principalmente de Argentina; sin embargo, el mayor crecimiento en los últimos años ha correspondido al de visitantes de Europa, principalmente de Alemania. Durante el primer trimestre de 2011, entraron más de 1 043 000 turistas, lo que significó un aumento del 9,2 % con respecto al mismo periodo del año anterior, que se convirtieron en un total de 3 069 792 hasta fines de ese año.
Durante el periodo 2000-2011, la llegada de turistas internacionales a Chile mostró un incremento sostenido. En el año 2000, entraron al país 1 742 000 turistas extranjeros; en 2005, 2 027 000; en 2008, 2 699 000; en 2009, 2 750 000; en 2010, 2 766 000; y en 2011, 3 070 000.
Durante 2011, el flujo turístico alcanzó la cifra de 6 793 910 viajeros. De ese total, las entradas correspondieron al 45,18 % —3 069 792 extranjeros que visitas.
En las tablas que se detallan a continuación, se nombran los primeros veinte países de origen de los turistas extranjeros así como los primeros veinte destinos de los ciudadanos chilenos.
| Turistas extranjeros | Turistas extranjeros | Turistas extranjeros |
| Puesto               | Origen               | Entradas             |
| -------------------- | -------------------- | -------------------- |
| 1.º                  | Argentina            | 1 121 372            |
| 2.º                  | Perú                 | 339 020              |
| 3.º                  | Brasil               | 328 274              |
| 4.º                  | Bolivia              | 321 490              |
| 5.º                  | Estados Unidos       | 176 433              |
| 6.º                  | Colombia             | 68 228               |
| 7.º                  | Alemania             | 66 652               |
| 8.º                  | Francia              | 63 800               |
| 9.º                  | España               | 56 781               |
| 10.º                 | Inglaterra           | 53 537               |
| 11.º                 | Canadá               | 40 984               |
| 12.º                 | Uruguay              | 37 011               |
| 13.º                 | México               | 35 875               |
| 14.º                 | Australia            | 33 321               |
| 15.º                 | Paraguay             | 30 072               |
| 16.º                 | Italia               | 28 173               |
| 17.º                 | Ecuador              | 27 942               |
| 18.º                 | Israel               | 23 210               |
| 19.º                 | Venezuela            | 23 199               |
| 20.º                 | Suiza                | 18 904               |

| Turistas chilenos | Turistas chilenos    | Turistas chilenos |
| Puesto            | Destino              | Salidas           |
| ----------------- | -------------------- | ----------------- |
| 1.º               | Argentina            | 1 431 451         |
| 2.º               | Perú                 | 1 416 488         |
| 3.º               | Estados Unidos       | 201 149           |
| 4.º               | Brasil               | 172 953           |
| 5.º               | España               | 80 720            |
| 6.º               | Bolivia              | 67 445            |
| 7.º               | Panamá               | 53 695            |
| 8.º               | Uruguay              | 52 403            |
| 9.º               | México               | 45 880            |
| 10.º              | Colombia             | 42 836            |
| 11.º              | Francia              | 38 632            |
| 12.º              | República Dominicana | 21 154            |
| 13.º              | Ecuador              | 15 317            |
| 14.º              | Australia            | 13 837            |
| 15.º              | Canadá               | 13 061            |
| 16.º              | Cuba                 | 9 828             |
| 17.º              | Venezuela            | 8 655             |
| 18.º              | Paraguay             | 5 458             |
| 19.º              | Alemania             | 5 351             |
| 20.º              | Nueva Zelanda        | 4 937             |

## Inversión extranjera directa

### Inversión extranjera en Chile

Telefónica Chile, empresa española

En el caso de Chile, la inversión extranjera directa (IED) cayó un 8% en 2015 hasta US$20.457 millones, disminuyendo también respecto al año 2012 30.323 millones de dólares. En tanto, la IED en América Latina y el Caribe disminuyó 9,1% en 2015 en comparación con 2014 y la cifra alcanzó los US$179.100 millones, su nivel más bajo desde 2010. La disminución de los precios de los minerales afectó negativamente los ingresos de IED en Chile (20.457 millones de dólares) y Colombia (12.108 millones de dólares), que cayeron 8% y 26%, respectivamente.
Cerca del 26 % de los ingresos de IED posteriormente son invertidos fuera del país por las subsidiarias chilenas de empresas extranjeras. Así, desde Chile se estarían consolidando y coordinando algunas operaciones regionales, lo que transforma al país en una plataforma de inversiones o una puerta de entrada para otros mercados latinoamericanos.

Banco Santander, empresa Española

Según el Banco Central, en 2012 los principales países de origen de las inversiones fueron los Estados Unidos (19 %), España (18 %), el Canadá (12 %) y el Japón (8 %). En términos de regiones, destacan las inversiones que provienen de la misma América Latina (16 %) y la pronunciada caída registrada por la Unión Europa, principalmente causadas por desinversiones del Reino Unido e Irlanda. Dado que el país es el mayor productor mundial de cobre, en 2012 la minería fue el principal destino de la IED, con 15.096 millones de dólares (49 % del total). En los últimos años, los altos precios del cobre, la menor ley del mineral y el aumento de los costos de extracción han generado fuertes incentivos para una mayor inversión en la actividad minera. Entre 2012 y 2016, en el sector minero chileno existe una cartera de proyectos que asciende a más de 104.300 millones de dólares, de los cuales 58.231 millones de dólares son liderados por empresas extranjeras.
El sector financiero fue el segundo receptor de flujos en 2012, con un 18 % del total. En 2012, los bancos extranjeros eran responsables del 40 % de los activos del sistema, liderados por el español Santander con 18,6 % del mercado y seguido por el también español BBVA (7 %), el canadiense Scotiabank (4,9 %) y el brasileño Itaú (4,2 %).

Petrolera brasileña.

En diciembre de 2011 el Banco Santander vendió el 7,8 % de su filial chilena por 980 millones de dólares. Aunque parte de estos recursos se utilizaron para capitalizar sus operaciones en España, se anunció un plan de inversiones para Chile de 380 millones de dólares para el período 2011-2013. Estos fondos se han destinado, entre otras cosas, a la apertura de unas 30 sucursales en las principales ciudades de Chile, y el resto, al fortalecimiento de los servicios de atención al cliente, en especial a las pymes, y a actividades de mercadeo. En enero de 2013 el BBVA vendió su participación (64,3 %) en Provida, la mayor administradora de fondos de pensiones (AFP) del mercado chileno, a la compañía estadounidense MetLife en unos 1300 millones de dólares. Esta operación se une a la salida de Citigroup de la AFP Habitat en 2010 y a la compra de AFP Capital por parte del grupo colombiano Sura en 2011.
En el sector manufacturero, destacan la adquisición del 67 % de Indura por parte de la empresa estadounidense Air Products & Chemicals Inc., el mayor productor mundial de hidrógeno, en unos 903 millones de dólares. Esta operación le permitirá a la firma incrementar la cuota de mercado en América Latina, principalmente en gases industriales y equipos de soldadura, y reducir su exposición en Europa.
A finales de 2012, estaban en etapa de construcción proyectos de generación, transmisión y distribución de energía eléctrica por unos 3400 millones de dólares. La empresa extranjera más activa ha sido la estadounidense AES, que cuenta con varios proyectos, entre los que destacan las centrales termoeléctrica Campiche y Guacolda V, y las hidroeléctricas Alfalfal II y Las Lajas en el Alto Maipo. Además, se están llevando a cabo varios proyectos de energías renovables no convencionales, como los parques eólicos Talinay, Valle de los Vientos (ya en operaciones) y Tal Tal, así como la central geotérmica del Cerro Pabellón, todos encabezados por la empresa italiana Enel Green Power.
| Países     | 2007   | 2008   | 2009   | 2010   | 2011   | 2012   |
| ---------- | ------ | ------ | ------ | ------ | ------ | ------ |
| Argentina  | 6 473  | 9 726  | 4 017  | 7 848  | 9 882  | 12 551 |
| Bolivia    | 366    | 513    | 423    | 643    | 859    | 1 060  |
| Brasil     | 34 585 | 45 058 | 25 949 | 48 506 | 66 660 | 65 272 |
| Chile      | 12 572 | 15 518 | 12 887 | 15 373 | 22 931 | 30 323 |
| Colombia   | 9 049  | 10 596 | 7 137  | 6 758  | 13 438 | 15 823 |
| Costa Rica | 1 896  | 2 078  | 1 347  | 1 466  | 2 157  | 2 265  |
| Ecuador    | 194    | 1 058  | 306    | 163    | 641    | 364    |
| México     | 31 380 | 27 853 | 16 561 | 21 372 | 21 504 | 12 659 |
| Paraguay   | 202    | 209    | 95     | 228    | 215    | 273    |
| Panamá     | 1 777  | 2 402  | 1 259  | 2 363  | 2 755  | 3 020  |
| Perú       | 5 491  | 6 924  | 6 431  | 8 455  | 8 233  | 12 240 |
| Uruguay    | 1 329  | 2 106  | 1 529  | 2 289  | 2 505  | 2 710  |
| Venezuela  | 1 505  | 1 741  | -2 169 | 1 849  | 3 778  | 3 216  |

La siguiente tabla contempla el total del inventario acumulado en IED por países receptores.
- NOTA: Estos valores excluyen las inversiones realizadas mediante compra de acciones[198]

| N.º | País       | Inventario de IED | Año        |
| --- | ---------- | ----------------- | ---------- |
| 1   | Brasil     | 663,300,000,000   | 31/12/2013 |
| 2   | México     | 435,300,000,000   | 31/12/2013 |
| 3   | Chile      | 214,800,000,000   | 31/12/2013 |
| 4   | Colombia   | 128,100,000,000   | 31/12/2013 |
| 5   | Argentina  | 115,900,000,000   | 31/12/2013 |
| 6   | Perú       | 76,570,000,000    | 31/12/2013 |
| 7   | Venezuela  | 49,900,000,000    | 31/12/2013 |
| 8   | Costa Rica | 21,700,000,000    | 31/12/2013 |
| 9   | Uruguay    | 20,690,000,000    | 31/12/2013 |
| 10  | Ecuador    | 17,890,000,000    | 31/12/2013 |
| 11  | Bolivia    | 8,810,000,000     | 31/12/2013 |
| 12  | Paraguay   | 4,526,000         | 31/12/2013 |

### Inversión directa de Chile en el exterior

Entel Chile.

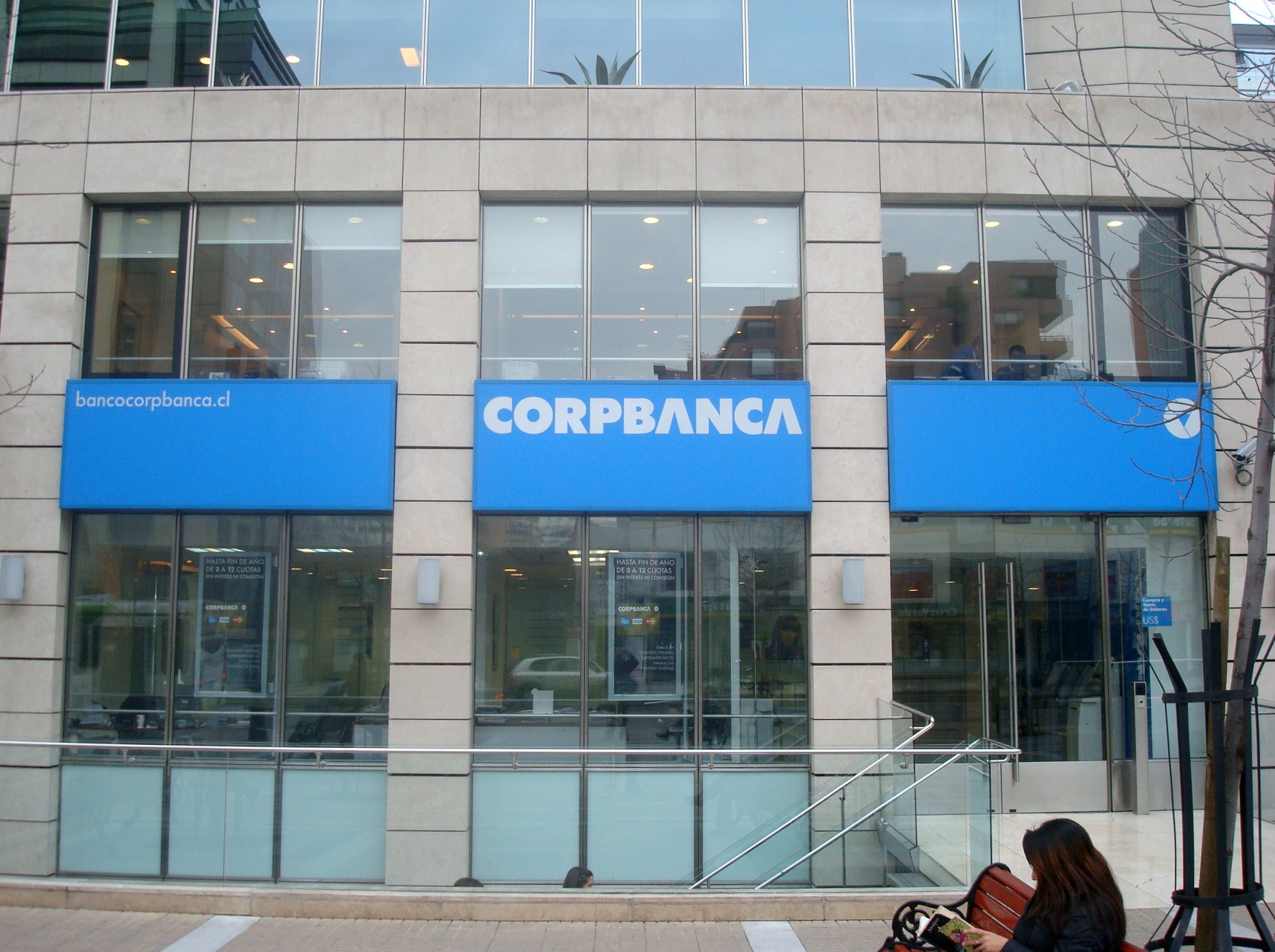
Banco Corpbanca.

Empresa chileno-brasileña.

Las mayores economías que lideran la recepción de inversión extranjera directa (IED), Brasil, México y Chile, también lideran las inversiones hacia el exterior mediante las empresas multinacionales latinas. En este aspecto, México fue el líder de exportaciones de capitales en 2012 sumando 25.597 millones de dólares, seguido por Chile con 21.090 millones.
La inversión directa de las economías de América Latina y el Caribe en el exterior creció un 17 % en 2012 hasta alcanzar los 48 704 millones de dólares, lo que representa un máximo histórico. Los flujos de IED desde la región se han mantenido en niveles altos durante los tres últimos años. Estas inversiones provinieron principalmente del Brasil, Chile y México, si bien en 2012 se concentraron casi exclusivamente en México y Chile. Las empresas
translatinas se han beneficiado durante estos tres últimos años de un buen nivel de crecimiento económico y de la confianza de los inversores en la región, lo que ha favorecido su acceso al crédito. En 2012, en un contexto de contracción de la IED mundial, las empresas translatinas se expandieron, en algunos casos, a partir de oportunidades de negocios generadas por el repliegue de firmas europeas. En efecto, siete de las diez mayores adquisiciones realizadas por las trans-latinas en 2012 correspondieron a compra de activos a empresas europeas.

Centros Comerciales Sudamericanos S.A.

América Móvil fue la principal protagonista de este proceso al expandir sus actividades hacia Europa. Las empresas chilenas invirtieron 21 090 millones de dólares en el extranjero en 2012, lo que representó un nuevo récord, y concentraron su expansión en América del Sur, principalmente en el comercio minorista, la industria forestal y el transporte. Por su parte, las empresas brasileñas continuaron su expansión en el exterior y realizaron 7 de las 20 mayores adquisiciones efectuadas por trans-latinas en 2012. Más allá de los flujos anuales de IED, es preciso recordar que el Brasil tiene el mayor nivel de IED acumulada fuera de América Latina, que asciende a más de 200.000 millones de dólares.
Las empresas chilenas invirtieron 21.090 millones de dólares en el extranjero en 2012, lo que representa un nuevo récord y es más del doble de lo que invertían hace tan solo dos años. Como hasta ahora, las empresas chilenas han concentrado su expansión en otros países de América del Sur, la empresa chilena que ha consolidado su liderazgo regional en 2012 es Cencosud, con nuevas adquisiciones en la Argentina, el Brasil y Colombia.
Las empresas chilenas se han beneficiado de varios años de buen crecimiento económico en el mercado nacional y en los principales mercados extranjeros donde operan (principalmente Argentina, Brasil, Colombia y Perú).

Empresa retailer Chilena

En Chile podemos identificar cuatro grandes períodos de inversión directa en el exterior. El primero abarca de 1990 a 1995 y, principalmente, responde a la fuerte expansión de las inversiones en la industria, la energía y otros servicios en Argentina. El segundo, comprende entre los años 1996 y 2001, se caracteriza por la expansión de las inversiones en los sectores de generación y distribución de energía eléctrica, ahora también en Perú, Colombia y Brasil. El tercer período, entre los años 2002 y 2007, ya concluidas las grandes inversiones en electricidad, muestra una gran actividad en el desarrollo de industrias manufactureras (principalmente Argentina y Perú), así como los servicios de transporte aéreo (Argentina, Perú y Estados Unidos). El cuarto y más reciente período, que se inicia el año 2008 y aun no concluye, se ha caracterizado por el fuerte incremento de las inversiones en las esferas de la industria manufacturera y los servicios, particularmente el retail. Ahora con el centro de atención puesto en Brasil, Perú y Colombia.

Compañía Sudamericana de vapores.

Un elemento particular en todo este proceso ha sido el carácter altamente competitivo demostrado por las inversiones chilenas en los países destino, lo que se ha visto acompañado, además, por una fuerte transferencia de tecnologías en diversos rubros, así como una importante contribución a la generación de empleo local.
Diez países concentran un 92 % de las inversiones materializadas a la fecha, ellos son: Argentina, Colombia, Brasil, Perú, Estados Unidos, Uruguay, México, Bélgica, Panamá y Australia.
A lo largo de este último año se materializó un conjunto de proyectos de gran cuantía, entre los que cabe destacar, por ejemplo, en Colombia: las adquisiciones del capital accionario del Banco Santander Colombia S.A., los Laboratorios Lafrancol de Colombia, y los activos de Carrefour y Terpel; en Brasil, la cadena brasileña de supermercados Prezunic; Sorocaba Refrescos y Elucid Solution; en Estados Unidos, las inversiones realizadas en Flakeboard Company y Molycorp; además de las adquisiciones de los Casinos Caesars (Uruguay) y New York (Perú). Igualmente, importantes inversiones se registraron en los sectores de Retail (Bolivia y Perú), transporte aéreo (Perú) y naviero (Liberia).
En términos regionales, los países latinoamericanos concentran un 85,5 % de la inversión global materializada. De ellos, solo cinco países concentran 80,7 % de esta inversión, lo que subraya el elevado nivel de concentración regional que presenta la inversión chilena. Un segundo destino lo conforman los países de América del Norte, que capturan un 7,5 % del total. Le sigue Europa con un 3,1 %; Oceanía, 1,0 % y Asia, con un 0,7 %.
| Países    | 2007  | 2008   | 2009    | 2010   | 2011   | 2012   |
| --------- | ----- | ------ | ------- | ------ | ------ | ------ |
| Argentina | 1 504 | 1 391  | 712     | 965    | 1 488  | 1 089  |
| Bolivia   | 3     | 4      | 5       | -3     | -29    | 0,30   |
| Brasil    | 7 067 | 20 457 | -10 084 | 11 588 | -1 029 | -2 821 |
| Chile     | 4 852 | 9 151  | 7 233   | 9 461  | 20 373 | 21 090 |
| Colombia  | 913   | 2 486  | 3 348   | 6 842  | 8 280  | -248   |
| Ecuador   | -     | -      | -       | -      | -      | -      |
| México    | 8 256 | 1 157  | 7 664   | 15 045 | 12 139 | 25 597 |
| Paraguay  | 7     | 7      | 8       | 8      | 7      | 7      |
| Perú      | 66    | 736    | 411     | 266    | 113    | -57    |
| Uruguay   | 89    | -11    | 16      | -60    | -7     | 2      |
| Venezuela | 33    | 1 150  | 1 838   | 2 671  | -1 141 | 2 460  |

Empresas de Venezuela y la Argentina también originaron IED, aunque de menor magnitud, mientras que los montos del resto de las economías de la región fueron modestos.
De hecho, la mayoría de las economías pequeñas como Bolivia, Uruguay, Paraguay, Perú más los países del Caribe, no informan datos de IED hacia el exterior o lo hacen de un modo imperfecto. Si bien existe evidencia anecdótica de inversiones extranjeras por parte de empresas de otros países como Guatemala (en el sector de la caña de azúcar) o Trinidad y Tabago (servicios financieros), los montos oficiales son todavía muy incompletos. Un caso especial es el de Panamá, país en el que algunas empresas extranjeras establecen su base para las operaciones en Centroamérica y otros países de la región, y que, por tanto, recibe y envía flujos de IED en tránsito. Panamá no presenta datos oficiales de IED en el exterior, pero el Fondo Monetario Internacional (FMI) estima que el monto de los dos últimos años asciende a 400 millones de dólares.
La siguiente tabla contempla el total del inventario acumulado en IED por países emisores.
- NOTA: Estos valores excluyen las inversiones realizadas mediante compra de acciones[203]

| N.º | País       | Inventario de IED | Al año     |
| --- | ---------- | ----------------- | ---------- |
| 1   | Brasil     | 179.600.000.000   | 31/12/2013 |
| 2   | México     | 141.200.000.000   | 31/12/2013 |
| 3   | Chile      | 109.200.000.000   | 31/12/2013 |
| 4   | Argentina  | 34.210.000.000    | 31/12/2013 |
| 5   | Colombia   | 33.700.000.000    | 31/12/2013 |
| 6   | Venezuela  | 21.940.000.000    | 31/12/2013 |
| 7   | Ecuador    | 6.330.000.000     | 31/12/2013 |
| 8   | Perú       | 3.165.000.000     | 31/12/2013 |
| 9   | Costa Rica | 1.681.000.000     | 31/12/2013 |
| 10  | Bolivia    | 8.000.000         | 31/12/2013 |
| 12  | Paraguay   | 0                 | 31/12/2013 |

### Principales Compras de Empresas Translatinas el 2012
Las empresas translatinas se han beneficiado durante los tres últimos años de un buen nivel de crecimiento económico en la región, lo que ha sostenido sus resultados, y de la confianza de los inversores en las economías de la región, lo que ha favorecido su acceso al crédito. A pesar de que en 2012 los flujos globales de IED disminuyeron, las empresas translatinas han aumentado el ritmo de su expansión internacional. En algunos casos, esta expansión se debió a que otras compañías, principalmente europeas, optaron por una estrategia de reducción del ritmo de inversiones y de venta de determinados activos, y muchas empresas translatinas han aprovechado en 2012 esta coyuntura para expandirse en Europa o en otros mercados. Esta tendencia se refleja claramente en la lista de las principales fusiones y adquisiciones empresariales por parte de empresas translatinas en 2012. Siete de las diez mayores adquisiciones han sido de activos de empresas europeas. En algunos casos se ha producido una absorción de empresas europeas por grupos latinoamericanos o al menos la compra por parte de estos últimos de paquetes controladores, como ha hecho la brasileña Camargo Correa con Cimpor en Portugal. Pero en la mayoría de estas transacciones los activos adquiridos eran considerados por las empresas vendedoras como periféricos o no estratégicos y susceptibles, por tanto, de venderse para mejorar el balance o emprender otras inversiones. Este es el caso de las actividades en Colombia del grupo de comercio minorista francés Carrefour y del banco español Santander o las filiales en Centroamérica del banco británico HSBC.
Cabe destacar que de las adquisiciones más grandes 8 fueron empresas de Brasil, 8 de Chile, 3 de México, 2 de Argentina y 1 de Colombia
| N.º | Empresas         | País Comprador       | Activos Comprados                | País Vendedor  | Sector             | Monto |
| --- | ---------------- | -------------------- | -------------------------------- | -------------- | ------------------ | ----- |
| 1   | Lan-Tam          | y                    | Fusión de ambas empresas         | Chile y Brasil | Transporte         | 6 502 |
| 2   | Camargo Correa   | Bandera de Brasil    | Cimpor Cimentos (40 %)           | Portugal       | Cemento            | 4 097 |
| 3   | América Móvil    | Bandera de México    | Koninklijke KPN (23 %)           | Países Bajos   | Telecomunicaciones | 3 380 |
| 4   | Techint          | Bandera de Argentina | Usiminas (15 %)                  | Brasil         | Acero              | 2 823 |
| 5   | Cencosud         | Bandera de Chile     | Carrefour Colombia               | Francia        | Comercio           | 2 614 |
| 6   | Grupo Safra      | Bandera de Brasil    | Bank Sarasin & Cie               | Países Bajos   | Finanzas           | 2 087 |
| 7   | ochpe-Maxion     | Bandera de Brasil    | Hayes Lemmerz International      | Estados Unidos | Automotor          | 1 317 |
| 8   | Corpbanca        | Bandera de Chile     | Banco Santander Colombia         | España         | Finanzas           | 1 225 |
| 9   | América Móvil    | Bandera de México    | Telekom Austria (16 %)           | Austria        | Telecomunicaciones | 1 103 |
| 10  | Banco Davivienda | Bandera de Colombia  | Activos de HSBC en Centroamérica | Reino Unido    | Finanzas           | 801   |
| 11  | cielo SA         | Bandera de Brasil    | Merchant e-Solutions             | Estados Unidos | Finanzas           | 670   |
| 12  | Grupo Elektra    | Bandera de México    | Advance America                  | Estados Unidos | Finanzas           | 656   |
| 13  | CSN              | Bandera de Brasil    | Stahlwerk Thüringen              | España         | Siderurgia         | 632   |
| 14  | BTG Pactual      | Bandera de Brasil    | Celfin Capital                   | Chile          | Finanzas           | 600   |
| 15  | Techint          | Bandera de Argentina | Confab Industrial (56 %)         | Brasil         | Siderurgia         | 567   |
| 16  | banco Inbursa    | Bandera de Chile     | CaixaBank (oficinas)             | España         | Finanzas           | 566   |
| 17  | CFR              | Bandera de Chile     | Lafrancol                        | Colombia       | Farmacia           | 562   |
| 18  | Cencosud         | Bandera de Chile     | Prezunic                         | Brasil         | Comercio           | 495   |
| 19  | Cencosud         | Bandera de Chile     | Jumbo Retail Argentina (39 %)    | Argentina      | Comercio           | 484   |
| 20  | Tupy SA          | Bandera de Brasil    | Cifunsa Diésel y Technocast      | México         | Siderurgia         | 434   |
| 21  | Molymet          | Bandera de Chile     | Molycorp Inc. (15 %)             | Estados Unidos | Minería            | 390   |

## Puntos de interés

### Sistemas previsional

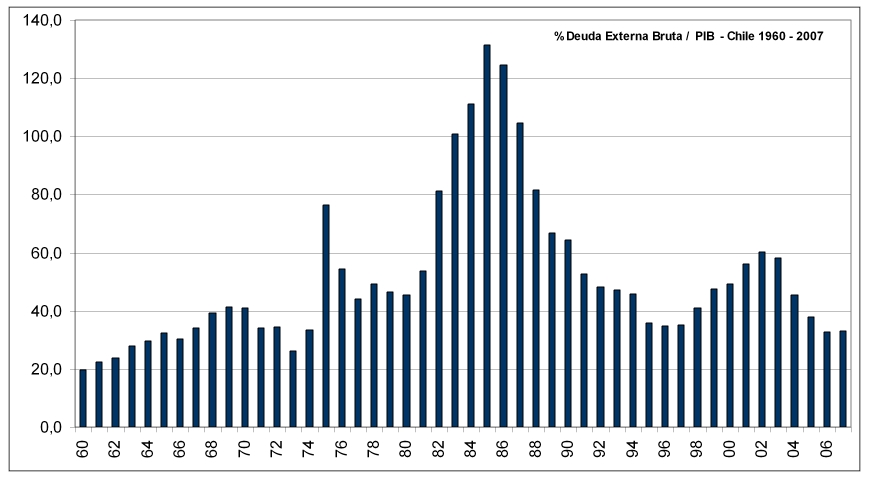
Deuda Externa Bruta de Chile 1960-2007.

Durante la década de 1980, Chile privatizó su sistema previsional bajo la conducción económica de José Piñera como ministro de Trabajo, creando las AFP (Administradoras de Fondos de Pensiones). Todos los trabajadores dependientes deben depositar aproximadamente un 13 % de su salario imponible en cuentas de capitalización individual (10 % para ahorro de jubilación y aproximadamente un 2 % de comisión para la AFP y un 1 % de seguro de sobrevivencia), que son administradas por una AFP a elección del trabajador. Actualmente existen siete AFP, que invierten en renta fija y variable. El auge del precio del cobre permitió crear el Fondo de estabilización Económico y Social que inicialmente comprendió US$ 2.563 millones, fondos extraídos del antiguo fondo de estabilización de ingresos del cobre, hacia 2013 el fondo (FEES) comprendía US$14.997 millones.

### Fondo FEES
El Fondo de Estabilización Económica y Social (FEES) fue constituido en marzo de 2007 en respuesta a las altas ganancias del cobre en el gobierno de Michelle Bachellet y bajo el Ministerio de Hacienda de Andrés Velasco, con un aporte inicial de US$ 2.580 millones. Busca financiar eventuales déficits fiscales y realizar amortizaciones de la deuda pública, contribuyendo así a que el gasto fiscal no se vea mayormente afectado por los vaivenes de la economía mundial y la volatilidad de los ingresos que provienen de los impuestos, el cobre y otras fuentes. Actualmente el fondo (FEES) comprende de US$ 14.997 millones.
El FEES recibe cada año todo superávit fiscal efectivo, siempre que previamente se haya realizado el aporte que la Ley sobre Responsabilidad Fiscal considera para el fondo de reservas de pensiones. Esta ley también faculta al Fisco para efectuar hasta el 2011 aportes de capital al Banco Central de Chile.
Este fondo fue esencial para sortear exitosamente la crisis económica sub-prime el 2009 de Estados Unidos, consolidándose como un fondo de política contingente, el cual es anexo a las reservas internacionales que mantiene el país.

### Reservas Internacionales
Actualmente Chile mantiene reservas internacionales que ascienden a 40 329 millones de dólares.
Un alza de 1720 millones de dólares (4,45 %) registraron las reservas internacionales del Banco Central de Chile (BCCh) al 7 de junio de 2013, si se lo compara con igual período de 2012.

## Desafíos

### Limitación y crisis energética
Chile tiene recursos energéticos muy limitados, lo que ha sido un factor determinante para que el crecimiento de la economía se haya frenado en los últimos años. Chile depende en su totalidad del gas y petróleo del exterior, lo cual lo hace muy vulnerable a los precios internacionales, así como a la disponibilidad de esos recursos en el mercado externo. Entre el 2002 y el 2009, Argentina redujo los envíos en casi 50 %, eso aunado a una crisis hidroenergética entre los años 2006 y 2008, causó una crisis industrial sin precedentes en la historia de Chile. El país ha empezado a orientar sus compras de gas a otros mercados. A pesar de que posee condiciones para la implementación de energías renovables no convencionales, estas no se han desarrollado a gran escala. Varios sectores políticos, sociales y ambientales atribuyen esto a "presiones" de la industria energética "tradicional".
Actualmente posee, para uso residencial, una de las tarifas energéticas más altas del mundo, algunos indican que se debe a la "limitada" producción, pero el uso residencial, frente al industrial es muy bajo. A su vez el precio del diésel es el segundo más caro de Sudamérica al mismo tiempo la producción de electricidad en Chile cuesta un 400 % más que en Argentina y casi el doble que en Colombia, Perú y Brasil, lo que la convierte en la más cara de América Latina.

### Aspectos sociales
El crecimiento económico de las últimas décadas ha contribuido a mejorar los aspectos sociales. Esto se refleja también en la fuerte disminución de la pobreza del 45,1 % en 1987 al 14,4 % en el año 2011 según la CASEN Para el año 2011 un 2,8 %  de la población es indigente y el 14,4 % de las personas vivían por debajo de la línea de pobreza. La esperanza de vida es de 79.3 años y la tasa de mortalidad infantil de 7.36/1.000.
La economía de Chile aun presenta un importante problema: una acusada desigualdad en la distribución de ingresos. Según el informe de la OCDE en 2011 «Sociaty At a Glance», Chile presentó un Coeficiente de Gini de 0,50, ubicándose como uno de los países más desiguales de la lista de países por igualdad de ingreso, lo que revela una importante carencia en la economía que aun no ha podido ser subsanada. Chile es el país con la mayor desigualdad de ingresos de entre las 34 naciones de la OCDE, el 10 % más rico acapara 27 veces los ingresos del 10 % de menores ingresos.
El 5 % más rico de la población gana 830 más veces que el 5 % más pobre. Según se consigna en el informe Revisión económica 2010, de la Organización para la Cooperación y el Desarrollo Económicos, los costos promedio de la educación superior en Chile están entre los más caros del mundo, con un valor promedio de 3 mil 140 dólares anuales. Sólo en Estados Unidos la educación es más cara que en Chile.
Mientras algunos lo atribuyen a una baja efectividad de las políticas liberales (en contraposición al periodo que transcurre desde entreguerras hasta mediados de la década de 1970), otros lo atribuyen a la dotación de factores naturales que en la época colonial ya hizo desarrollar un determinado tipo de economía extractiva y la aparición de instituciones limitantes de la movilidad social, cuyas consecuencias se arrastran hasta la actualidad. La educación superior en Chile es una de las más caras del mundo.[cita requerida]
Desde la dictadura de Pinochet, los chilenos están obligados a depositar sus ahorros de jubilación en cuentas individuales manejadas por entidades privadas. Sin embargo, según una consulta organizada por los sindicatos, una amplia mayoría rechaza este sistema. En 2017, el 90,75 por ciento de los jubilados de Chile reciben pensiones inferiores a 154.304 pesos mensuales (unos 233 dólares).

### Pobreza y distribución de la renta

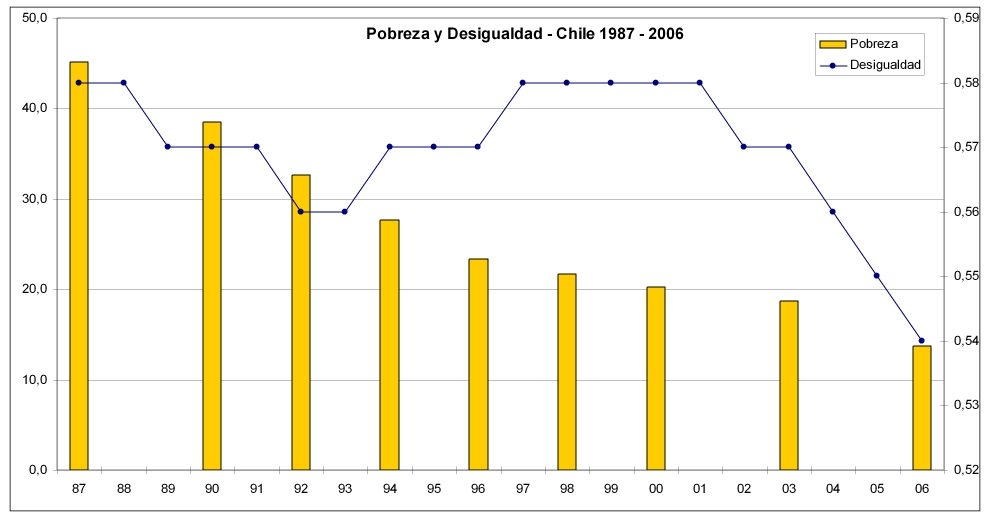
Pobreza y desigualdad en Chile 1987-2006.

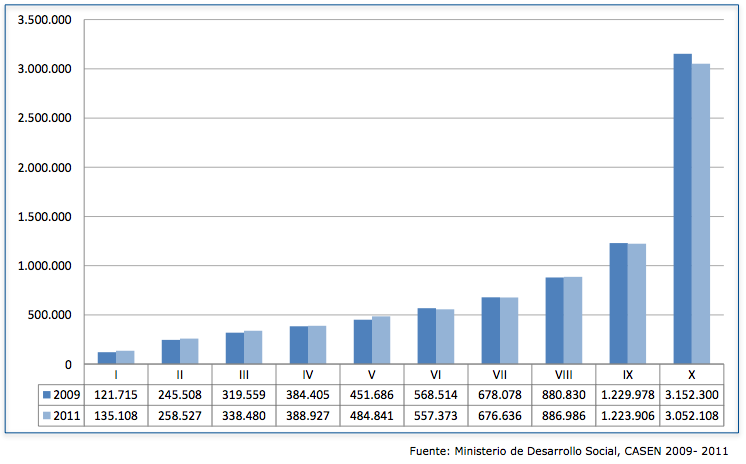
Distribución en deciles de los ingresos monetario por hogar en pesos chilenos a el 2011.

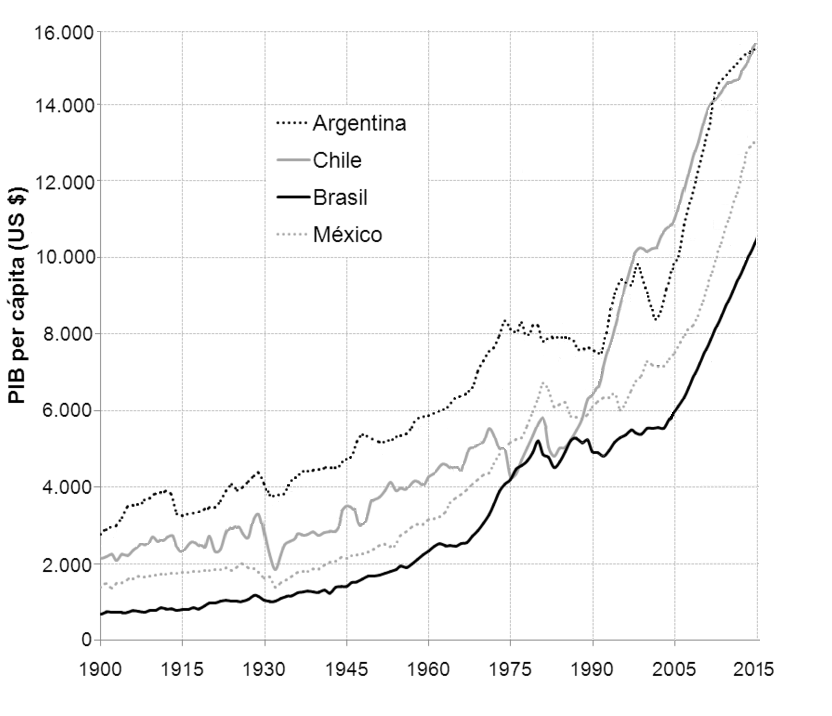
Comparación del PIB per cápita nominal de Argentina, Brasil, Chile y México, en el último siglo, basado en World Population, GDP and Per Cápita GDP, 1-2010 AD.

El organismo internacional CEPAL órgano de la PNUD ONU mide la pobreza en América Latina por la medidas de ingresos, y de la satisfacción de las necesidades básicas de una persona, medida en la Canasta Básica Familiar (CBA) más un factor multiplicador, así también la pobreza medida por la encuesta Casen se refiere al porcentaje de población u hogares que se encuentran por debajo de la línea de pobreza (ingreso para adquirir dos canastas básicas de alimentos (CBA)) o indigencia (ingreso para adquirir una CBA)
La CEPAL calcula la pobreza en Chile en un 11,0 % (2011), mientras que la encuesta CASEN la estima en 14,6 % al 2009, si bien las metodologías de evaluación de la pobreza y pueden variar dependiendo del organismo y de la rigurosidad, la pobreza en Chile muestra una tendencia baja en todos los indicadores ya sea de CEPAL, Banco Mundial, OCDE, de este modo el Banco Mundial cifra la pobreza en Chile mediante la metodología de ingreso menor de US$1.25, US$ 2.00, US$ 2.50, US$ 4.00 y US$ 5.00 diarios, en 1,4 % y 2,7 %, 4,28 %, 11,82 % y 19,05 % al 2009, en todos, la tercera más baja en América Latina después de Argentina y Uruguay.
La OCDE calcula la pobreza en Chile en un 18 %, siguiendo la metodología OCDE de la pobreza relativa después de impuestos y transferencias en porcentaje de personas que viven con menos del 50 % de la media nacional en ingresos por hogar, convirtiéndose en uno de los países con más incidencia de pobreza de la OCDE solo por encima de Israel y México y por debajo de Estados Unidos, Turquía, y a 7 puntos del promedio de los países OCDE que es 11,0 %.
Durante 2013, se efectuó una actualización de la Canasta Básica Familiar (CBS), la cual permanece vigente desde 1987, siendo blancos de críticas, por la antigüedad con lo cual se basan los datos de pobreza, surgiendo suspicacias en torno a la realidad de dichas cifras, por las evidentes diferencias que podrían existir en los elementos que comprenden la CBS, el valor por persona de la Canasta Básica está situada en 37.759 por persona al 2013, significando que la CBS tendría un costo 151.036 pesos chilenos para una familia de 4 personas, el sueldo mínimo en Chile se ubica en 210,000 pesos chilenos unos 412 dólares a septiembre del 2013.
Aun así, no existe evidencia empírica que refleje un aumento de pobreza por una actualización de la CBS, un ejemplo claro fue la renovación de la CBS por parte del Perú el 2009, actualizando la anterior vigente desde 1994, lo que se observó fue una mantencion de las tazas de baja de pobreza, no produciéndose dicho fenómeno.
La desigualdad en Chile tiene larga data pues se remonta a época de la colonia cuando surgieron un tipo de instituciones amparadas bajo una economía de carácter "extractivo", por ejemplo la minería, y la actividad agrícola se desarrollaba en haciendas con unas relaciones marcadas por la servidumbre del inquilinaje. Este desigual acceso a la tierra y al crédito bancario), junto a una limitada participación política durante el siglo XIX, propició unas relaciones sociales marcadas por la desigualdad, las que se mantiene hasta la actualidad.
La llegada del siglo XX y la toma de conciencia en torno a la universalización de la educación, el mayor rol social del Estado, junto con el impacto económico de la Gran Depresión y la Segunda Guerra Mundial, hizo que los indicadores de desigualdad en Chile descendieran durante las décadas los 30 y 40 del siglo XX. La profundización del modelo de industrialización por sustitución de importaciones (ISI) en los años 50 y 60 aumentó fuertemente la desigualdad, provocada por la creciente inflación, la discriminación de la agricultura a favor de la industria y la escasa integración de Chile a la economía mundial.
Durante los años de la dictadura militar de Augusto Pinochet, la ruptura con el modelo de la ISI, la posterior apertura al exterior y el recorte de beneficios sociales que había prevalecido, hicieron a Chile entrar en una dinámica competitiva que siguió incrementando los niveles de desigualdad. La crisis económica y financiera de 1982, aumentó fuertemente la pobreza, provocada por el cierre de numerosas industrias nacionales y los aumentos de la cesantía y del costo de la vida. Tal problema no pudo ser controlado por la reactivación económica de 1985, debido a la reducción del gasto social, lo cual implicó mantener la desigualdad en sus niveles más altos durante la segunda mitad de los años 1980. [cita requerida]
Con la llegada de la democracia en 1990, los gobiernos de la Concertación pusieron énfasis en desarrollar programas sociales para erradicar la pobreza y disminuir los niveles de desigualdad, lo que dio algunos resultados, sin embargo, la desigualdad se ha mantenido estable desde 1990. De todas maneras, tanto el coeficiente de Gini como los índices 20/20, 10/40 y 10/10 muestran una tendencia a la baja post crisis financiera asiática.

## Rankingsinternacionales
| Año  |  | Indicador                           | Fuente                                      | Puntaje | Escala                                     | Posición (Chile/n.º países) |
| ---- |  | ----------------------------------- | ------------------------------------------- | ------- | ------------------------------------------ | --------------------------- |
| 2005 |  | Gobierno electrónico (e-government) | Brown University                            | 32,1    | 60 - máximo, 10 - mínimo                   | 13/198                      |
| 2005 |  | Libertades civiles                  | Freedom House                               | 1,0     | 10- reprimido, 1 - libre                   | A1                          |
| 2011 |  | Competitividad tecnológica          | Foro Económico Mundial                      | 0,68    | 2 - alto, -2 - bajo                        | 31/112                      |
| 2015 |  | Libertad económica                  | Heritage Foundation/The Wall Street Journal | 78,5    | 98 - libre, 0 - reprimido                  | 7/178                       |
| 2011 |  | Competitividad                      | Foro Económico Mundial                      | 4,7     | 6 - más competitivo, 1 - menos competitivo | 31/142                      |
| 2015 |  | Corrupción                          | Transparencia Internacional                 | 7,0     | 10 - transparente, 1 - corrupto            | 23/168                      |
| 2015 |  | Desarrollo humano                   | PNUD                                        | 0,832   | 1 - desarrollado, 0 - subdesarrollado      | 42/188                      |

## Chile en el contexto internacional
La economía ha crecido de manera constante desde finales de los años ochenta y de forma destacable hasta el año 1997[cita requerida]. Las políticas llevadas a cabo en varios frentes han permitido tener una estabilidad macroeconómica con una inflación baja y las finanzas públicas consolidadas.[cita requerida] Chile abrió su economía a las exportaciones, sobre todo hacia Norteamérica y Europa. Aunque uno de los puntos débiles ha sido el comercio intraregional en América Latina. Si observamos las evoluciones en los datos macroeconómicos. Datos que se ven reflejados en la tasa de crecimiento anual, que para el año 2011 fue del 6 % y un crecimiento económico del 5,5 % en 2012.
| Indicador                               | Valor                                              | Posición en el mundo                                          | Incremento                                                                              |
| --------------------------------------- | -------------------------------------------------- | ------------------------------------------------------------- | --------------------------------------------------------------------------------------- |
| producto interior bruto (nominal)       | 248.585.241.000 $ Fuente: Banco Mundial (2011)     | Países más ricos del mundo por PIB Puesto 36.º                | 75.775.156.224 $ en 2000 (incr: 228,1 %) Fuente: Ficha de Chile en Banco Mundial        |
| Superficie                              | 756.090 km² Fuente: Banco Mundial (2010)           | Países más extensos del mundo Puesto 37.º                     | 756.950 km² en 2008 (incr: −0,1 %) Fuente: Ficha de Chile en Banco Mundial              |
| Población                               | 17.269.524 personas Fuente: Banco Mundial (2011)   | Países más poblados del mundo Puesto 58.º                     | 15.411.830 personas en 2000 (incr: 12,1 %) Fuente: Ficha de Chile en Banco Mundial      |
| Emisiones de CO2                        | 3,9 toneladas Fuente: Banco Mundial (2009)         | Países con mayores emisiones de CO2 Puesto 83.º               | 3,865 toneladas en 2000 (incr: 0,9 %) Fuente: Ficha de Chile en Banco Mundial           |
| Renta per cápita                        | 14.394 $ Fuente: Banco Mundial (2011)              | Países con mayor Renta Per Cápita Puesto 22.º                 | 4.850 $ en 2000 (incr: 196,8 %) Fuente: Ficha de Chile en Banco Mundial                 |
| Tasa de natalidad                       | 1,8 personas Fuente: Banco Mundial (2012)          | Países con mayor natalidad (niños por mujer) Puesto 131.º     | 2,084 personas en 2000 (incr: −13,6 %) Fuente: Ficha de Chile en Banco Mundial          |
| Crecimiento económico                   | 6 % Fuente: Banco Mundial (2011)                   | Economías de mayor crecimiento Puesto 42.º                    | 4,49 % en 2000 (incr: 33,6 %) Fuente: Ficha de Chile en Banco Mundial                   |
| % usuarios Internet                     | 53,9 % Fuente: Banco Mundial (2011)                | Países con mayor tasa de usuarios de Internet Puesto 57.º     | 16,46 % en 2000 (incr: 227,5 %) Fuente: Ficha de Chile en Banco Mundial                 |
| Promedio de días para crear una empresa | 7 días Fuente: Banco Mundial (2011)                | Países más rápidos para montar una empresa Puesto 147.º       | 27 días en 2003 (incr: −74,1 %) Fuente: Ficha de Chile en Banco Mundial                 |
| Consumo de energía por habitante        | 1.877 kilogramos Fuente: Banco Mundial (2011)      | Países con mayor consumo de energía por habitante Puesto 32.º | 1.684,16 kilogramos en 2000 (incr: 11,5 %) Fuente: Ficha de Chile en Banco Mundial      |
| Terreno dedicado a agricultura          | 21,2 % Fuente: Banco Mundial (2009)                | Países con más terreno dedicado a la agricultura Puesto 152.º | 20,37 % en 2000 (incr: 4,1 %) Fuente: Ficha de Chile en Banco Mundial                   |
| Potencia eléctrica consumida            | 3.297 kilovatios-hora Fuente: Banco Mundial (2010) | Países con más potencia eléctrica consumida Puesto 33.º       | 2.487,96 kilovatios-hora en 2000 (incr: 32,5 %) Fuente: Ficha de Chile en Banco Mundial |
| Superficie forestal                     | 162.310 km² Fuente: Banco Mundial (2010)           | Países con mayor superficie forestal Puesto 34.º              | 158.340 km² en 2000 (incr: 2,5 %) Fuente: Ficha de Chile en Banco Mundial               |
| Carreteras pavimentadas                 | 22,5 % Fuente: Banco Mundial (2009)                | Países con más carreteras pavimentadas Puesto 47.º            | 18,4 % en 2000 (incr: 22,3 %) Fuente: Ficha de Chile en Banco Mundial                   |
| Índice de Competitividad Global         | 4,648 Fuente: Foro Económico Mundial (2013)        | Países más competitivos Puesto 33.º                           | 4,85 en 2007 (incr: −4,2 %) Fuente: Ficha de Chile en Foro Económico Mundial            |